# Fer
Cet article concerne l'élément chimique, le corps simple et les composés correspondants. Pour les autres significations, voir Fer (homonymie).
Le fer est l'élément chimique de numéro atomique 26, de symbole Fe.
Le corps simple dévoile plusieurs formes allotropiques selon la pression et la température. Le fer pur est un métal tenace, ductile et relativement malléable, magnétique dans les conditions ambiantes. Mais l'élément Fe se retrouve aussi sous forme d'alliages, solutions solides ou composés d'insertion divers, car l'adjonction de très faibles quantités d'éléments additionnels modifie considérablement les propriétés mécaniques. Mais les matériaux ferreux restent sensibles à l'oxydation, comme le prouve l'affinité du métal Fe pour l'oxygène ou le soufre, qui le rendent cassant et difficile à travailler, voire peuvent le désagréger.
Outre ses propriétés physiques et chimiques remarquables et sa présence naturelle dans d'innombrables composés chimiques et biochimiques, par son implication dans un grand nombre de matériaux d'importance économique majeure ou son rôle biologique crucial, le fer représente le métal de transition et le matériau ferromagnétique le plus courant dans la vie quotidienne. Allié au carbone et avec d'autres éléments d'addition, il permet d'obtenir les aciers, plus durs et résistants, dont la sensibilité aux traitements thermomécaniques permet de diversifier encore plus les propriétés du matériau.

## Généralités
Le fer possédant la structure électronique suivante (couches stables de l'Argon) 3d⁶ 4s² fait partie du groupe des éléments d dit métaux de transition, il montre des analogies caractéristiques avec le ruthénium, l'osmium dans sa rangée verticale, le cobalt et le nickel dans sa rangée horizontale, Fe, Co et Ni formant le classique « groupe du fer » ou « triade des métaux ferreux », à grande similarité chimique,.

### Étymologie et origine du mot, vocabulaire
Le mot français « fer », attesté déjà au Xe siècle en ancien français, est issu du mot latin neutre ferrum,i signifiant le métal fer ainsi que dans un sens élargi, les armes (épée, glaive etc.) et autres objets en fer, associés aux choses apportant le goût et la saveur caractéristique du fer, et à l'insensibilité et la cruauté au sens figuré etc.,. Le mot qui désigne à la fin de l'époque moderne l'élément ou le corps chimique, le métal au sens abstrait est « indénombrable » au sens où il ne s'utilise pas au pluriel ni directement avec un numéral,. Le mot neutre allemand das Eisen (die Eisen au pluriel) provient probablement du celtique continental isarnon,.
Le mot ferrum, qui a laissé tardivement ses deux initiales au symbole chimique international Fe, est associé à l'adjectif ferrĕus,-a,-um signifiant « de fer, en fer », les deux termes latins colportant déjà les nombreuses allusions imagées et classiques relatives au fer, marquant l'insensibilité et la dureté (cœur de fer), l'inflexibilité et la détermination, la résolution guerrière, la cruauté et l'absence de pitié (ferro ignique, par le fer et le feu), comme la force (ferrea vox ou voix de fer, ferrea mano à la fois main de fer et grappin), la robustesse (anticipant une « santé de fer »), l'âpreté, la permanence, la lourdeur (ferreus somnus ou sommeil de plomb) et anticipant l'emploi générique de l'adjectif « ferreux » attesté au XVIIIe siècle. L'adjectif ferrātus,a,um signifie « garni de fer, ferré, armé de fer », le substantif masculin pluriel ferrati rappelle les soldats bardés de fer. L'adjectif ferrārĭus,a,um concerne aussi le fer, et a fini par désigner aussi le faber ou febvre médiéval, c'est-à-dire le forgeron, ouvrier par excellence, travailleur du fer ainsi que, au pluriel, les mines de fer par « ferrārĭa (metalla) ».
Le mot latin était traditionnellement rattaché à la famille de sens de firmus (« ferme, solide »). Mais aujourd'hui on voit dans l’espagnol hierro et l’anglais iron (même sens) un emprunt celtique et on le rattache plutôt au radical de aes (« airin » et autres métaux) et sa racine indo-européenne reconstruite : *ḫeṷis ou encore *ai̯os- au sens générique de « métal » (cuivre, bronze ou fer).
Notons que l'alchimie la plus ancienne fait correspondre le fer à la planète rouge Mars, autrefois associée au terrible et sanguinaire dieu romain de la guerre, Mars, qui patronne, après la courte période dévolue au culte des morts en février, l'usage par les jeunes gens des armes d'attaque et autres protections défensives, en fer ou en airain. L'anémie ferriprive, causée par une carence en fer dans le corps, se nomme aussi « carence martiale », dans la lignée des appellations de médecine alchimiste. La pyrite ou bisulfure de fer FeS2, composé minéral ferreux considéré autrefois comme dimorphe, se présente souvent en cristaux cubique jaune d'or, d'un très bel éclat, sous l'appellation de « pyrite martiale ». Le mot grec πύρ, πύρός associé au « feu profane », domestique ou guerrier (racine pyro-) se retrouve dans les anciens noms du « fer pulvérulent » ou de maints composés soufrés du fer, formant les premiers « briquets » paléolithiques transportables il y a minima 80 000 ans : la frappe sèche d'un silex sur un minerai de fer, type marcassite, ou le choc entre deux pyrites, produit une étincelle de feu, initiant la combustion de matières sèches.
L'adjectif ferrugineux, euse signifiant en français ce « qui contient du fer ou l'un de ses composés » provient de l'évolution des adjectifs latins ferrūgĭnus,-a,-um, ferrūgǐnōsus,-a,-um ou ferrūgǐněus,-a,-um au sens de « ferrugineux, couleur de fer », associés au mot féminin ferrūgo, au génitif ferrugĭnis désignant la rouille du fer, mais aussi une palette de couleurs, de brun foncée à la couleur de rouille plus rougeâtre, voire pourpre foncé ou bleu sombre. Le mot latin de genre neutre, ferrūmen,ĭnis signifie d'après l'usage de Pline, la soudure, la substance pour souder. Il est associé au verbe transitif ferrūmǐno, ferrūmǐnāre correspondant à notre verbe souder.

## Physico-chimie nucléaire, isotopes, fréquence
Le fer 56 est le nucléide stable le plus lourd issu de la fusion du silicium par réactions α lors de la nucléosynthèse stellaire, qui produit en fait du nickel 56, lequel est instable et donne du 56Fe par deux désintégrations β+ successives ; les éléments de numéro atomique plus élevé sont synthétisés par des réactions plus énergétiques intervenant plutôt lors de l'explosion de supernovas.

### Propriétés nucléaires
Le noyau de fer 56 possède la masse par nucléon la plus faible de tous les nucléides mais pas l'énergie de liaison la plus élevée, en raison d'une proportion de protons un peu plus élevée que le nickel 62 qui, lui, a l'énergie de liaison la plus élevée par nucléon.
Le fer 56 résulte de la désintégration naturelle du nickel 56, isotope instable produit au cœur d'étoiles massives par fusion du silicium 28 au cours de réactions alpha en cascade qui s'arrêtent au nickel précisément parce que ce dernier possède l'énergie de liaison nucléaire par nucléon la plus élevée : poursuivre la fusion, pour produire par exemple du zinc 60, consommerait de l'énergie au lieu d'en libérer.

### Isotopes
Le fer possède 28 isotopes connus, de nombre de masse variant de 45 à 72, ainsi que six isomères nucléaires. Parmi ces isotopes, quatre sont stables, 54Fe, 56Fe, 57Fe et 58Fe. 56Fe est largement le plus abondant (91,754 %), suivi de 54Fe (5,845 % possiblement légèrement radioactif avec une demi-vie supérieure à 3,1 × 1022 années), 57Fe (2,119 %) et 58Fe (0,282 %). La masse atomique standard du fer est de 55,845(2) u.
Le plus stable des radioisotopes du fer est 60Fe avec une demi-vie de 1,5 million d'années, suivi de 55Fe (2,7 années), 59Fe (un peu moins de 44,5 jours) et de 52Fe (8,5 heures).

### Occurrence et abondance naturelle
Cet élément jugé le plus stable de l'Univers, définissant le creux de la vallée de stabilité des éléments, est aussi le plus abondant dans les météorites ainsi que dans les noyaux des planètes intérieures du système solaire. Environ une météorite sur vingt comprend de la taénite, unique alliage de minéral de fer-nickel (fer 35-80 %), et de la kamacite (fer 90-95 %). Rares dans l'espace, les météorites de fer sont une source de fer nickelé.
La couleur rouge ou ocre rouge de la surface poussiéreuse de notre lointaine voisine Mars est due à un régolithe riche en hématite Fe2O3 amorphe ; la planète rouge est en quelque sorte une « planète rouillée » ou en fer oxydé.
Le fer, classé en quatrième position d'abondance terrestre après l'oxygène, le silicium et l'aluminium, est surtout l'élément le plus abondant au cœur de la Terre, puisqu'il est concentré à plus de 80 % en masse dans son noyau central, lui conférant ces propriétés magnétiques. Si le noyau interne ou « graine » est une boule de Fe et de Ni à une température proche de 6 000 °C et à une haute pression avoisinant 3,5 millions de bars, le noyau externe en « alliage » fer-nickel forme autour une large couche liquide extrêmement visqueuse. Les mouvements relatifs au sein de ces masses de fer, y compris des mouvements de convection de cette couche externe, pourraient expliquer, selon les géophysiciens, les variations du champ magnétique terrestre.
Le fer minéral à l'état non oxydé existe dans la nature, soit d'origine extra-terrestre ou météoritique représenté par les sidérites (météorites métalliques contenant parfois 90 % en masse de Fe) avec le minéral kamacite, alliage de Fe et Ni , soit d'origine terrestre dans un gisement de nature basique ou réducteur. Citons par exemple pour ce premier cas céleste, le fer météoritique aimantable du Canyon Diablo en Arizona ou de sikhote Aline en Sibérie orientale, sans oublier la météorite ferreuse dite Willamette, trouvée dans la vallée de la rivière Willamette, et ses larges regmaglyptes. Dans le second cas, le « fer tellurique » ou fer natif des chimistes, peut être sous forme pure α-Fe d'une grande rareté, ou représenté par des alliages de Fe avec du nickel (5 à 18 %), d'origine magmatique, parfois confondu avec le fer météoritique. Le fer natif est dit aussi « basaltique », car ces masses impressionnantes de plusieurs tonnes, par exemple observées près d'Ovifak au Groenland, proviennent de la réduction du magma au contact des couches de charbon, en progression souterraine et transversale. Ces ressources nullement inconnues des premiers forgerons, habiles sidérurgistes, sont rares et surtout disséminées, mais ce fer météorique atterri à la surface de notre planète semble bien à l'origine de la plus ancienne sidérurgie humaine, comme l'atteste un poignard en « fer du ciel » de plus de 3 000 ans retrouvé dans la tombe du pharaon Toutânkhamon. Mais le métal fer le plus commun a surtout été obtenu, par réduction directe des principaux minerais, de plus en plus massivement au cours de l'Antiquité, il y a plus de 2 200 ans, et précocement par diverses civilisations caucasiennes il y a plus de trois millénaires. Si les combinaisons chimiques minérales ou organiques comportant le fer sont pléthoriques, les véritables minerais concentrés, à forte teneur en fer, sans impuretés indésirables, sont beaucoup moins communs et souvent très localisés dans des mines de fer la plupart connues de haute antiquité.
Le fer est le 6e élément le plus commun dans l'Univers, il est formé comme « élément final » de fusion nucléaire, par fusion du silicium dans les étoiles massives. Tandis qu'il compose environ 5 % en masse de la croûte terrestre, le noyau terrestre est censé être en grande partie un alliage de fer-nickel, constituant ainsi 35 % de la masse de la Terre dans son ensemble. Le fer est, selon les sources, soit l'élément le plus abondant de la Terre ou a minima en 2e position en masse après l'oxygène, qui domine dans la croûte terrestre. Le fer n'est que le 4e élément le plus abondant dans la croûte terrestre, soit a minima 4,7 % en masse, représentant le second métal après l'aluminium Al. Ces deux métaux Fe et Al y sont généralement présents sous une forme oxydée.

#### Gisements

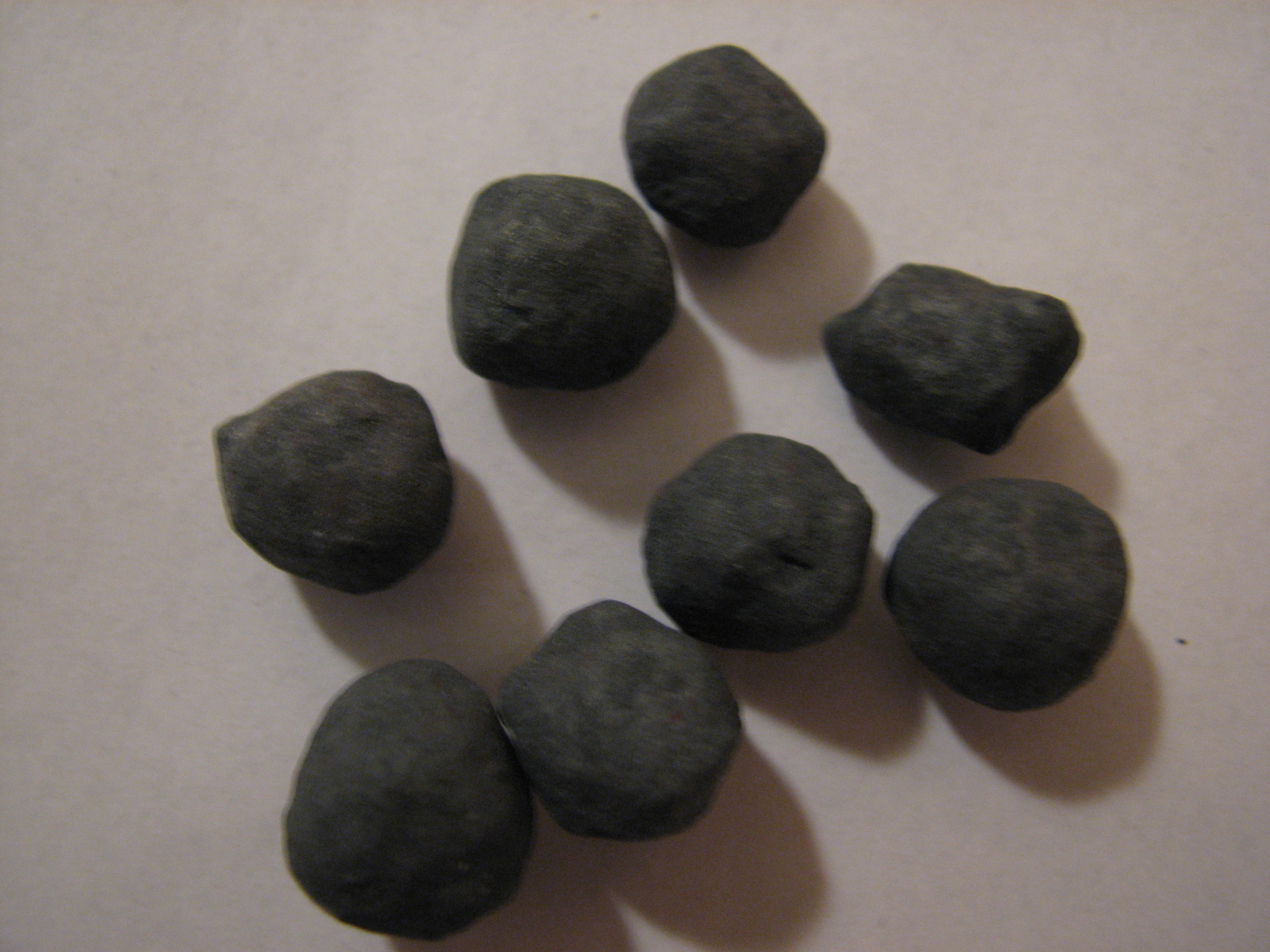
Granulés d'oxyde magnétique de la Mine LKAB, minerai de fer offert par la ville suédoise de Kiruna, 2008.

La majeure partie du fer dans la croûte terrestre, proche de sa surface, est combinée avec l'oxygène, formant notamment des minerais à base de divers oxydes de fer, tels que : 
- le sesquioxyde de fer Fe3O4 ou magnétite des minéralogistes, nommée aussi « pierre d'aimant », qui représente le plus ancien matériau ferromagnétique connu : l'oxyde magnétique ou magnétite Fe3O4, aux propriétés connues au moins depuis l'Antiquité apparaît sous le mot latin classique magnēs lapis souvent réduit en magnēs, désignant l'aimant minéral, et son adjectif correspondant magnētǐcus, -a, -um, dérivé à l'origine d'un qualificatif gréco-romain décrivant les contrées montagneuses de Magnésie, aux mines de fer abondantes en cette variété minérale[32]. Ces cristaux cubiques, autrefois exploités en Suède et Norvège, contiennent 70 % en masse de fer[33] ;

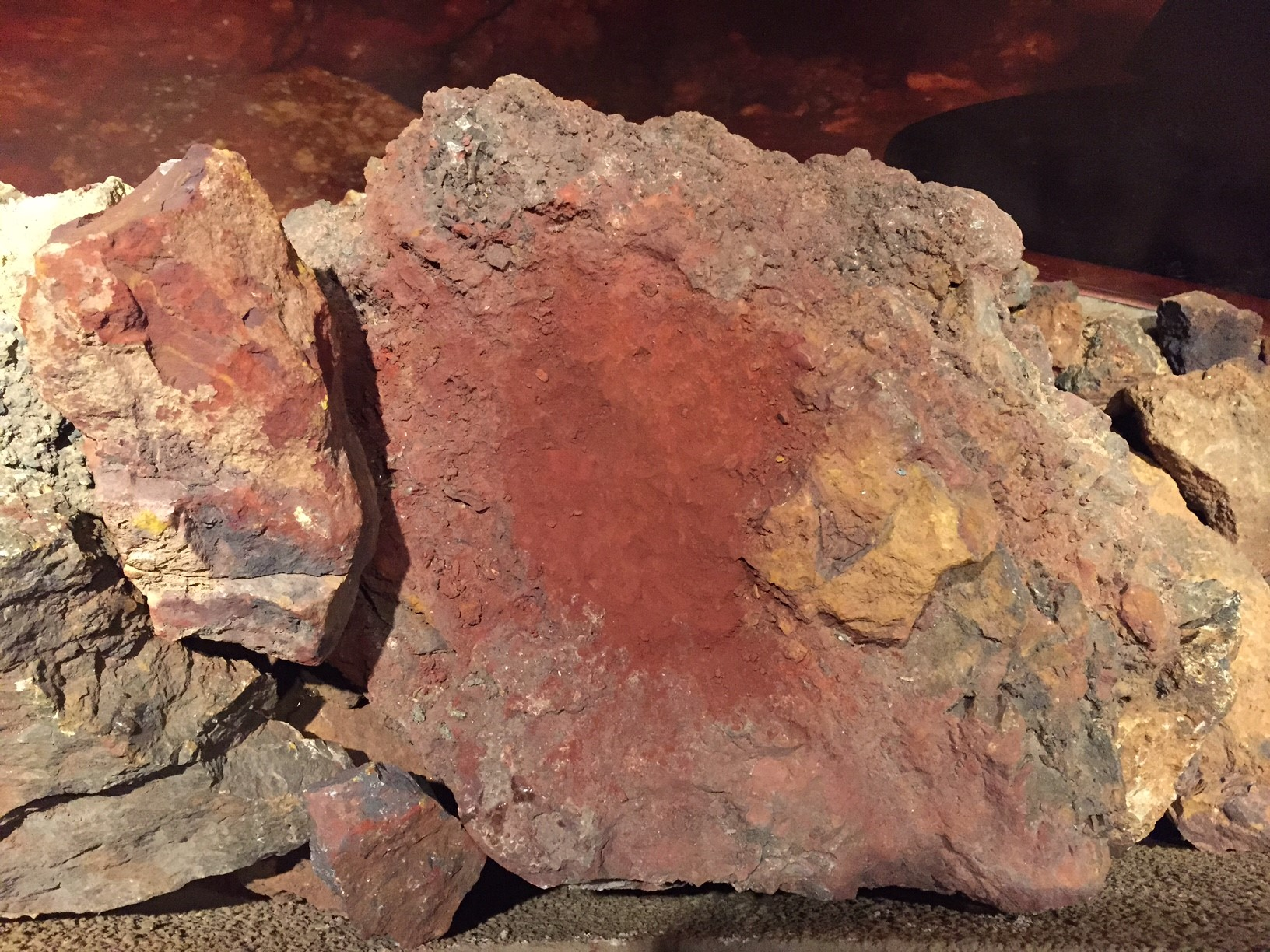
Hématite rouge dans une roche ferreuse du désert jordanien, novembre 2016.

- l'oxyde ferrique ou hématite Fe2O3 dénommée « hématite rouge », « ocre rouge ou sanguine » des anciens lorsqu'elle est en masses amorphes et compactes, ou « fer oligiste » lorsque le minéral dévoile des cristaux visibles, contenant 65 % en masse de Fe ;
- l'oxyhydroxyde ferrique ou limonite sèche FeO(OH) ou Fe2O3· H2O proche de l'hématite brune ou « fer oolithique » dans sa constitution faiblement hydratée 2(Fe2O3)· 3 H2O, sous forme de masses jaunes ou brunes[34]. Ces variétés de limonite expliquent l'intérêt, après 1865 et les prémisses techniques de la déphosphoration, de la « minette », véritable roche sédimentaire, formée par une arénite ferrugineuse, en couches rouges à composition calcaire ou en couches vertes à composition silicatée. Si l'hématite brune aux cristaux rhombiques contient jusqu'à 62 % de fer, la minette de Lorraine jadis exploitée ne contient pas le tiers de sa masse en fer, restant au mieux légèrement en dessous[35].

On peut ajouter le carbonate de fer Fe2CO3 ou « fer spathique » aux cristaux trigonaux, dénommé précisément sidérite par les minéralogistes, bien connue autrefois à Saint-Etienne, Anzin et dans la plus grande partie des mines ferreuses jouxtant des charbonnages en Angleterre. Ces meilleurs gisements contiennent au delà de 40 %, parfois jusqu'à 48 % en masse de fer. Remarquons, sur un plan chimique, que la pyrite FeS2 avec ces cristaux cubiques contient dans ses gisements compactes jusqu'à 46 % en masse de fer. La grande majorité des métallurgies anciennes rejetant les minerais ferreux à base de soufre, l'industrie l'utilisait communément pour pallier l'absence de soufre natif. Sur un plan géologique, les chapeaux de fer, nommés gossans en anglais des prospecteurs, apparaissent en formations rougeâtres résultant de l'altération, par les eaux de surface ou d'infiltration, en oxydes ou hydroxydes de fer.Que ce soient à Rustrel ou à Framont, ces minerais de fer, produit d'altération naturelle des sulfures de fer, ont permis jadis l'installation de mines de fer.

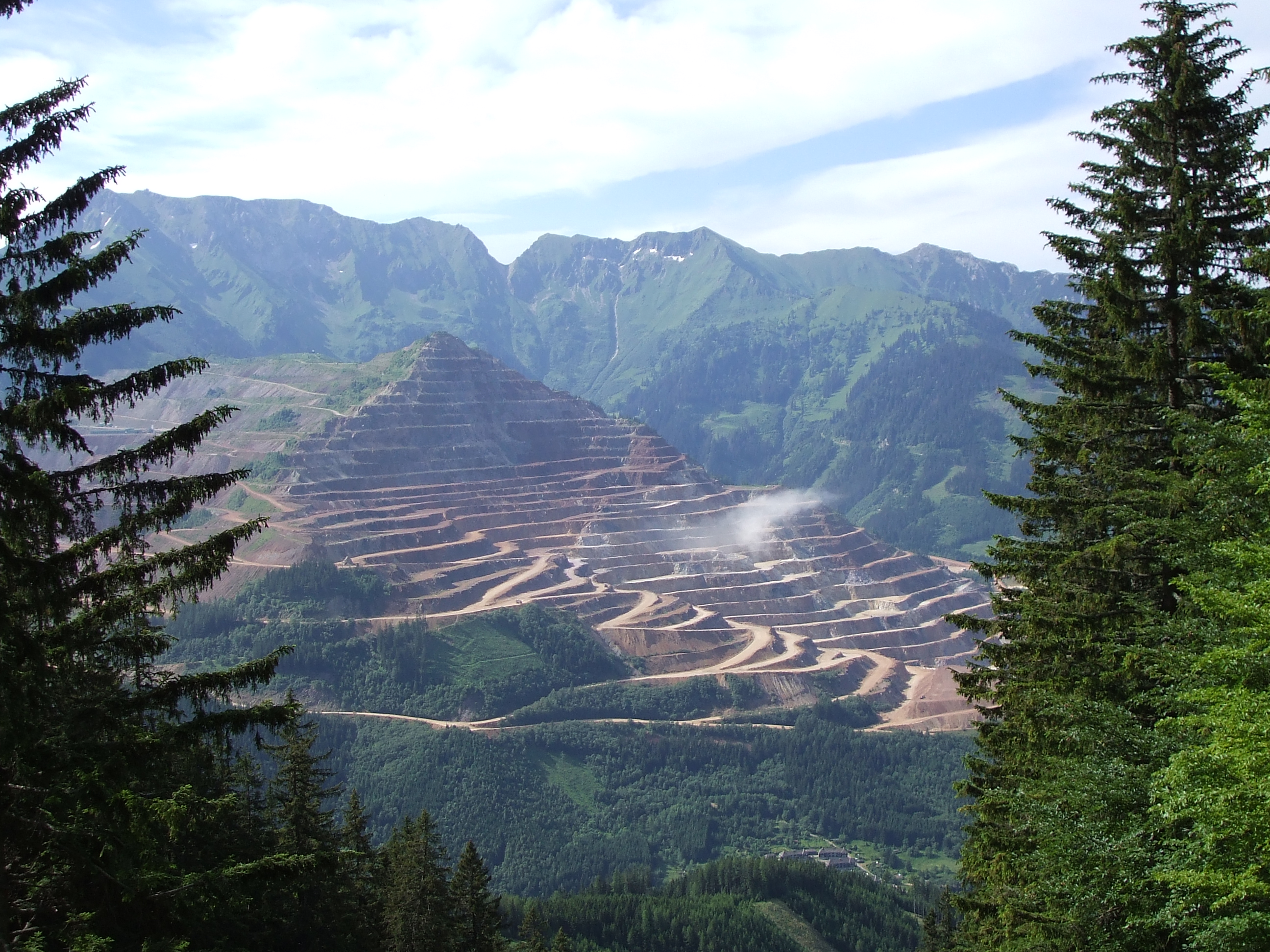
Le fer est recyclable, mais l'extraction minière a un impact environnemental et énergétique. Vue de la mine à ciel ouvert du Erzberg, Styrie.

L'ensemble des réserves de minerais de fer peut être estimé à 800 milliards de tonne, dont seulement un dixième, soit 85 milliards de tonnes de Fe, est aisément exploitable. Selon d'autres sources restrictives, les réserves mondiales de minerai de fer sont estimées à 180 milliards de tonnes, contenant 87 milliards de tonnes de fer, et seraient détenues essentiellement par l'Ukraine (16,7 %), le Brésil (16,1 %) et la Russie (13,9 %). L'office minier canadien estime en 2020 que les réserves des trois premiers pays producteurs de minerais de fer actuels les surpassent, soit l'Australie avec 50, le Brésil avec 34 et la Chine 20 milliards de tonnes.

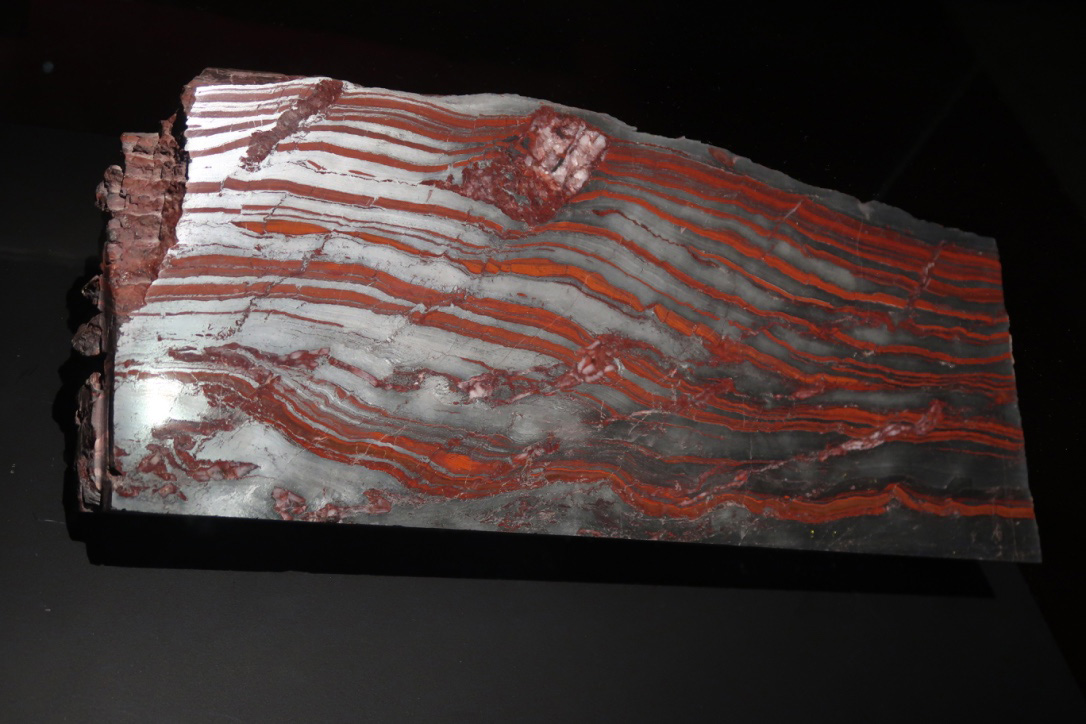
Fer rubané, alternance de couches de quartz et de fer oxydée par la pollution bactérienne du Précambrien, échantillon de 2,1 milliards d'année extrait de la contrée de Marquette, Michigan.

90 % des gisements de minerai de fer dans le monde sont retenus dans une couche de faible épaisseur et très riche en Fe(II), la couche de fer rubané. Aux premiers temps de la vie, à l'éon Archéen vers −2 à −4 Ga, les cyanobactéries vivent dans des océans de Fe(II). Lorsqu'elles commencent à faire de la photosynthèse, l'oxygène produit, avant de polluer l'atmosphère, est dissous et réagit avec Fe(II) pour former des oxydes de Fe(III) qui précipitent au fond des océans. Après consommation de Fe(II), l'oxygène se concentre dans les océans puis dans l'atmosphère, il constitue alors un poison pour la proto-vie. Ainsi, les gisements de fer rubané se trouvent systématiquement entre les couches géologiques des massifs cristallins (schistes, gneiss, etc.) et les couches calcaires dolomitiques (coraux), par exemple constituant les massifs préalpins. Les terres émergées issues de la fragmentation du Gondwana, à l'instar du Brésil, de l'Inde ou de l'Australie gardent traces de ces lointaines accumulations : les riches gisements miniers du Pilbara, de Carajas ou de la contrée de Joda, dans l'état indien d'Odisha.

#### Autres composés naturels du fer
L'élément fer, sous forme souvent moins concentrée, est présent dans les silicates de fer terrestres, à savoir les minéraux basiques de type pyroxène, amphiboles, grenats, olivines, micas, épidotes etc.
Répertoriée par la recherche autour de l'an 2000 en milieu tempéré, dans la forêt humide de Fougères, la fougérite de couleur bleu vert est un minéral qui donne sa couleur aux gleys du sol. S'il explique la vaste famille minérale des rouilles vertes, il est d'abord le principal intermédiaire entre le FeII soluble et le FeIII insoluble. Il représente un indicateur naturel des conditions d'aérobiose versus d'anaérobiose de ce milieu. Une fois extrait et isolé à l'air, ce minéral caractéristique se transforme en lépidocrocite ou en goethite, laissant une couleur ocre en présence de gaz dioxygène O2, ce qui explique sa tardive mise en évidence.

### Fonctions dans la biosphère
Le fer joue un rôle majeur en tant qu'oligoélément ou micronutriment pour de nombreuses espèces, et comme élément régulant l'amplitude et la dynamique de la productivité primaire océanique, ce qui en fait une composante essentielle des cycles biogéochimiques marins et des puits de carbone marins.
Les données récentes montrent que le cycle du fer océanique d'abord supposé lié aux apports de poussières riches en fer est en réalité bien plus complexe, et étroitement couplé biogéochimiquement avec des nutriments majeurs (carbonés, azotés). On a montré en 2017 que dans les zones pauvres en fer de l'Antarctique, le fer particulaire issu du rabotage des roches par les glaciers est une source alternative de fer que le phytoplancton sait exploiter.
Des études ont montré que certains phytoplanctons semblent effectivement bénéficier d'un taux élevé de CO2, mais pour assimiler ce CO2 il leur faut aussi du fer ; il est spéculé depuis la fin du XXe siècle que l'ensemencement de l'océan avec du fer pourrait aider à limiter le changement climatique. Or on découvre que chez la plupart des espèces phytoplanctoniques, ce fer n’est assimilable qu’en présence de carbonates. Problème : ces derniers sont détruits par l’acidification induite par la solubilisation du CO2 dans l’eau.

## Chimie du fer

### Corps simple
Une mole de fer pèse 55,845 g. Le fer dévoile un polymorphisme métallique. L'allotropie n'en applique pas moins un changement basique et brusque du cortège des propriétés physiques (dilatation, résistivité, chaleur spécifique liée à la structure cristallochimique, etc.).

#### Propriétés physiques du corps simple pur

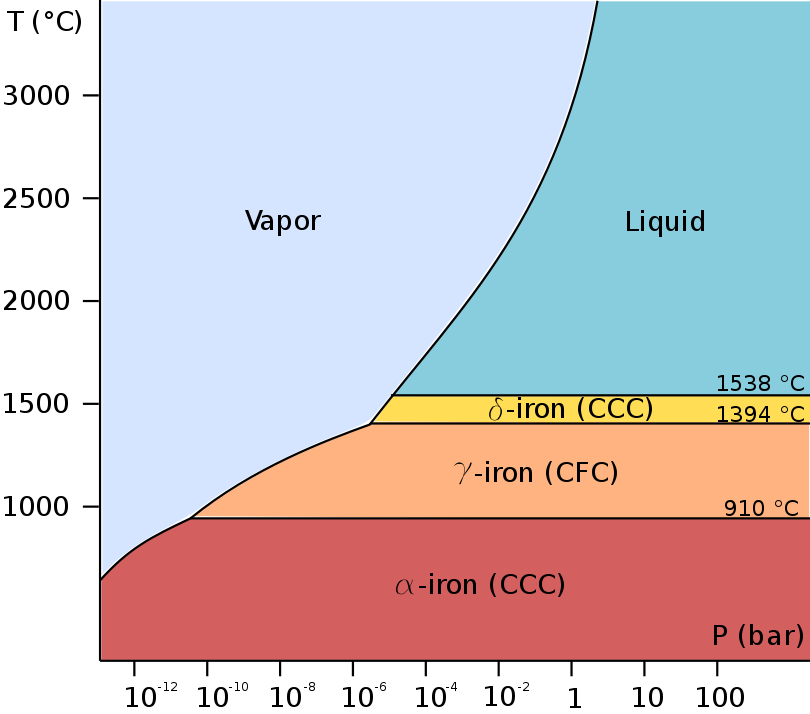
Diagramme de phase du fer.
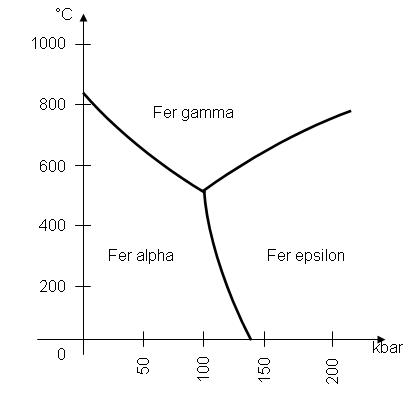
Phases solides du fer en fonction de la pression et de la température.

C'est un métal qui, en fonction de la température, présente un évident polymorphisme métallique. L'allotropie distingue :
- dans les conditions normales de température et de pression, c'est-à-dire aux basses températures ou « à basse température », un solide cristallin de structure cubique centrée nommé fer α, dont la structure est appelée ferrite dans l'acier[43]. Le fer α est fortement ferromagnétique : les moments magnétiques des atomes s'alignent sous l'influence d'un champ magnétique extérieur et conservent leur nouvelle orientation après la disparition de ce champ. Sa température de Curie est de 770 °C. Sa capacité calorifique est de 0,5 kJ kg−1 °C−1. À température ambiante, il a une dureté entre 4 et 5 sur l'échelle de Mohs. Sa masse volumique avoisine 7,86 g/cm3 à 20 °C. Il s'agit d'un métal conducteur électrique moyen, marqué par une résistivité ρ = 9,7 μΩ.cm[44]. Le fer alpha est caractérisé par une chaleur de sublimation atomique équivalent à 99,6 kcal/atome-gramme à température ambiante (298 K) ;
- le fer β bêta est une structure cubique face centrée obtenue au-dessus du point de Curie, vers 770 °C ou 1 042 K. Le ferromagnétisme du fer α disparaît sans réarrangement atomique ;
- dès les hautes températures à pression ambiante, à partir de 912 °C, le fer α devient un fer cubique à faces centrées (fer γ, structure appelée austénite dans l'acier), la transformation implique une variation d'énergie interne d'environ 0,22 kcal/atome-gramme à 1 184 K. Le fer γ est paramagnétique ;
- au-delà de 1 394 °C ou 1 665 K, il redevient un minéral de maille cubique centrée (fer δ) ; cette transformation implique une variation d'énergie interne d'environ 0,27 kcal/atome-gramme ;
- la transformation en fer ε (structure hexagonale compacte) se produit à température ambiante à 130 kilobars[45],[46].

Le corps pur fond à 1 538 °C avec une chaleur latente de fusion qui est de l'ordre de 3,7 kcal/atome-gramme. L'ébullition du fer, caractérisée par une chaleur latente d'ébullition de l'ordre de 84,18 kcal/atome-gramme apparaît vers 2 860 °C, en pratique pour un corps simple plus ou moins impur entre 2 750 °C et 3 000 °C.

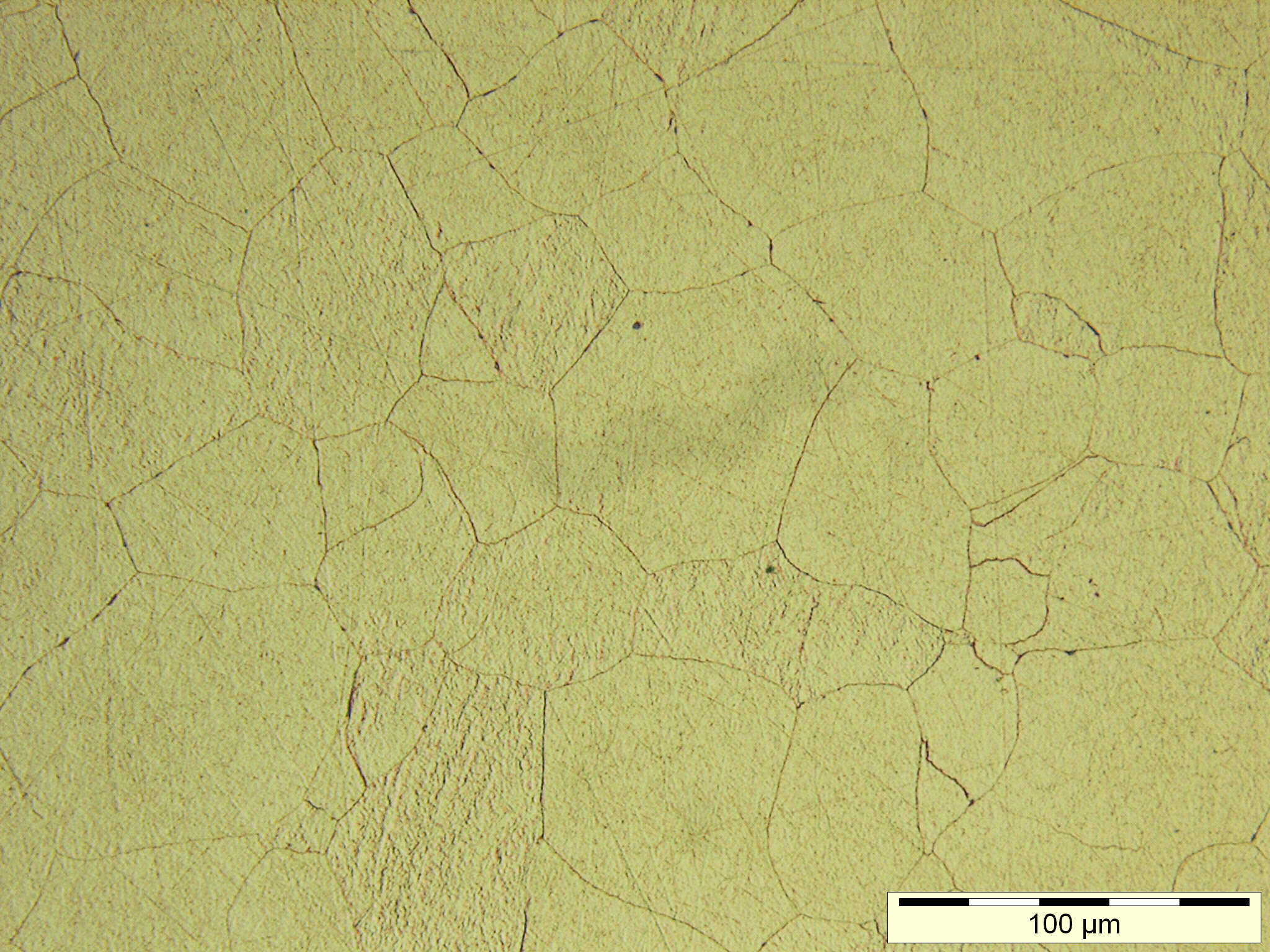
Image métallographique avec joints de grains, grossie 100 fois, plan de fer pur au microscope optique.

#### Fer métal usuel
En 1830, Jean-Baptiste Dumas avouait que les chimistes connaissaient à peine les propriétés du fer parfaitement pur, car le matériau usuel contient souvent un demi-centième de carbone, sans compter d'autres traces ou impuretés qui expliquent la multitude des qualificatifs traditionnels. Le fer peut être extrait très pur de ses divers oxydes par une réduction chimique à l'aide du gaz hydrogène. La masse spongieuse obtenue peut être remise en forme à la forge au laboratoire : gris bleuâtre, ce fer pur, décrit plus haut, qui garde des propriétés constantes et peu variables, reste semblable aux fers ordinaires, mais il est aussi plus mou, légèrement plus dense, plus malléable, plus pâteux ou moins fusible à haute température. Les avancées de l'électrochimie à la Belle Époque ont fait advenir le « fer électrolytique », un fer très pur obtenu par électrolyse de sels de fer.
Parmi la très grande variété et les innombrables qualités des fers (sic) connus à son époque, Jean-Baptiste Dumas distingue sept types fondamentaux suivant leur qualité : 
- i) fer mou et tenace, le plus proche d'un fer pur. Ce fer, à teneur la plus faible en carbone et le plus ductile de tous, dévoile des filaments blanc grisâtre et plie à froid ou à chaud sans se gercer. Délicat, il est assez facilement brûlé à la forge, il perd alors sa qualité car une partie de l'oxyde de fer formé pénètre dans la masse et le rend aigre ;
- ii) fer fort, c'est-à-dire dur et tenace. Ses filaments qui ne s'aperçoivent que dans les petits échantillons sont d'un blanc argentin. Caractérisé par une plus forte teneur en carbone, en conséquence moins délicat à travailler et surtout moins mou, ce fer fort est souvent préférer au premier type de fer plus pur présenté. Il se plie facilement à froid et à chaud sans gerçures. Le travail à la forge l'améliore, il devient plus doux en perdant une partie de son carbone[49] ;
- iii) fer mou et aigre, arborant des filaments gris foncé et très court. Il plie facilement à chaud, mais casse à froid (il est dit "aigre sous le marteau"). Le fer mou et tenace brûlé malencontreusement à la forge prend cette caractéristique. Ce fer contient des traces d'oxydes de fer, suggère Jean-Baptiste Dumas ;
- iv) fer dur et aigre, en réalité à forte teneur en carbone du fait d'un mauvais affinage. Il se forge mal, se casse à froid sous l'effet d'un choc et se brise souvent à chaud ;
- v) fer mou et cassant, fer tendre ou fer métis. C'est un fer pauvre en carbone qui se forge à froid, se plie avec précaution, mais peut casser sous un choc violent. Des traces d'impuretés chimiques, notamment de P, expliquent ce défaut ;
- vi) fer dur et cassant, ou encore fer cassant à froid, souillé de phosphore, au-delà de 0,3 % en masse selon le chimiste Karsten, spécialiste de la métallurgie de la première moitié du XIXe siècle. Ce fer à plus haute teneur en C se plie à chaud, mais il casse facilement à froid. À partir d'une teneur de 0,5 % en masse de P, la ténacité chute, puis casse à froid à 0,6 % en masse. La présence de P est nuisible à la fabrication d'acier ;
- vii) fer rouverin ou fer cassant à chaud, souillé d'un peu de soufre. S'il peut se plier à froid, et se souder et se forger à la chaleur blanche, toute en étant irrémédiablement cassant une fois chauffé au rose ou au rouge cerise, il est souvent connu sous le nom de fer de couleur. Un fer qui contient 400 ppm de S selon Karsten devient très cassant à chaud.

Notons que le fer, sur l'actuel marché industriel mondial, peut être obtenu par des procédés chimiques fort variables, utilisant des couples d'oxydo-réduction inédits ou inconnus de la Vieille Europe, qui laissent aussi d'autres impuretés ou traces significatives et donc des matériaux ferreux de qualité parfois médiocres. D'autre part, les techniques de chauffage performantes, notamment par des fours électriques, ont accru depuis un demi-siècle les capacités de recyclage de ce matériau.
Le fer doux issu des procédés de la fin du XIXe siècle était décrit de la façon suivante : ce solide de couleur blanc gris ou blanc grisâtre, avec son éclat métallique brillant, a une densité est de l'ordre de 7,7. Mais le fer forgé avoisine 7,79 et le fer fondu 7,81. Cette densité métallique, autrefois la plus faible des métaux usuels si on excepte l'étain ou les métaux modernes ou d'emploi récent comme l'aluminium, augmente par écrouissage jusqu'à 7,84, qui ne surpasse la valeur de la masse volumique du Fe corps pur 7,874 kg/mètre cube. Le fer a le plus souvent une texture grenue. Par le martelage, elle devient fibreuse. Cette texture fibreuse se modifie lentement au repos vers un état cristallin ou rapidement sous l'influence de vibrations. En changeant de structure, le fer perd sa ténacité et son élasticité. C'est un facteur limitant de l'usage du fer pour des pièces de structure. Bien que leur aspect extérieur soit inchangé, les essieux de locomotive ou simplement les rails en fer fortement sollicités, autrefois, devaient être changés au bout de plusieurs années.
Le fer est le plus tenace des métaux usuels : pour la meilleure qualité, il faut 250 kg pour rompre un fil de 2 mm de diamètre selon Troost. La ténacité d'un fin « fil de fer » pur d'un millimètre carré de section peut atteindre 30 kg. Le savant universitaire de Leyde Pieter van Musschenbroek affirmait qu'un fil de fer d'un dixième de pouce de diamètre peut soutenir un poids de 450 livres sans se rompre, mais Buffon arguait aussitôt qu'il s'agissait d'un bon fer, un métal de grande qualité, préparé méticuleusement puis travaillé à la filière dans les règles de l'art. Le fer n'est pas dur : il est rayé par le verre. Très ductile et résistant, il se travaille facilement à chaud ou à froid. Le fer est malléable et ductile à froid. Son passage au laminoir, caractéristique de la première propriété, est moins aisée que pour le zinc, mais plus que pour le nickel. La ductilité observable au passage à la filière le classe entre l'aluminium et le nickel. Le fer devient plastique à chaud.
Le métal usuel était facilement déclaré, dans les traités et manuels de la Belle Époque, bon conducteur de l'électricité et de la chaleur. Si on accorde une conductibilité par la chaleur de 1000 à l'argent à température ambiante (15 °C), le cuivre se situe à 736 et le fer à 119. La conductibilité électrique fixée arbitrairement à 1000 pour l'argent accorde 153 au fer. La chaleur spécifique est de l'ordre de 0,113 8 cal/g/K.
Le ferromagnétisme caractérise le classique « groupe du fer » Fe, Co et Ni rencontré dans le tableau périodique : ces corps simples peuvent prendre une forte aimantation. Le fer pur et le fer doux sont capables de s'aimanter facilement. Ses propriétés magnétiques décroissent rapidement dès que la température augmente. Une fois la matière chauffée au rouge, elles deviennent nulles. L'organisation atomique du fer se caractérise par l'absence d'appariement local de plusieurs électrons, ce qui permet leurs alignements à l'échelle du morceau de fer, générant une aimantation. Le fer natif apparaît comme le plus magnétique des minéraux. L'aimantation de la pierres d'aimant ou magnétite peut se transmettre à des aiguilles de fer, initialement non magnétiques, par simple frottement.
Avant de fondre vers 1 500 °C, le fer se ramollit et devient pâteux,. Dans cet état, il prend toutes les formes sous le marteau, et se soude facilement à lui-même.
Parmi les fers industriels, il faut déjà distinguer à la fin du XIXe siècle :
- le fer coulé, obtenu par des procédés classiques d'élaboration de l'acier à faible teneur en C, au four Martin, au four Gilchrist ou Thomas ou au four électrique, en oubliant le four à réverbère qui a marqué la production du fer puddlé, disparu après 1900 ;
- le fer électrolytique, préparé par électrolyse de chlorure ferreux avec anode soluble en acier ou en fonte ;
- le fer réduit, à l'état d'éponge, obtenu par réduction d'oxydes dans un milieu gazeux réducteur.

#### Obtention du corps pur

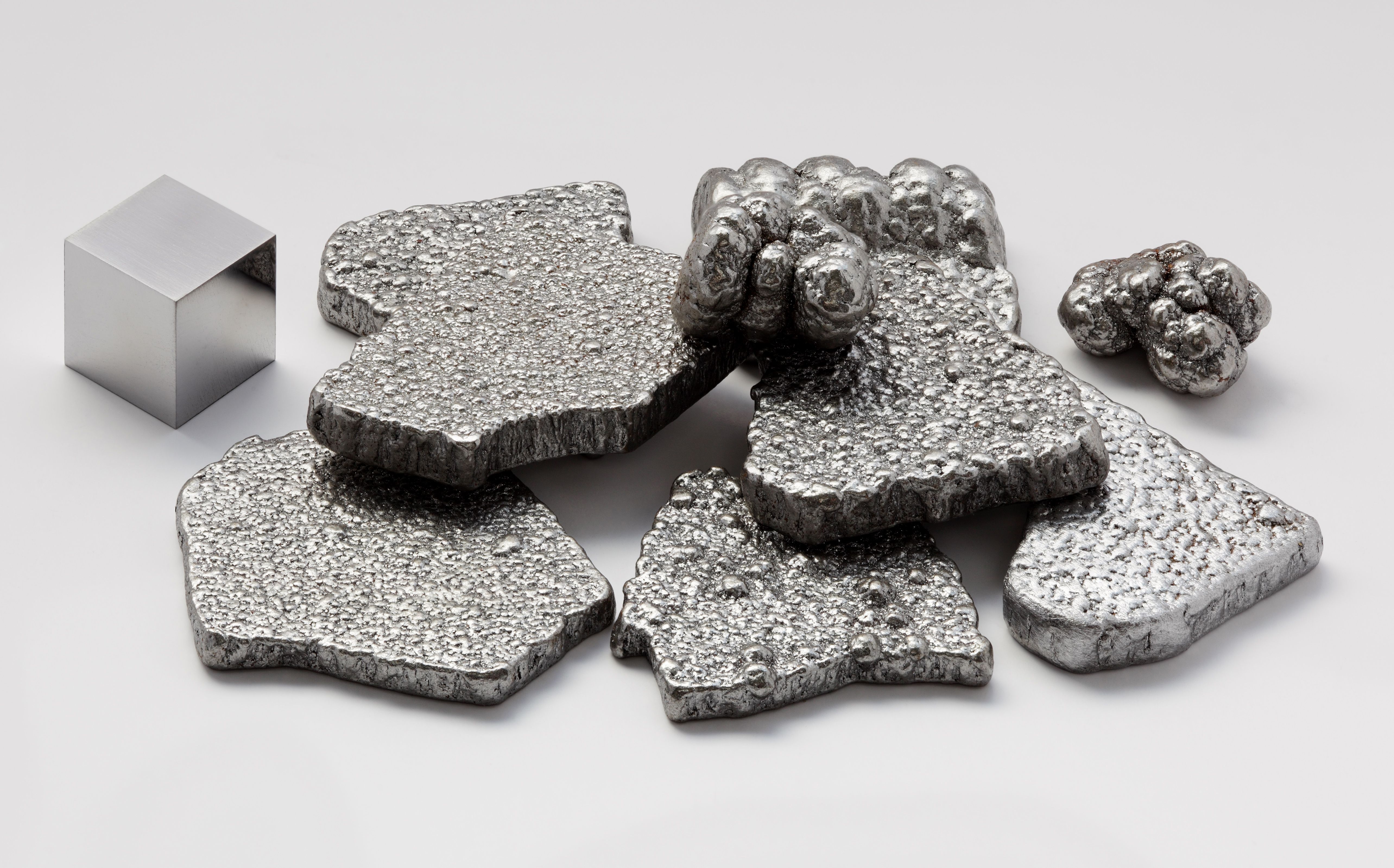
Fragments purs (à plus de 99,97 %) de fer, raffinés par électrolyse, à côté d’un cube d’1 cm3 de fer de haute pureté (99,9999 %), pour comparaison (celle-ci est faussée du fait du polissage du cube seul).

L'appellation actuelle « fil de fer » ne signifie en rien fil en fer pur, les fils de fer sont en acier doux, très malléable. Louis Troost signale dans son cours de chimie minérale que certains fils de fer représentaient le fer doux accessible le plus pur à la Belle Époque.
Le procédé électrochimique est un moyen courant d'obtenir du fer purifié, à partir d'un sel de fer préalablement raffiné. La décomposition thermique de composés du fer, comme le fer pentacarbonyle, permet aussi d'obtenir des couches de fer de grande pureté. La simple réduction d'un oxyde de fer, préalablement purifié, reste aussi une voie d'accès. Le métal peut être encore purifié par fusion de zone.
La poudre de fer, fer réduit ou électrolytique, permet par frittage la fabrication de pièces poreuses dites frittées, ou encore des enrobages d'électrodes de soudage ou d'oxycoupage. Les pièces à base de fer fritté se retrouvent dans diverses activités industrielles, à l'instar de la construction automobile.
Ce fer pur est nécessaire pour entreprendre la fabrication de divers catalyseurs ou autres matériaux ferromagnétiques, voire des électroaimants avec leurs noyaux de fer doux. Le fer, de même que le zinc, le cuivre, le plomb, le mercure, l'aluminium, le platine etc. offre divers usages à l'état purifié. Il s'emploie aussi en moindre mesure pour élaborer des aciers fins, aciers ordinaires ou spéciaux.

#### Propriétés chimiques
Le fer paraît inaltérable à l'air sec, à température ordinaire ou à froid. En réalité, une couche d'oxyde protectrice se forme à la surface du métal. Mais il s'oxyde à l'air humide en formant de la rouille. À l'état massif, le fer chauffé lentement entre 500 °C et 1 000 °C en contact avec l'oxygène se couvre d'une couche d'oxygène chimisorbée : cet état de surface est métastable, car une réaction d'oxydation, parfois vive, finit par se produire.
Une manipulation facile, à l'époque industrielle, démontre le pouvoir réducteur du fer chauffé au rouge, qui décompose aisément la vapeur d'eau. Le fer est réducteur au rouge sombre.
3 Fe (s) chauffé au rouge sombre + 4 H2O vapeur d'eau → Fe3O4 (s) + 4 H2 gaz (réaction légèrement exothermique)
Cette réaction, pris comme un véritable équilibre à la température de 590 °C, peut être segmenté en deux aspects particuliers :
Fe (s) chauffé sous 590 °C + H2O vapeur d'eau → FeO (s) + H2 gaz (réaction légèrement exothermique)
3 FeO (s) au dessus de 590 °C + H2O vapeur d'eau → Fe3O4 (s) + H2 gaz (réaction légèrement exothermique)
Si le fer n'est pas attaqué à l'air sec, il est par contre facilement corrodé en présence d'humidité.

##### Action des acides et des bases
Le fer métal pur est insoluble dans l'eau et les bases. Cette bonne résistance en milieu alcalin est une des raisons de l'usage ancien du fer par l'industrie chimique. D'une manière générale, il est attaqué facilement par les acides. Les acides peu oxydants provoquent un dégagement de gaz dihydrogène.
La dissolution par les acides est toutefois plus subtile à étudier. Si l'acide sulfurique frais et étendu d'eau réagit à froid sur le fer en produisant du gaz hydrogène et du sulfate ferreux heptahydraté vert, autrefois dénommé "couperose" avec effervescence et chaleur, l'acide concentré n'attaque le fer que s'il est préalablement chauffé. La réaction produit anhydride sulfureux et sulfate ferreux. Au bilan, l'acide sulfurique attaque le métal d'autant moins que cet acide fort est plus concentré. Si l'eau régale ou l'acide nitrique HNO3. H2O monohydraté passive le fer et le rendent momentanément « passif » vis-à-vis des acides dilués tant que la couche de passivation n'est pas craquelée, l'acide nitrique concentré transforme le métal en nitrate ferrique, en dégageant du gaz protoxyde d'azote et bioxyde d'azote. L'acide nitrique étendu d'eau ou dilué dissout ce métal non passivé sans dégagement de gaz, laissant du nitrate d'ammonium et du nitrate ferrique. Une classique expérience scolaire met en évidence d'abord la passivation du fer par l'acide nitrique concentré après une brève attaque, une passivation presque immédiate s'expliquant par une pellicule d'oxyde qui protège le métal, puis la poursuite possible de la réaction d'attaque, en faisant par artifice entrer en contact une tige de cuivre avec la surface de fer, créant de facto une pile fer/cuivre.
L'acide chlorhydrique dilué réagit à froid : elle dissout le fer en formant le chlorure ferreux en solution aqueuse et un dégagement de gaz dihydrogène.
Fe (s) + 2 HCl acide chlorhydrique dissocié en solution aqueuse → FeCl2 chlorure ferrique, sel ionique dissocié en solution aqueuse + H2 gaz
Retenons que les acides halogénhydriques, à savoir HF, HCl, HBr, HI, ainsi que l'acide phosphorique H3PO4 et l'acide nitrique, attaquent le fer qui passe en solution, il est vrai suivant différentes lois cinétiques du fait de phénomènes de surface.
L'industrie chimique, à l'origine de ces subtiles études du rôle des acides, a longtemps utilisé, sans trop se soucier, des fûts en fer à usage unique pour transporter les acides forts, voire des réacteurs ou cuves à base de fer ou de tôles pour conduire des réactions avec ces acides forts. L'acide concentré génère au mieux une couche de passivation transitoire sur le matériau ou au pire une lente attaque superficielle du fer. Mais l'effet de dilution, le simple ajout d'acides diluées, voire la présence de phases aqueuses jointives à différentes concentrations posent de redoutables problèmes de corrosion, voire de dissolution de paroi ferreuse. Par effet de pile, souvent sournois, une vaste cuve pleine d'eau, mal nettoyée, peut se rompre au niveau de la séparation de solutions aqueuses différentes non homogénéisées, depuis longtemps en superposition.
Rappelons que le fer métal, s'il n'a pas été rendu passif par l'acide nitrique concentré, mis au contact d'une solution saline comprenant un cation d'un métal plus noble entraine une réaction de déplacement. Ainsi le fer déplace le cuivre, l'argent, l'étain, c'est-à-dire le métal Fe est progressivement remplacé par ces derniers corps simple métallique plus nobles :
Fe(s) + Cu2+ ion cuivreux en solution aqueuse → Fe2+ aqueux + Cu(s)
Les solutions alcalines rendent encore plus sûrement le fer passif. Notons que le fer, malgré son hydroxyde de fer basique, est attaqué par la soude caustique à chaud, alors qu'il est insoluble dans l'alcool et l'éther.

##### Action de l'oxygène, corrosion à l'air humide
Le fer est un corps combustible, il se brûle à l'air ou en présence d'oxygène, affirmait en 1793 dans leur Avis aux ouvriers en fer, les savants Berthollet, Monge et Vandermonde. Si un opérateur remue de la limaille de fer dans un creuset fortement chauffé, la limaille perd son aspect métallique, prend une couleur briquetée, et la matière transformée, après avoir fixé l'oxygène, devient plus pesante. Et les auteurs de conclure que, dans les mines, le fer est présent dans cet état.
Chauffé au rouge en présence d'air, le fer donne de l'oxyde magnétique, qui correspond à la forge à l'oxyde des « battitures », représentées par des petits morceaux de fer incandescents qui se détachent sous le choc du marteau des forgerons.
3 Fe (s) chauffé au rouge + 2 O2 gaz → Fe3O4 (s) cristal enthalpie de formation {\displaystyle \Delta H_{\mathrm {f} ,Tstandard}^{\circ }} = −1 118 kJ/mol (réaction exothermique)
De manière similaire, le choc violent d'un silex sur une lame de fer génère des « étincelles », en réalité matérialisées par des petites parcelles qui brûlent partiellement dans l'air
Si le fer en lames fines, portées au rouge, brûle dans le gaz oxygène, le fer pulvérulent, encore nommé « fer pyrophorique », qui provient de la réduction d'un oxyde de fer par H2, une fois chauffé dans un tube de verre sans embout à une température modeste, produit, après avoir été jeté en l'air sec, une « pluie de feu ». Le fer finement divisé est ainsi très réactif : il brûle spontanément à l'air sec. C'est le principe fort ancien de la « ferrothermie », aujourd'hui en grande partie éclipsée par l'aluminothermie dans le champ des procédés. Une autre expérience classique est la combustion éclairante et complète d'une spirale de fer dans le gaz O2, puisque l'oxyde fusible produit se détache progressivement et laisse à nu le fer porté au rouge.
La classification des métaux proposée par le chimiste Thénard, modifiée par son élève Regnault, fait appartenir le fer à la troisième section ou type, qui rassemble le Fe, Mn, Cr, Ni, Co, V, U et Th. Ces métaux parfois lourds s'oxydent à l'air sec à températures élevées, décompose l'eau au rouge sombre, ou à froid en présence d'acides ou même de traces d'acides. Leurs divers oxydes sont stables à la chaleur.
Antoine Lavoisier considérait l'altération du fer par la rouille comme une combustion lente, en présence d'air humide. L'air (en particulier son oxygène O2), la vapeur d'eau et le gaz carbonique CO2, dont la triple présence est nécessaire, expliquent cette oxydation extrêmement lente au début : le fer décomposerait, selon Louis Troost, l'eau en présence de CO2 acide dissous dans l'eau. En réalité, les atomes de Fe forment des ions ferreux et les électrons libérés migrent vers une impureté ou pointe de la structure métallique ou l'équivalent ponctuel d'un métal plus noble. Ces électrons excédentaires peuvent neutraliser des ions hydronium, engendrant de l'hydrogène natif qui réagit avec le gaz dioxygène pour reformer le plus souvent de l'eau. Apparaissent des traces de carbonate ferreux Fe(CO3) et du gaz H2 en partie dégagé. L'air oxyde lentement ce composé ferreux en hydrate ferrique et en CO2. L'analyse minutieuse des tâches de rouille, cachant le plus souvent une corrosion profonde sous-jacente, révèle la formation résiduelle d'ammoniaque qui provient de l'azote de l'air, gaz dissous dans l'eau. Le fer reste par ailleurs intact en milieu alcalin ou dans une dissolution alcaline même aérée, car la présence de CO2 a disparu.
À l'air libre en présence d'humidité, le métal se corrode facilement en formant de la rouille, constituée d'oxydes et d'oxyhydroxydes ferriques hydratés, qu'on peut écrire Fe2O3·nH2O et FeO(OH)·nH2O respectivement. La rouille étant un matériau poreux, la réaction d'oxydation peut se propager jusqu'au cœur du métal, contrairement, par exemple, à l'aluminium, qui forme une couche fine d'oxyde imperméable, ou à l'acier inoxydable protégé par sa couche superficielle, les deux couches attaquées pouvant se restructurer grâce à l'oxygène de l'air.
Comment préserver le fer de cette oxydation lentement catastrophique ? Une couche protectrice ou intermédiaire s'impose, soit : 
- par un métal relativement protecteur, par une couche suffisante et stable d'étain, caractéristique du fer étamé ou fer-blanc, ou par une couche protectrice de zinc entre 7 et 40 μm obtenue par immersion dans un bain de ce métal fondu dans le cas du fer galvanisé, couches de protection efficaces tant qu'elles ne seront pas altérées. Dans le premier cas, la surface de fer ne doit être mise à nu, sinon l'effet de pile, déjà présentée, initie une faible décomposition de l'eau, l'oxygène O2 attaquant le fer, la corrosion étant largement aggravée en profondeur par les couples d'oxydo-réduction de l'étain. Dans le cas de la galvanisation, une fraction de la surface découverte induit d'abord un effet de piles qui attaque préférentiellement le zinc induisant une couche d'hydrocarbonate de zinc imperméable, le fer restant intact momentanément tant que dure ce dernier recouvrement. La couche protectrice peut être aussi obtenue par dépôt électrolytique de zinc ou de chrome sur une surface nettoyée. Le dépôt de zinc par électrolyse se nomme sherardizing en anglais. On peut aussi transformer en phosphate ferreux la couche externe de fer, par le procédé Parkerizing and Bonderizing ;
- par des recouvrements de couches de peintures anticorrosives, par exemple une peinture couvrante autrefois au minium, ou autres vernis, voire de corps gras ou de graisse épaisse temporaire après un nettoyage soigneux[74]. Ainsi, dès la fin du XIXe siècle, sont protégés diverses pièces métalliques de machines, les ferrures et autres réalisations de ferronnerie, le fer puddlé riveté à chaud des ponts ou de la Tour Eiffel[75], etc.

##### Action des corps halogènes
Le fer paraît également stable dans le gaz dichlore sec. Mais la combustion du fer préalablement chauffé à 600 °C dans ce gaz halogène est plus violente qu'avec le gaz oxygène, produisant une plus grande chaleur et une plus forte lumière et engendrant le chlorure ferrique.
Fe (s) chauffé au rouge + 3/2 Cl2 gaz → FeCl3 (s) cristal, {\displaystyle \Delta H_{\mathrm {f} ,Tstandard}^{\circ }} = -399 kJ/mol
La réaction est incandescente et exothermique, avec ΔH ≈ -96 Kcal/mol.
Le gaz difluor réagit certes à froid, mais l'attaque sur le métal s'arrête vite, grâce à une couche de passivation de fluorure ferrique FeF3. Il faut alors chauffer pour favoriser un début de réaction plus complète avec le fluor.
Nous pouvons remarquer que la « combustion » avec les oxydants forts donne exclusivement le fer (III) ferrique. Mais la molécule de dibrome illustre mieux l'action ambivalente des halogènes forts ou oxydants, par exemple la formation du bromure ferreux :
Fe (s) chauffé + Br2 gaz → FeBr2 (s) cristal {\displaystyle \Delta H_{\mathrm {f} ,Tstandard}^{\circ }} = −249,8 kJ/mol (réaction exothermique)
Mais en excès et éventuellement sous pression, la réaction parvient finalement au degré d'oxydation III en formant le tribromure de fer ou bromure ferrique.
Fe (s) chauffé + 3/2 Br2 gaz en excès → FeBr3 (s) cristal {\displaystyle \Delta H_{\mathrm {f} ,Tstandard}^{\circ }} = −268,2 kJ/mol (réaction exothermique)
En réalité, il est possible de maîtriser l'attaque chimique du difluor et du dichlore pour obtenir le composé ferreux, à savoir le fluorure ferreux et le chlorure ferreux.
La combustion avec les oxydants faibles ne parvient qu'au degré d'oxydation II ferreux.
Fe (s) chauffé au rouge + I2 gaz → FeI2 (s) cristal {\displaystyle \Delta H_{\mathrm {f} ,Tstandard}^{\circ }} = −113 kJ/mol

##### Formation de composés avec les métalloïdes
Avec les non métaux ou métalloïdes comme le soufre, le carbone ou l'azote (N2 ou NH3), la réaction est douce.
Le soufre en poudre sèche réagit avec le fer à haute température à la flamme, avec une réaction qui se manifeste par une vive incandescence. "Le soufre fait fondre le fer rouge en un instant", réduisant le fer en pyrite, selon le naturaliste Buffon. Le fer brûle ainsi dans la vapeur de soufre, au même titre que le cuivre, métal noble. En proportion à peu près stœchiométrique, le résultat de la réaction modérément exothermique demeure le sulfure ferreux FeS, composé de Fe(II) et sulfure (-II), et en cas d'excès engagé dans la réaction de S, du disulfure de fer ou bisulfure FeS2 composé de Fe (II) noir, correspondant selon sa structure cristalline à la pyrite ou à la marcassite (pyrite blanche).
Fe (s) limaille + S (s) fleur de soufre mélange chauffé à la flamme → FeS (s) cristal, {\displaystyle \Delta H_{\mathrm {f} ,Tstandard}^{\circ }} = −100 kJ/mol (réaction exothermique)
FeS (s) + S (s) fleur de soufre en excès → FeS2 (s) cristaux de pyrite à maille cubique NaCl, {\displaystyle \Delta H_{\mathrm {f} ,Tstandard}^{\circ }} = −178 kJ/mol
L'action d'une part de « fleur de soufre » humide, mélangée dans un flacon avec deux parts de limaille de fer, en présence de gouttelettes d'eau tiède, offre un spectacle caractéristique. Le mélange s'échauffe, noircit grâce à l'apparition de sulfure de fer FeS. Le flacon fermé par un bouchon traversé par un tube de verre ouvert aux deux bouts laisse échapper la vapeur d'eau, qui se condense. Voici dévoilé le principe du « volcan de Nicolas Lémery », expérience minérale autrefois réalisée avec une masse de fleur de soufre et de limaille enfouie dans le sol.
L'élément métalloïde « azote » a longtemps été rejeté pour former une combinaison quelconque avec le fer. Pourtant, les composés d'insertion FeNx, préparés par traitement industriel de surface à l'aide de N2 ou NH3, durcissent le fer et augmente sa résistance à l'abrasion. L'hydrogène forme aussi des composés d'insertion, la structure cristalline du fer fixant les atomes, d'autant plus facilement que le matériau fer est divisé, léger et microporeux sous forme d'une mousse. Une analogie avec les mousses de nickel peut être proposée.
Le fer réagit avec le carbone à plus de 1 100 °C, laissant si les proportions sont convenables, de la cémentite Fe3 C, composé d'insertion à 6,67 % en masse de carbone:
3 Fe (s) + C (s) charbon de bois ou coke raffiné mélange par couches T > 1 100 °C → Fe3C cémentite (Fe comprenant 6,67 % en masse de C) avec {\displaystyle \Delta H_{\mathrm {f} ,Tstandard}^{\circ }} = 25,1 kJ/mol
La formation de ce composé d'insertion est plus facile et directe avec le gaz monoxyde de carbone CO:
3 Fe (s) + 2 CO gaz mélange chauffé vers 1 000 °C → Fe3C cémentite + CO2 gaz dioxyde de carbone
Le diagramme Fe-C des sidérurgistes représentant en abscisse la proportion massique de carbone C jusqu'à 7 % et en ordonnée les températures atteintes par le milieu supposé homogène jusqu'à 1 600 °C permet de distinguer la phase liquide supérieure des diverses phases solides ou structures cristallines, marquées par les eutectoïdes, et de séparer les aciers pauvres en C et les fontes. La perlite est un acier eutectoïde à 0,8 % de C.
Le fer pulvérulent réagit aussi avec le monoxyde de carbone, mais en formant le fer pentacarbonyle, un liquide à température et pression ambiante, jaune et huileux, à odeur douce, facilement inflammable, et qui se décompose à 60 °C en laissant un fer pulvérulent très pur. Le fer emprunte la configuration électronique du krypton, placé au centre de la molécule de Fe pentacarbonyle.
Fe (s) pulvérulent + 5 CO gaz sous 200 bars à 200 °C → Fe (CO5) bipyramide trigonale (réaction exothermique ΔH = −226,9 kJ/mol)
Les autres dérivés carbonyles Fe(CO)9 et Fe(CO)12 dévoilent un état de valence zéro, à l'instar du fer pentacarbonyle où tous les électrons de liaisons proviennent de l'oxyde de carbone, réducteur et donneur d'électron.
Notons que la réaction de fer au rouge sombre avec le gaz dioxyde de carbone est analogue à l'équilibre observée avec la vapeur d'eau.
3 Fe (s) chauffé au rouge sombre + 4 CO2 gaz carbonique → Fe3O4 (s) + 4 CO gaz (réaction légèrement exothermique)
Cet équilibre à la température de 590 °C peut être segmenté en deux réactions équilibrées spécifiques :
Fe (s) chauffé sous 590 °C + CO2 gaz carbonique → FeO (s) + CO gaz avec {\displaystyle \Delta H_{\mathrm {f} ,Tstandard}^{\circ }} = −272 kJ/mol
3 FeO (s) au dessus de 590 °C + CO2 gaz carbonique → Fe3O4 (s) + CO gaz

#### Alliages
Le métal fer s'allie à de nombreux métaux. Le naturaliste Buffon signale la facilité d'alliage avec l'or et l'argent, et le chimiste Geoffroi avec le régule d'antimoine. Le nickel est soluble dans le fer. Le cuivre est soluble dans le fer jusqu'à 1,5 % en masse. Mais le fer s'associe aussi à d'autres non-métaux, par insertion en plus faible proportion. Le résultat fait généralement partie des métaux ferreux.
Le fer n'est pratiquement pas utilisé à l'état pur (hormis pour résoudre certains problèmes de soudabilité, notamment avec des aciers inoxydables. La fonte et l'acier représentent les principaux composés d'insertion ou alliages de fer avec le carbone.

##### Fonte
La fonte contient de 2,1 % à 6,67 % en masse de C. Sa masse volumique est comprise entre 6,8 kg/m3 et 7,4 kg/m3 : elle est plus légère que le fer avoisinant 7,86 kg/m3 ou la plupart des aciers. Les gueuses de hauts fourneaux, c'est-à-dire du fer contenant 4 % en masse de carbone, sont très dures et cassantes. Le nickel, élément non carburigène affine la structure de la fonte en faible teneur, la modifie en teneur plus élevée. L'étain est présent dans les pièces courantes de fonderie, il modifie la matrice.
Les fontes blanches offrent une bonne coulabilité, et, une fois refroidies, une cassure d'aspect métallique blanc brillant caractéristique, une dureté élevée, une grande résistance à l'usure par frottement ou par abrasion. Leur solidification est conforme au diagramme fer-cémentite précédemment décrit : elles présentent une structure à réseau de ce carbure de fer et à matrice perlitique. Quasiment impossible à usiner par des moyens communs, elles peuvent servir de pièces mécaniques résistant à l'abrasion, comme des boulets de broyage. Le chrome est un élément durcissant et carburigène, qui améliore les caractéristiques mécaniques de la fonte. On retrouve souvent 2 % en masse de chrome dans les fontes blanches. Mais il faut au moins 30 % en masse de Cr pour assurer une bonne résistance à la corrosion. Le molybdène est un élément carburigène qui favorise la résistance au chocs. Il est souvent associé au Ni et au Cr. L'addition de Mo se situe entre 0,3 % en masse et 1 % en masse, elle monte parfois à 10 % en masse dans les fontes blanches.
Les fontes grises, offrant une plus grande coulabilité à l'état liquide, comportent des lamelles de graphite ou des sphéroïdes de carbone, qui leur confèrent une cassure d'aspect gris et quelques propriétés, notamment de dureté parfois identique aux aciers, mais à résistance à la traction beaucoup plus faible. Le cuivre ajouté en faible proportion, de l'ordre de 1 % en masse, stabilise le graphite de la fonte. La teneur du manganèse dans les fontes grises peut varier entre 0,5 % en masse et 0,8 % en masse.
Les fontes malléables se caractérisent par une malléabilité due à la structure spécifique du graphite incorporé. Il est possible de fabriquer, respectivement à l'origine en Europe et aux États-Unis, des fontes malléables à cœur blanc ou à cœur noir. Pour obtenir la fonte malléable européenne, les pièces mises au four oxydant sont chauffées vers 1 000 °C pendant 60 à 90 heures. La surface se décarbure progressivement, puis le carbone de l'intérieur des pièces diffuse vers la surface pour finir par être brûlé. Des lames minces, inférieures à 10 mm d'épaisseur, laisse au terme de l'opération, une structure pratiquement sans inclusion de carbone. Les fontes malléables à cœur noir passent par un chauffage adapté à l'épaisseur des pièces. Pour des pièces avoisinant 60 mm d'épaisseur, il est d'abord constant à 930 °C, puis variable, avant un refroidissement assez rapide vers un dernier palier à 730 °C.
La fonte aciérée une fonte grise obtenue par addition d'acier dans les charges fondues au cubilot. Cette fonte grise possède une teneur faible en carbone, de l'ordre de 2 % en masse à 3 % en masse.

##### Acier
L'acier ordinaire contient de 0,025 % à 2,1 % de carbone, le fer étant le principal élément entrant dans sa composition ; L'acier doux contient entre 0,15 % de C et 0,3 % de C, l'acier moyen entre 0,3 % de C et 0,6 % de C, l'acier à haute teneur en carbone 0,6 % de C à 0,8 % de C et enfin l'acier à outils entre 0,8 % de C et 1,4 % de C. Une fois trempé, l'acier se durcit fortement. Si sa teneur en carbone augmente, la dureté mesurée croît, mais son domaine élastique se réduit et son allongement à la rupture diminue. Suivant la teneur en carbone croissante, les aciéristes français répertorient dans les années 1980 les aciers ordinaires.
L'acier extra-doux contenant au maximum 0,15 % de C, utilisé pour la fabrication des tôles pour carrosserie.
L'acier doux, entre 0,15 % de C à 0,2 % de C, employé pour les poutrelles et la construction de charpente métallique.
L'acier demi-doux ou "demi-doux", entre 0,2 % de C à 0,3 % de C, souvent présent dans les pièces de machines.
L'acier demi-dur, entre 0,3 % de C à 0,4 % de C, utilisés dans les organes de transmission.
L'acier dur, entre 0,4 % de C à 0,6 % de C, nécessaire pour les pièces d'armement.
L'acier extra-dur, a minima 0,6 % de C, réservé aux outils de découpe ou autres ressorts.
En dessous de 0,025 % de carbone, on parle plus souvent de « fers industriels ». Le fer complétement décarburé redevient malléable.

##### Autres alliages
Les ferroalliages sont multiples : le ferromanganèse peut contenir jusqu'à 80 % de Mn, le ferromolybdène couvre une teneur massique en Mo entre 40 et 80 %, le ferronickel affiche une proportion massique de Ni supérieure au quart, sans oublier le ferrocérium dont un usage commun est la pierre à briquet, le ferrochrome employé pour la fabrication des aciers inoxydables et autres aciers spéciaux. Le ferrocarbone contient jusqu'à 2 % de C, le ferrophosphore de l'ordre d'un quart en masse, le ferroaluminium entre 30 et 60 % d'aluminium. Le ferrobore est un important ferroalliage, agent d'addition du bore mais aussi puissant désoxydant dans les aciers, comportant entre 10 et 20 % de B.
Il existe d'autres ferroalliages assez récents, comme le ferrosilicium ou le ferromagnésium. L'usage affiché de « ferromagnésium », déjà du type FeSiMg, au cours des années 1970, pour fabriquer au Japon, à bas coûts, des pièces cruciales de petits moteurs thermiques, pour moto de petite cylindrée ou de simple tondeuses, a étonné nombre de chimistes, conscient d'une évidente corrosion thermique. Avec ses composants de conception facile et moulée, peu onéreux, prévus pour être remplacés au bout de quelques années, l'usage banalisé de ce petit équipement produit par les constructeurs nippons a bousculé la métallurgie établie. Pourtant, l'évolution technique a validé ces productions innovantes, paradoxalement jugées éphémères et le « ferromagnésium » et ses avatars se sont banalisés dans la production d'acier, la fonderie, l'industrie automobile, la production de Mg ou comme la confection d'autres alliages.
L'ajout de divers éléments d'additions V, Cr, Ni, Mo, W, Mn, Ti etc., souvent en petites quantités, et au besoin par des ferroalliages miscibles dans le bain fondu, permet d'obtenir des fontes d'acier et des aciers spéciaux, mais l'élément ayant la plus forte incidence sur les propriétés de ces alliages reste le carbone. Un apport de Ni augmente la ténacité et les caractéristiques mécaniques de l'acier, un apport de chrome augmente sa dureté et améliore la résistance à la rupture si appréciable en coutellerie ou pour les outils de découpe, un ajout de tungstène procure une grande résistance à l'usure, l'addition de Si accroît la résistance aux acides et permet la fabrication d'aciers alliés destinés aux appareils de chimie industrielle etc. L'invar, un acier contenant 36 % de Ni, possède un très faible coefficient de dilatation thermique.
Les aciers inoxydables (stainless steel), comportant du Cr, Ni et Ti doivent leurs propriétés de résistance à la corrosion notamment à la présence de chrome qui, en s'oxydant en présence de l'oxygène de l'air, va former une fine pellicule protectrice, ce qui explique en particulier la passivation. Les atomes de Cr possèdent grosso modo la même taille que ceux du Fe, et forment une maille cubique centré, soit la même structure cristalline que le Fe α. La facilité de l'alliage FeCr s'explique par simple remplacement mutuel, mais la couche d'oxyde de chrome formé en surface est bien plus cohérente que celle d'oxydes de Fer. L'addition de 12 % en masse de Cr assure déjà une résistance à la corrosion. Mais le chrome stabilise aussi la structure ferritique du Fe α aux basses températures et l'étend vers de plus hautes températures. L'addition de plus de 12 % de Cr repousse l'apparition de la structure austénitique de maille cubique face centrée : pour cette raison, les alliages FeCr ressemblent surtout à des alliages non ferreux, dépourvus de propriétés magnétique, alliage que le forgeron ne peut durcir par trempe, ne peut recuire efficacement, en améliorant ou transformant les joints de grains. Les alliages binaires FeCr sans C, représente bien un véritable fer inoxydable. Pour réaliser un acier inoxydable, l'addition de Ni en plus faible proportion est requise. La maille du métal nickel est cubique face centrée, et la présence du Ni, à l'instar du carbone ou d'autres éléments à l'état de traces, stabilise a contrario la structure austénitique du fer. L'acier inox le plus commun en coutellerie est du type 302, soit 18:8 (18 % en masse de Cr, 8 % de Ni. Le travail à froid des aciers inoxydables qui permet de les durcir peut leur conférer en retour des propriétés magnétiques, en restaurant une plus grande importance à la structure ferritique. Le chrome et le fer forment facilement un carbure mixte, alors que le nickel ne réagit pas avec le carbone. Le chrome a l'inconvénient de migrer insensiblement vers les joints de grains, où il est piégé par le carbone présent. Près des joints, la teneur en Cr décroît, ce qui apporte localement une vulnérabilité à la corrosion et l'instauration d'un potentiel pôle anodique. Pour réduire les attaques, il faut soit abaisser le taux de carbone (et parfois revenir à un fer inoxydable), soit ajouter un élément métallique qui réagit avec le carbone, tel le Nb ou le Ti. D'autre part, la piqûre par les chlorures sur la couche d'oxyde de Mn peut être entravée par l'addition de molybdène Mo.
Avec l'essor des multiples productions ferreuses, une chimie du fer est advenue, dont le centre de gravité humain n'est plus l'Europe, ni l'Amérique du Nord, mais les rivages de l'Asie orientale qui produisent l'essentiel de l'acier, notamment la Chine produisant plus de la moitié de la production mondiale de fer et donc d'acier (1 000 Mt) depuis 2010. L'industrie sidérurgique chinoise cherche à optimiser la production, autant avec des couples d'oxydo-réductions inédits depuis des décennies que des techniques récentes de chauffe ultrarapide, générant même avec des minerais ferreux pauvres de la fonte éclair (« flash iron-making »).
La fluorescence X permet une approche de la composition métallique d'un matériau, par simple appareil portatif. L'analyse du fer et de ses alliages exige encore parfois de passer par une dissolution complète. Un demi gramme de métal solide à étudier est chauffé avec de l'acide sulfurique jusqu'à cessation complète du dégagement de gaz dihydrogène. Il est possible de procéder au mieux avec de l'eau régale, car s'il apparaît un précipité gris foncé ou noir de carbure de chrome, carbure de tungstène, carbure de molybdène etc., il sera de toute manière nécessaire d'ajouter un peu d'acide nitrique concentré et de continuer à chauffer jusqu'à disparition de ces points noirs. Avant de procéder à l'analyse, il faudra dans les deux cas éliminer l'acide nitrique par évaporation avec l'acide sulfurique jusqu'à l'apparition de fumées blanches de trioxyde de soufre. En solution, l'opérateur peut retrouver le cation ferrique Fe3+, avec les cations Cr3+, Mn2+, Ni2+, Co2+, Cu2+, Ti4+... mais aussi les vanadates, molybdate, aluminate etc. S'il reste un précipité orange ou blanc, il faut le filtrer et le laver à l'eau additionnée de HCl pour retrouver trace du Si ou W, sous forme d'acide tungstique ou d'acide silicique.

### Degrés d'oxydation
La chimie du fer sur notre planète a découvert a minima 7 ou 8 degrés d'oxydation, à savoir -2, 0, 1 (rare), 2, 3, 4, 5, 6, qu'il est possible de réduire aux plus stables et communs :
- 0 dans le corps simple fer et ses alliages ainsi que certains composés du type fer carbonyle;
- +II dans les composés ferreux (ion ferreux Fe2+ dans les composés ioniques) ;
- +III dans les composés ferriques (ion ferrique Fe3+ dans les composés ioniques).

Les deux électrons de valence 4s sont facilement ionisés, ainsi qu'un électron 3d laissant une couche électronique périphérique avec cinq électrons d à moitié remplie. Cette ultime configuration (3d)⁵
confère à l'ion ferrique une grande stabilité. Ainsi s'explique la facilité d'accès aux degrés d'oxydation II et III. Le rayon ionique du Fe2+ équivaut à 0,76 Å : il est petit, stabilisé par les couches (3d) complètes. Le rayon ionique du Fe3+, légèrement plus petit, équivaut à 0,67 Å : il accuse un caractère acide au sens général. Ces configurations électroniques expliquent la facilité de formation de nombreux complexes stables en solution.
Il existe de nombreux halogénures, sulfures et carbures de fer. Dans les carbures, le degré d'oxydation du fer n'est pas définissable de façon univoque. On en connaît trois, de formules Fe3C, Fe5C2 et Fe7C3.
À très haute température, le fer peut être présent dans des états d'ionisation bien plus élevés, dont on peut observer plusieurs raies d'émission dans l'atmosphère du Soleil et des autres étoiles. Les ions Fe9+ et Fe10+ notamment, également notés FeX et FeXI, sont détectés dans les zones de la couronne solaire portées à des températures de l'ordre de 1–1,5 × 106 K. L'ion Fe16+, noté FeXVII, a la même configuration électronique que le néon, ce qui le rend stable dans une large gamme de températures (environ 2–10 × 106 K) ; on le détecte dans les éruptions solaires,.
Le fer peut former avec l'oxygène, suivant les conditions d'oxydation croissante, trois oxydes de fer déjà mentionnés:
- l'oxyde de fer(II) FeO dit « oxyde ferreux » ;
- l'oxyde de fer(II,III) Fe3O4 dit « oxyde magnétique », véritable oxyde mixte à la fois ferreux et ferrique. Cette magnétite contient le fer sous les deux états communs de valence, disposé dans les deux types d'interstices disponibles, tétraédriques ou octaédriques, de l'empilement cubique compact des ions oxygène, formant une structure de type spinelle.
- l'oxyde de fer(III) Fe2O3 ou « oxyde ferrique ».

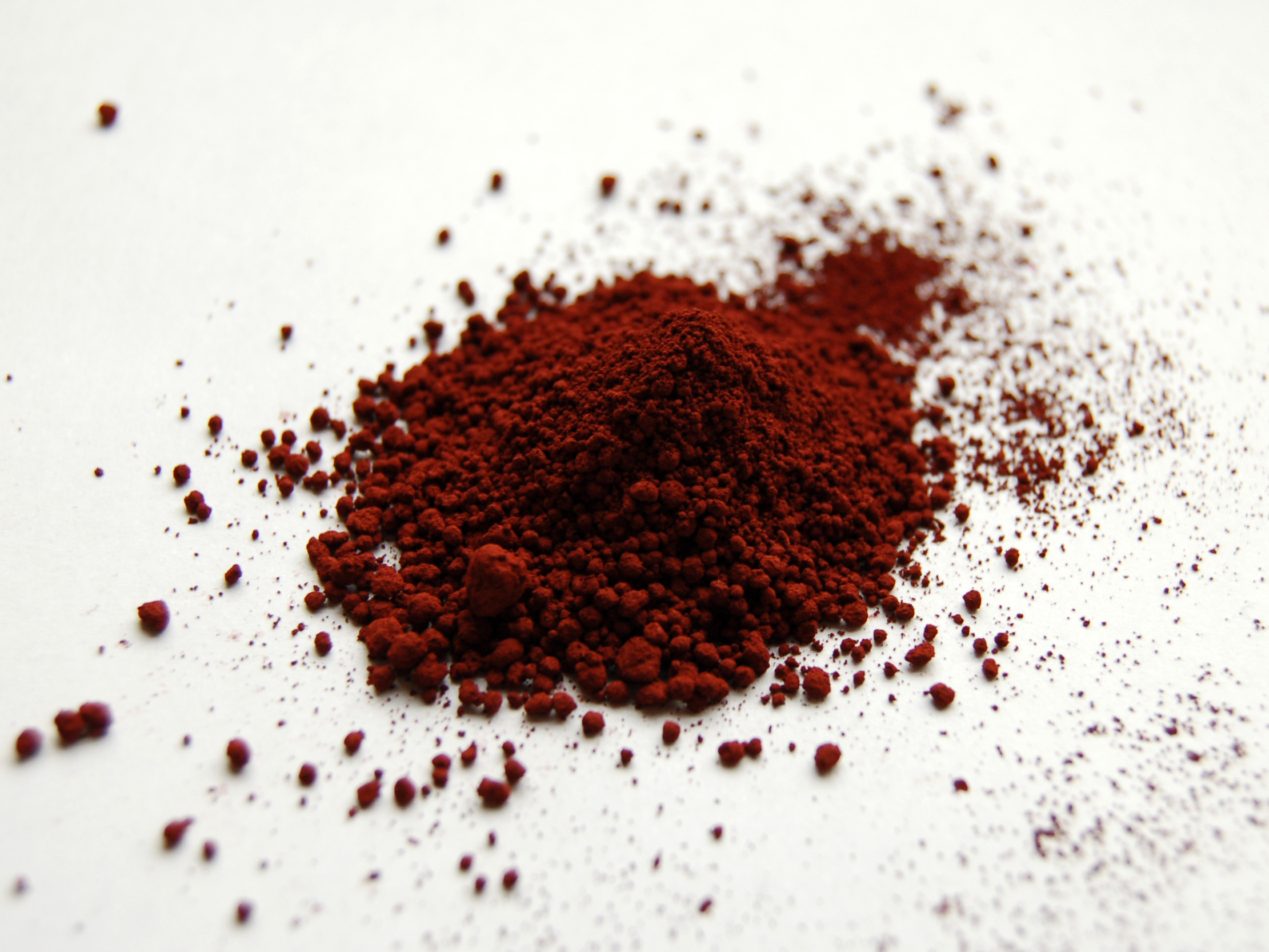
Poudre légèrement agglomérée d'oxyde ferrique.

Comme les propriétés basiques décroissent quand on augmente le nombre d'oxydation, l'oxyde ferreux est basique, de même que l'oxyde magnétique, un oxyde mixte FeIIFe2IIIO4. Il reste que l'oxyde ferrique un peu moins basique, oxyde amphotère, réagit avec les bases alcalines et donne des ferrites.
Fe2O3 oxyde ferrique + Na2CO3 carbonate de soude en fusion anhydre →  2 NaFeO2 ferrite de sodium+ CO2 dégagement de gaz carbonique
L'hydrolyse des ferrites laisse l'hydroxyde de sodium ou soude caustique, terme de la série de réaction, jadis employée par le "procédé Löwig" pour cette fabrication industrielle. Ces composés réagissant à l'eau, dénommés ferrites et obtenues en ancienne chimie par voie sèche, n'ont rien de commun avec les matériaux céramiques suivants.
Les ferrites, céramiques constituées de mélanges d'oxydes binaires dérivés de la magnétite, de formule générique M Fe2O4 où M correspondant à un ou plusieurs atomes de métal bivalent, par exemple Ni, Co, Mn, Zn, Mg, Cu, Fe etc. sont des matériaux magnétiques remarquables, aux propriétés comparables à celles des ferro-aimants, dont l'aimantation s'évanouit à la température de Curie, laissant un simple matériau paramagnétique. Elles servaient d'aimants permanents, de bobines de transformateurs, de mémoires d'ordinateur etc. Louis Néel en substituant des cations fer par un autre métal choisi, dans l'un des interstices de la structure spinelle déjà décrite, formée par les atomes d'oxygène, a découvert à partir de ces cristaux cubiques les propriétés du ferrimagnétisme.
Une des propriétés fondamentales du fer isotope 57 est l'absorption de rayon γ de faible énergie. La spectroscopie Mössbauer basée sur cette propriété singulière et l'effet homonyme fournit un outil puissant, de haute résolution, pour la distinction des différents degrés d'oxydation du fer. Avec cette technique utilisée en physique, chimie et biologie, il est possible de faire une analyse quantitative en présence de mélange de phases de fer.
Rappelons que la spectrométrie d'absorption atomique dans la flamme permettait de doser dans l'eau (potable) huit éléments métalliques, à savoir Mn, Fe, Co, Ni, Cu, Zn, Ag, Pb, parfois dix avec les autres métaux lourds Cd et Cr . La norme ISO 9681 appliquée en France en 1990 permet le dosage du fer dans les minerais et concentrés de manganèse et de chrome par spectrométrie d'absorption atomique dans la flamme. Cette méthode est applicable aux produits miniers, composés ou autres alliages métallurgique dont les teneurs en fer sont comprises entre 0,2 % et 10 % en masse. La norme NF EN 15690-2 renouvelle en mai 2009 par exemple une méthode de dosage par spectrométrie d'absorption atomique dans la flamme, du fer contenu dans le cuivre et les alliages de cuivre sous forme de produits non corroyés, corroyés ou moulés. La norme européenne NF EN 12441-6 concernant la même technique s'appliquent à des dosages simultanés de l'aluminium et du fer dans le zinc et ses alliages, limités à des teneurs maximales de 0,5 % en masse. Le même type de spectrométrie de flamme couvre encore une large gamme de contrôle, de l’analyse des eaux déjà présentée, des sols, engrais et sédiments, des tissus végétaux et animaux aux liquides biologiques, en passant par l'analyse des aliments et boissons, comme le dosage du cuivre, fer, manganèse et zinc dans divers aliments lactés diététiques jusqu'à des produits industriels, comme le dosage de l'oxyde ferrique, en complément d'analyse des solutions d'attaque de l'industrie verrière, détaillée en partie 5 de la norme Iso 10136-5 de juillet 1993.
De nombreux complexes du fer sont connus, dans des environnements variés et à des degrés d'oxydations divers, parfois mixtes. Les différents états de spin possibles pour les électrons de l'atome central de fer, suivant la nature du champ des ligands, leur conférent des propriétés électroniques particulières. Ils existent, pour un nombre d'électrons appariés croissant, des complexes :
- haut spin (de spin total 5/2) ;
- spin intermédiaire (spin total 3/2) ;
- bas spin (spin total 1/2).

La chimie en solution aqueuse est en particulier marquée par leurs présences.

### Chimie en solution aqueuse
Les ions fer en chimie analytique appartiennent au groupe III dit du « sulfure d'ammonium », car le réactif collecteur est le sulfure d'ammonium (NH4)2S en milieu ammoniacal (NH4)OH. Le fer III ou Fe3+ appartient au sous groupe de l'ammoniaque, avec d'autres cations qui précipitent définitivement par action du mélange (NH4)OH et (NH4)Cl. Le fer II ou Fe2+ ressort a contrario du sous groupe du zinc, avec le Zn2+, Co2+, Ni2+, Mn2+, soient des cations qui précipitent par action du mélange (NH4)OH et (NH4)Cl, mais dont les précipités redeviennent solubles dans un excès de réactif. La séparation s'explique par deux réactions chimiques distinctes : le fer III réagit avec le réactif collecteur pour former un hydroxyde de fer ferrique, alors que le Fe II réagit avec le sulfure d'ammonium (NH4)2S pour former un sulfure.
La chimie du fer en solution aqueuse est marquée par l'importance cruciale de nombreux complexes de coordination, par des réactions de précipitation souvent singulières, mais elle impose aussi in fine une nécessaire prise en compte des données d'oxydo-réduction.

#### Ions fer en solution aqueuse

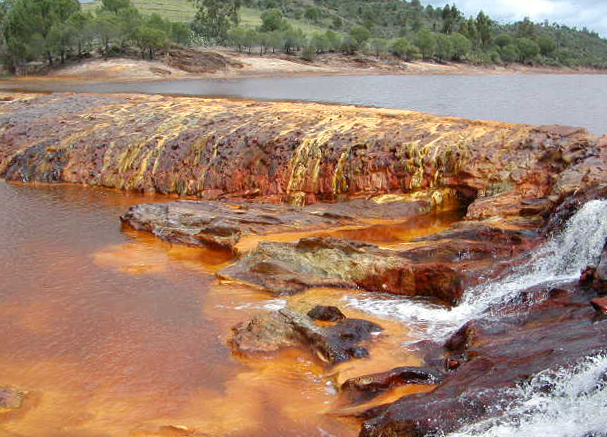
La coloration orangée rougeâtre de cette rivière est due à l'ion ferrique, Fe(III) ou Fe^{3+}, dans les roches.

En solution aqueuse, l’élément chimique fer est présent sous forme ionique par deux valences principales, mais aussi dans trois autres plus élevées, nettement plus confidentielles ou rares :
Fe2+ soit l'ion fer(II), appelé cation ferreux. Les cations hexahydratés :Fe(H2O)62+ sont de véritables complexes qui apparaissent vert pâle, peu acide ou réducteur en solution aqueuse. Suivant l'environnement chimique en solution, les cations peuvent aussi prendre différentes couleurs. Citons comme exemple de sels ferreux de couleur vert-pâle le sulfate de fer heptahydraté Fe(SO4). 7 H2O. Comme ses composés ferreux sont réducteurs, il est difficile de les obtenir à l'état pur. La solution obtenue par dissolution d'un sel double, le sel de Mohr de formule Fe(H2O)6(NH4)2(SO4)2. 6 H2O, un sulfate d'ammonium et de fer (II), présente une couleur vert pâle. Normalisée, la solution de sel de Mohr permet le dosage volumétrique des ions permanganates, dichromates et des sels cériques. Une telle solution est stable pour les pH inférieurs à 6. Pour un pH supérieur à cette valeur, l'hydroxyde de fer(II) Fe(OH)2 précipite ;
Fe3+ soit l'ion fer(III), appelé cation ferrique. Les complexes ou cations hexahydratés Fe(H2O)6 3+ sont violet, acide et oxydant en solution aqueuse. Notons que la perception de la couleur est souvent empêchée par l'apparition de fines particules d'oxyde ferrique en suspension, le plus souvent brun jaunâtre ou encore, du fait de son acidité, par les produits d'hydrolyse brun rougeâtre. Les solutions de chlorure de fer(III) sont orange alors que le sel anhydre est ici brun. La forme solide ordinaire Fe(H2O)6Cl3, où se retrouve bien le cation ferrique hexahydraté est jaune. Notez que le chlorure ferrique est employé comme oxydant et mordant en teinture. Ce qui nous permet de rappeler l'importance historique des sels doubles que appartiennent à la classe des aluns ferriques, mordants emblématiques de la teinture médiévale, à savoir l'alun ferrique anhydre, proche de l'alun de fer et d'ammonium Fe(SO4)3.(NH4)2SO4. 24 H2O, ou l'alun de potassium Fe2(SO4)3.K2SO4. 24 H2O. En pratique, une solution d'ions ferriques paraît incolore à orange selon le milieu aqueux. Ces solutions en présence d'un oxyde de fer colloïdale ou de sels basiques sont souvent jaune brun. L'addition d'acide nitrique efface la couleur des produits d'hydrolyse, ainsi les solutions aqueuses de nitrate de fer(III) sont presqu'incolores. Ces solutions doivent avoir un pH inférieur à 2 car l'hydroxyde de fer(III) Fe(OH)3 est peu soluble.
Fe (IV) ou l'état d'oxydation quatre existe avec K2FeO3. Il est obtenu en chauffant l'oxyde ferrique avec l'oxyde de potassium ou mieux le suroxyde de potassium en atmosphère d'oxygène. Sans passer par cette voie sèche, ce composé ne pourrait être mis en solution aqueuse basique, où il n'est pas stable.
Fe (V) ou l'état d'oxydation cinq est représenté par K3FeO4 obtenu par une réaction sèche similaire à la précédente.
Fe(VI) avec l'anion ferrate FeO4 2-, anion rouge formé par l'action sèche de la potasse KOH et du nitrate de potassium en fusion avec les oxydes de fer ou un courant de gaz dichlore sur l'hydroxyde de fer III. Cet anion ferrate est un oxydant très fort, pratiquement plus fort que l'ion permanganate. Mais les ferrates ne se conservent qu'en milieu très basique. Stable en solution basique, l'anion ferrate se décompose en milieu neutre ou acide selon le schéma :
2 FeO4 2− aqueux + 10 H+ ion hydronium en solution aqueuse = 2 Fe3+ aqueux + 3/2 O2 gaz + 5 H2O

#### Complexation des cations fer
Des complexes du fer en solution aqueuse se forment aussi facilement avec un grand nombre de donneurs d'électrons, concrètement par simple addition du ligand (au bon pH). La formation de complexes, de structures géométriques précises, souvent octaédriques, n'est pas anodine, elle affecte les stabilités relatives des différents états d'oxydation. Les complexes les plus courants et les plus stables impliquent différents ligands détaillés ci-dessous :
- l'ion cyanure CN−, toxique, permet de former des anions complexes stables, non ou moins toxiques, où les cations centraux et les anions cyanures ainsi assemblés ne réagissent plus avec leurs réactifs classiques. Il ne faut point manipuler des solutions d'ions cyanures en milieu acide car cela conduirait à la formation d'acide cynahydrique, poison volatil très violent.

pour Fe(II) : Fe(CN)64−, anion hexacyanoferrate(II) autrefois ferrocyanure, diamagnétique, jaune ; Le ferrocyanure de potassium K4(Fe(CN)6. 3 H2O, arborant ses cristaux de maille monoclinique, jaunes et solubles dans l'eau, était nommé, autrefois en chimie industrielle, prussiate jaune.
Fe2+aqueux + 6 CN-aqueux → Fe(CN)64− ion ferrocyanure en milieu aqueux, avec ΔH = -359,5 kJ/mol
En réalité, l'anion cyanure en défaut conduit en premier lieu à la formation d'un précipité jaune brun de cyanure ferreux qui se redissout ensuite facilement dans un excès de cyanures réactif pour donner l'anion complexe Fe(CN)64−.
Fe2+aqueux + 2 CN-aqueux → Fe(CN)2 précipité jaune brun de cyanure ferreux
Fe(CN)2 précipité jaune brun + 4 CN-aqueux → Fe(CN)64− complexe en milieu aqueux
Ce premier complexe de Fe(II), très stable, permet par ailleurs de détecter de traces de HS- en formant un composé pourpre, il permet aussi de préparer, par adjonction du cation ferrique, le bleu de Prusse ; les solutions de sels de fer (II) mis en présence d'anions ferricyanures laissent un autre précipité bleu foncé différent, le bleu de Turnbull.
pour Fe(III) : Fe(CN)63−, anion hexacyanoferrate(III) autrefois ferricyanure, paramagnétique, orange ou brun rouge; Le ferricyanure de potassium K3(Fe(CN)6. 3H2O dévoilant des cristaux toxiques, monocliniques, en prismes de couleur brun rouge, se nommait dans l'industrie et les laboratoires prussiate rouge.
Fe3+aqueux + 6 CN- → Fe(CN)63− ion ferricyanure en milieu aqueux, avec ΔH = -296,7 kJ/mol
La solution aqueuse est jaune, toxique et instable. L'anion ferricyanure, par dissolution aqueuse du ferricyanure de potassium, donne dans une solution de Fe3+ une coloration brune due à la formation du composé non dissocié Fe (Fe(CN)6)
Comparons les potentiels de réduction des couples suivants en solution aqueuse :
couple Fe3+ / Fe2+ : Fe3+ + e− = Fe2+ avec E° = +0,771 V
couple anion ferricyanure / anion ferrocyanure : Fe(CN)63− + e− = Fe(CN)64− avec E° = +0,36 V
Si l'ion ferrique est un bon oxydant, l'anion ferricyanure l'est beaucoup moins. Tout se passe comme si la formation de l'ion complexe stabilisait l'ion ferrique sous jacent Fe(III) que l'ion ferreux sous-jacent Fe(II).
- ions thiocyanate SCN−

pour Fe(III) en milieu acide : Fe(SCN)2+, complexe rouge sang, ion thiocyanatofer(III). La solution initiale est saturée en réactif KSCN. La réaction est spécifique du Fe3+. Elle est sensible jusqu'à une dilution de 5. 10-5 ion-gramme par litre ou mol/l ce qui avoisine 3 ppm (partie par million).
Fe3+aqueux + 3 SCN-aqueux → Fe(SCN)3 complexe rouge en milieu aqueux
Ce complexe rouge foncé permet de mettre en évidence de petite quantité d'ion fer(III) en solution grâce à sa couleur caractéristique.
- ion fluorure F−

pour Fe(III) : FeF2+, ion fluorofer(III) ou FeF63- incolore. En chimie analytique, ce complexe permet de marquer la couleur des ions fer(III) ;
- ion chlorure Cl− avec l'ion ferrique formant le complexe jaune FeCl4-
- ion phosphate pour s'associer avec l'ion ferrique Fe(PO4)23-
- ion acétate avec l'ion ferrique Fe(CH3COO)2+ rouge
- ion oxalate C2O42− pour se complexer avec l'ion ferreux Fe(C2O4)34- et avec l'ion ferrique Fe(C2O4)+ vert. Le complexe formé avec le cation ferrique Fe(C2O4)33- explique l'efficacité de l'enlèvement des tâche de rouille par l'acide oxalique.
- ion tartrate pour former avec l'ion ferrique Fe(C4H4O6+
- EDTA formant avec l'ion ferreux Fe(EDTA)2- et avec l'ion ferrique Fe(EDTA)-
- gaz NO pour former avec l'ion ferreux Fe(NO)x2+ brun. Ce complexe constitue la base du test de l'anneau brun pour la recherche des nitrates et nitrites.
- ion 2,2'-dipyridyle (DIP) pour former le complexe dipyridyle-Fe2+ rouge intense en milieu réducteur, ce qui ouvre la voie à un dosage par spectrophotométrie.
- 1,10-phénantroline (orthophénantroline, en abrégé o-phen)

pour Fe(II) : Fe(ophen)32+, complexe rouge de ferroïne, ions triorthophénantrolinefer(II)
Le mélange des ions ferreux avec de l'orthophénanthroline permet la formation d'un cation complexe Fe(orthophénanthroline)32+ dont la couleur rouge persistante est utilisée pour la détermination colorimétrique du fer.
pour Fe(III) : Fe(ophen)33+, vert ou bleu pâle, ions triorthophénantrolinefer(III)
Le couple redox constitué de ces deux complexes est utilisé comme indicateur de titrage d'oxydoréduction ; La formation spécifique et sensible, par Fe2+ et l'orthophénanthroline, d'un complexe rouge peut être utilisée pour l'identification du cation ferreux. Notons que la réaction est gênée, soit par les colorations propres d'autres ions éventuellement présents (Dans ce cas, il faut diluer avant l'essai), soit par la consommation de réactifs par certains cations comme Cu2+, Ni2+, Co2+, Zn2+, Cd2+ ou Sb3+ (Il faut alors ajouter un excès de réactif).
- diméthylglyoxime ou DMG : La diméthylglyoxime forme avec le cation Fe2+ en milieu ammoniacal un complexe rouge. Voilà une réaction d'identification classique de l'ion ferreux, utilisant le réactif composé d'une solution alcoolique de DMG à 1 % en masse[122]. Le complexe rouge formé, parfois plus facilement observable par centrifugation, disparaît lentement par oxydation de l'air.

#### Réactions de précipitation
Une des réactions de précipitation connue donne le complexe solide bleu de Prusse, en faisant réagir du ferrocyanure de potassium sur un sel ferrique, soit à partir de l'hexacyanoferrate de Fe II et du cation ferrique. Sa formation permet une prudente identification des ions cyanures, en évitant de se placer en milieu acide avant la complexation totale.
3 Fe(CN)64− + 4 Fe3+aqueux →  Fe4(Fe(CN)6)3 précipité bleu de Prusse, insoluble dans l'eau et l'alcool avec pKs ≈ 40,5
Le précipité est soluble dans l'acide chlorhydrique concentré et dans l'acide oxalique. La réaction est surtout spécifique par sa couleur bleue intense.
Il s'agit d'une détection qualitative pratique du fer dissous dans l'eau. Un réactif est préparé sur le terrain, adapté juste après la prise d'un petit prélèvement d'eau, en mélangeant préalablement 1 % en masse de ferrocyanure de potassium et 1 % en masse d'acide chlorhydrique. Si l'ajout du réactif frais donne un précipité bleu profond, la présence de fer est assurée dans l'échantillon.
Au laboratoire, le réactif peut être une solution aqueuse de K4Fe(CN)6 à 10 %. Une goutte de solution supposée de Fe3+ pas trop acide est déposée sur une plaque à godet, puis mêlée à une goutte de réactif. La dilution limite est de l'ordre de 10-6 ig par litre.
L'anion ferrocyanure, provenant de la dissolution du ferrocyanure de potassium, en présence d'ion ferreux conduit en absence totale d'oxygène à la formation d'un précipité blanc.
Fe2+aqueux + 2 K+ aqueux + Fe(CN)64− aqueux →  K2Fe(Fe(CN)6) précipité de ferrocyanure de Fer (II)
En présence d'air, il apparaît une oxydation partielle du Fe2+ en Fe3+, ce qui provoque une précipitation bleu clair, car le précipité formé contient un peu de bleu de Prusse ou le complexe KFeIII(Fe(CN)6).
Les solutions neutres ou légèrement acides de Fe2+ réagissent avec l'anion ferricyanure, par exemple provenant du ferricyanure de potassium en milieu aqueux, pour donner le précipité "Bleu de Turnbull", insoluble dans les acides.
3 Fe2+aqueux + 2 Fe(CN)63− aqueux → Fe3(Fe(CN)6)2 précipité bleu de Turnbull
Un certain nombre d'ions conduisent à la précipitation des ions du fer en solution, les composés du fer ferrique (III) étant de loin les moins solubles. L'ion hydroxyle HO−, après mise en solution des hydroxydes alcalins ou de l'ammoniaque, donne avec l'ion ferreux un précipité blanc d'hydroxyde ferreux, qui fonce très rapidement une fois exposé à l'air.
Fe2+aqueux + 2 HO−aqueux → Fe(OH)2 hydroxyde ferreux avec pKs ≈ 15,1
L'hydroxyde ferreux est soluble en dessous de pH 8 pour une solution à 0,01 molaire en ion Fe2+. Si la réaction est réalisée sans précaution à l'air, la solution ferreuse est partiellement oxydée et le précipité d'hydroxydes mixtes est verdâtre. Ce précipité instable s'oxyde rapidement à l'air, en se transformant en hydroxyde ferrique rouille.
2 Fe(OH)2 précipité   + 1/2 O2 + H2O →  2 Fe(OH)3 précipité rouille
À la suite d'un mélange d'ions ferrique avec l'anion hydroxyle, l'hydroxyde ferrique apparaît directement en précipité rouille, pratiquement insoluble dans un excès de réactif en pH > 13, mais il se dissout en milieu acide à pH < 2 en présence d'un solution 0,01 molaire en Fe3+.
Fe3+aqueux + 3 OH−aqueux → Fe(OH)3 précipité rouille avec pKs ≈ 37
Les complexants de Fe3+, que ce soient les ions fluorures, phosphates, oxalates, tartrates etc. empêchent la précipitation.
L'anion sulfure S2−, en particulier le sulfure d'ammonium, permet de former le sulfure de fer(II) FeS dans les solutions neutres ou alcalines, et le sulfure de fer(III) Fe2S3 pour des pH pas trop acides. Il faut en effet qu'une quantité raisonnable d'ions sulfure soit présents, ce qui n'est pas le cas à pH acide puisque l'ion sulfure est alors sous sa forme diacide, le sulfure d'hydrogène H2S.
Fe2+aqueux + S2−aqueux → FeS précipité noir en masse, vert foncé si colloïdal avec pKs ≈ 16,4
2 Fe3+aqueux + 3 S2−aqueux → Fe2S3 précipité noir avec pKs ≈ 85
Le sulfure ferreux est facilement soluble dans les acides forts, avec dégagement de sulfure d'hydrogène H2S.
FeS précipité solide + 2 H+aqueux →  Fe2+aqueux + H2S gaz nauséabond et toxique qui se dégage
Le précipité de sulfure ferrique est facilement soluble en milieu acide, même dans l'acide acétique. Lors de la dissolution, l'ion ferrique est réduit en ion ferreux.
Fe2S3 précipité solide + 4 H+aqueux →  2 Fe2+aqueux + Sprécipité de soufre + 2 H2Sgaz
Fe2S3 s'hydrolyse lentement à froid, mais beaucoup plus vite à chaud selon le schéma :
Fe2S3 précipité solide + 4 H2O →  2 Fe(OH)3 précipité d'hydroxyde ferrique + 3 H2S gaz
Notons que l'hydrogène sulfuré H2S décolore les solutions acides de Fe3+, en provoquant la réduction en Fe2+ avec dépôt de soufre S :
2 Fe3+aqueux +  H2S →  2 Fe2+aqueux + Sprécipité de soufre + 2 H+aqueux
L'anion carbonate, des carbonates alcalins ou alcalino-terreux mis en solution, en l'absence d'oxygène mène à la précipitation du carbonate ferreux blanc.
Fe2+aqueux + CO32−aqueux → FeCO3 précipité blanc, soluble en milieu acide, instable à l'air avec pKs ≈ 10,7
En présence d'oxygène, ou par brassage d'air, la solution ferreuse est partiellement oxydée, et le précipité est verdâtre. Le carbonate ferreux obtenu évolue rapidement à l'air, il s'hydrolyse pour donner l'hydroxyde ferrique de couleur rouille.
4 FeCO3 précipité blanc + O2 oxygène de l'air + 6 H2O →  4 Fe(OH)3 précipité rouille + 4 O2 dégagement de gaz oxygène
L'anion phosphate, mis en solution par l'hydrogénophosphate disodique Na2HPO4, forme avec l'ion ferrique un précipité de phosphate de fer(III), neutre, blanc jaunâtre. Pour que la précipitation soit complète, l'usage d'un excès de réactif est nécessaire, en se maintenant en tampon acétique. Il s'agit d'un moyen de se débarrasser des anions phosphates PO43- au cours d'une analyse, car ces anions perturbateurs d'un analyse minutieuse précipitent ou complexent de nombreux cations. Rappelons qu'un fort excès d'anions phosphates dans une solution d'acide, d'ions Fe3+ ferrique conduit à la formation d'un complexe de type Fe(PO4)23-.
Fe3+aqueux +  PO43−aqueux → FePO4 précipité blanc jaunâtre, soluble dans les acides forts, insoluble dans l'acide acétique avec pKs ≈ 30
Fe3+aqueux +  PO43−aqueux + 2 H2O → FePO4. 2 H2O précipité rose dihydraté
L'anion arséniate laisse précipiter l'arséniate de fer (III).
Fe3+aqueux +  AsO43−aqueux → FeAsO4 précipité  avec pKs ≈ 20,2
Fe3+aqueux +  AsO43−aqueux + 2 H2O → FeAsO4. 2H2O précipité vert dihydraté

#### Oxydoréduction des ions du fer

Le diagramme de Pourbaix du fer fournit des informations sur le degré d'oxydation attendu du fer en solution aqueuse en fonction du potentiel Ԑ et du pH.

Les potentiels de référence des couples caractéristiques du fer en milieu aqueux sont les suivants:
Fe2+ / Fe : E° = −0,44 V pour la réaction : Fe2+aqueux + 2 e-  = Fesolide métal
Fe3+ / Fe2+ : E° = +0,771 V pour Fe3+aqueux + e-  = Fe2+aqueux, une réaction à 100 % de rendement dans les deux sens
D'autre part, 
Fe(OH)2 aqueux + + 2 e-  = Fesolide métal + 2 OH- avec E° = −0,875 V
Interprétons ces résultats expérimentaux : 
- i) le fer métallique n'est pas stable en milieu aqueux. Le fer est un réducteur. Il s'oxyde d'autant plus vite que le pH est bas.
- ii) en présence de dioxygène dissous, les ions fer(II) ne sont pas stables non plus puisque E°(O2 / H2O) ≈ 1,3 V[130]. Les ions ferreux sont oxydables en présence de gaz oxygène, et les sels ferreux facilement oxydables à l'air. Les ions ferriques ont un faible caractère oxydant.

Ces potentiels de référence changent en fonction des ions présents en solution, surtout si les constantes de stabilité des complexes correspondant en Fe(II) et Fe(III) sont notablement différentes.
De manière concrète, l'oxydation du cation ferreux Fe2+ en cation ferrique Fe3+ peut être effectuée par de nombreux oxydants, il faut souvent chauffer pour accélérer significativement la vitesse de réaction de ces réactions d'oxydo-réduction. Citons parmi d'autres oxydants :
- l'oxygène de l'air en milieu acide ou en milieu basique

2 Fe2+aqueux +  1/2 O2gaz dioxygène de l'air + 2 H+aqueux →  2 Fe3+aqueux + H2O
2 Fe2+aqueux +  1/2 O2gaz dioxygène de l'air + 4 OH-aqueux + H2O → 2 Fe(OH)3 précipité d'hydroxyde ferrique
- l'ion permanganate en milieu acide

5 Fe2+aqueux + MnO4- + 8 H+aqueux → 5 Fe3+aqueux + Mn2+aqueux + 4 H2O
- l'ion nitrate en milieu acide

3 Fe2+aqueux + NO3-  + 4 H+aqueux → 3 Fe3+aqueux + NOgaz + 2 H2O
- un halogène en milieu basique, par exemple le gaz dichlore que l'opérateur fait lentement barboter en solution aqueuse

Fe2+aqueux + 1/2 Cl2 gaz + 3 OH-aqueux → 3 Fe(OH)3 précipité d'hydroxyde ferrique + Cl-aqueux
La réduction du cation ferrique Fe3+ en Fe2+ peut être effectuée par l'hydrogène sulfuré H2S comme nous l'avons vu précédemment, mais aussi par l'anion sulfite, l'anion iodure, ou un métal plus réducteur comme le zinc Zn, cadmium Cd, le nickel Ni ou l'aluminium Al par réaction de déplacement ou encore le cation stanneux Sn2+.
2 Fe3+aqueux + SO32-ion sulfite aqueux + H2O →  2 Fe2+aqueux + SO42-aqueux + 2 H+aqueux
Fe3+aqueux + I-aqueux → Fe2+aqueux + 1/2 I2 gaz colorant la solution en brun-rouge, chassé à l'ébullition
2 Fe3+aqueux + Zn métal en poudre →  2 Fe2+aqueux + Zn2+aqueux
2 Fe3+aqueux + Sn2+aqueux →  2 Fe2+aqueux + Sn4+aqueux
L'oxydoréduction est une manière de titrer les ions fer(II), par exemple par les ions cérium(IV) très oxydants (couple Ce4+/Ce3+ avec E° = + 1,45 V) en milieu acide ou, comme déjà décrit plus haut, par les ions permanganate MnO4− (couple MnO4− / Mn2+ en milieu acide sulfurique, avec E°≈ 1,50 V).
Ce4+aqueux + Fe2+aqueux →  Ce3+aqueux + Fe3+aqueux
Bien que la réduction en fer métallique des ions du fer soit possible, elle est rarement pratiquée à partir de solution aqueuse, si on excepte les vieilles techniques électrochimiques.

### Chimie organométallique
Le premier complexe organométallique isolé comme tel, en 1951, fut un complexe du fer : le ferrocène (η5-C5H5)2Fe ou bis-pentahapto-cyclopentadiènyl-fer. Ce cristal orange dont l'enthalpie de formation standard avoisine 138 kJ/mol, soluble dans les solvants organiques comme l'éthanol, l'éther, le benzène, le méthanol est constitué d'un ion fer(II) avec deux anions cyclopentadiényles C5H5−. De nombreux autres complexes ont été produits depuis, soit dérivés du ferrocène, soit de nature toute différente.

### Corps composés du fer
Nous nous limiterons aux composés commerciaux les plus communs, notamment ferreux où le fer est divalent, ferriques où le fer est trivalent. Outre les oxydes de fer et les sulfures de fer, un certain nombre de composés représente des intermédiaires importants ou trouve d'importantes applications industrielles, comme les sulfates ferreux FeSO4 blanc anhydre ou FeSO4. 7 H2O nommé vitriol vert, employés comme herbicide, produit de l'art photographique ou de teinture, intermédiaire de la fabrication du bleu de Prusse, agent de désinfection ou floculant qui permet par exemple la précipitation des ions phosphates dans les eaux usées, le sel de Mohr déjà rencontré, ou le carbonate ferreux FeCO3, le chlorure ferrique employé comme oxydant ou mordant en teinture, ou encore agent floculant, les différents aluns de fer et d'ammonium ou de potassium cités supra, le fer pentacarbonyle qui met en quelque sorte le fer sous une forme volatile ou les différents complexes, dont les classiques hexacyanocomplexes de fer.
- halogénures :
  - fluorures de fer : fluorure de fer(II) FeF2, FeF2. 4 H2O, fluorure de fer(III) FeF3, FeF3. 3 H2O
  - chlorures de fer : chlorure de fer(II) FeCl2 ou lawrencite , FeCl2. 2 H2O, chlorure ferreux tétrahydraté FeCl2. 4 H2O, chlorure de fer(III) anhydre FeCl3 ou molysite, et le plus commun ou commercialement usuel le chlorure ferrique hexahydraté FeCl3. 6 H2O, chlorure de fer (II) et fer (III) mixte ou chlorure ferreux ferrique FeCl2. 2 FeCl3. 18 H2O, chloroplatinate de fer jaune FePtCl6. 6 H2O
  - bromures de fer : bromure de fer(II) FeBr2, FeBr2. 6 H2O, bromure de fer(III) FeBr3, FeBr3. 6 H2O,
  - iodures de fer : iodure de fer(II) FeI2, FeI2.4 H2O, iodure de fer(III)
- oxydes de fer non stœchiométriques : Si l'article dénommé oxyde de fer les décrit de manière globale ou générique, il faut distinguer en chimie l'ancien protoxyde de fer FeO ou oxyde de fer(II) ou plus précis la wüstite Fe0,947O, l'oxyde de fer(III) ou hématite Fe2O3, l'oxyde de fer mixte ou magnétite Fe3O4, oxyde de fer(II) et de magnésium alias magnésioferrite, oxyde de fer et de zinc ou franklinite, ferrite de sodium, ferrite de potassium, ferrite de calcium, ferrite de strontium, ferrite de baryum, le ferrite de gallium, ferrite de bismuth, ferrite de plomb, ferrite de cobalt, ferrite de manganèse, ferrite de cuivre, ferrite de zinc etc. voir dioxyde de fer et d'hélium (composé hypothétique du noyau terrestre pour expliquer la présence d'hélium)
- autres oxydes : 
  - molybdates : molybdate de fer(II) FeMoO4, molybdate de fer(III) Fe2(MoO4)3
  - titanates : titanate de fer(II) FeTiO3, illménite ou oxyde de fer et de titane en proportion variable de FeO.TiO2
  - tungstates : tungstate de fer(II) FeWO4, groupe minéral des wolframites (Fe,Mn,Mg)WO4
  - chromates : chromate de fer(II) FeCrO4, minéral chromite de fer(II) FeCr2O4, chromate de fer(III) Fe2(CrO4)3, dichromate de fer(III) Fe2(Cr2O7)3
  - vanadates : vanadate de fer FeV2O4, métavanadate de fer(III) Fe(VO3)3
- oxyhydroxydes : oxyhydroxyde de fer(III) FeO(OH) sous quatre formes allotropiques : la goethite orthorhombique α-FeOOH, l’akaganéite β-FeOOH ou G.E.H., la lépidocrocite γ-FeOOH) et la ferrihydrite (δ-FeOOH)[133]
- oxychlorures : oxychlorure de fer (III) FeOCl
- hydroxydes : Fe(OH)2 ou hydroxyde de fer(II), Fe(OH)3 ou hydroxyde de fer(III)
- sulfates : sulfate de fer(II) FeSO4, Fe(SO4). H2O ou szomolnokite, Fe(SO4). 4 H2O ou rozénite, Fe(SO4). 5 H2O ou sidérotile, Fe(SO4). 6 H2O ou ferrohexahydrite, le plus commun ou usuel sulfate ferreux heptahydraté Fe(SO4). 7 H2O nommé vitriol vert ou couperose par les anciens chimistes ou mélantérite des minéralogistes, sulfate de fer(III) anhydre Fe2(SO4)3, Fe2(SO4)3. 9 H2O en poudre jaune ou minéral coquimbite, sulfate d'ammonium et de fer(II) hexahydraté FeSO4.(NH4)2SO4. 6 H2O ou sel de Mohr (NH4)2Fe(SO4)2. 6 H2O, sulfate d'ammonium et de fer(III) dodecahydraté FeSO4.(NH4)2SO4. 12 H2O etc.
- sulfures :  sulfure de fer(II) FeS α, sulfure de fer(III) Fe2S3, disulfure de fer FeS2 de maille cubique (pyrite en minéralogie) ou orthorhombique (marcassite). Notez le composé non stœchiométrique qu'est la pyrrhotite Fe1-xS parfois décrite intégralement en Fe7S8. La gamme des mispickel comme Arsénopyrite FeAsS, glaucodot (Co,Fe)AsS, sans inclure la tennantite (Fe,Cu)12As4S13. N'oublions pas les associations des ions fer et cuivre, par exemple la chalcopyrite CuFeS2, l'érubescite Cu5FeS4, la germanite Cu3(Ge,Fe)S4
- séléniates : séléniate de fer FeSeO4, FeSeO4. 5 H2O, FeSeO4. 7 H2O
- séléniures : séléniure de fer FeSe
- tellurures : tellurure de fer(II) FeTe2
- nitrates : nitrate de Fer(II) Fe(NO3)2, Fe(NO3)2. 6 H2O, Fe(NO3)2. 9 H2O, nitrate de fer(III) Fe(NO3)3, nitrate de fer(III) nonahydraté Fe(NO3)3. 9 H2O,
- nitrures (dérivés semi-métalliques): nitrure de fer Fe4N, Fe2N etc.
- nitrosyles (composés covalents) : Fe(NO)4
- thionitrosyles (idem) : Fe(NS)4
- phosphates : phosphate de fer(II) Fe3(PO4)2, Fe3(PO4)2. 8 H2O ou vivianite, orthophosphate de fer (III) FePO4, FePO4. 2 H2O, FePO4. 4 H2O, phosphate de fer et de lithium (Li,Fe)PO4 cathode de l'accumulateur lithium-fer-phosphate[134] ou son équivalent minéral triphylite pur etc.
- pyrophosphates : pyrophosphate de fer(III) Fe4(P2O7)3, pyrophosphate de fer(III) monohydraté Fe4(P2O7)3. H2O
- phosphites : hypophosphite de fer(III) Fe(H2(PO2)3
- phosphures (dérivés semi-métalliques) : phosphure de fer FeP, FeP2, Fe2P, Fe3P
- arséniates : arséniate de fer FeAsO4, Fe(AsO4). 2 H2O
- arséniures : arséniure de fer FeAs2 alias pyrite blanche ou leucopyrite des anciens, ou encore loellingite, le diarséniure et disulfure de Fe FeS2.FeAs2 ou fer arsenical alias mispickel, arséniure de fer FeAs
- carbonates : FeCO3 ou carbonate de fer(II) soit la sidérite minérale ou la sidérose des anciens, carbonate de fer(III) Fe2(CO3)3 ou ferrite de carbonate, hydrogénocarbonate de fer(III) Fe(HCO3)3 ou bicarbonate de fer(III)
- carboxylates : méthanoate ou formiate de Fe(II) Fe(HCO2)2, Fe(HCO2)2. 2 H2O, éthanoate ou diacétate de fer(II) Fe(C2H3O2)2, acétate hydroxyferrique Fe(OH)(C2H3O2)2, corps basique brun rouge, propanoate de fer(II)... ou benzoate de fer, salicylate de fer(II) etc.
- acétonates : tris-acétylacétonate de fer(III)
- oxalates : oxalate de fer(II) dihydraté FeC2O4. 2 H2O, oxalate de fer(III), tris(oxalato)ferrate(III) de potassium
- fumarates : fumarate de fer(II) ou fumarate ferreux
- tartrates : tartrate de fer(II) ou tartrate ferreux
- citrates : citrate de fer (III), citrate de fer(III) hydraté, citrate d'ammonium ferrique
- lactates : lactate de fer ou 2-hydroxypropanoate de fer (II) Fe(C3H5O3)2 alias E585
- succinates : succinate ferreux
- gluconates : gluconate de fer(II) ou E579, gluconate ferreux dihydraté, gluconate ferrique, complexe de gluconate de sodium et de fer(III) C6H12O7. x FeIII. x Na
- saccharates : saccharate de fer(II)
- composés de chélation : ferroïne, fer chélaté EDTA, DPPA, DTPA, EDDHA, HEDTA, éthylènediammonium sulfate de fer(II) anhydre, éthylènediammonium sulfate de fer(II) tétrahydraté Fe(C2H4)(NH3)2(SO4)2. 4 H2O) etc.
- fer amino-chelatés : bis glycinate ferreux ou fer(II) chélaté par deux acides aminés glycines
- complexes avec les sucres ou oses : hydroxyde de fer(III)-polymaltose, carboxymaltose ferrique
- thiocyanates : thiocyanate de fer(II) FeSCN2. 3 H2O, thiocyanate de fer(III) Fe(SCN3
- hexacyanocomplexes de fer (lire chapitre complexes du fer) : ferrocyanure de potassium, ferricyanure de potassium, bleu de Prusse etc.
- autres complexes (cyano et nitroso) : nitroprussiate de sodium
- carbures (dérivés semi-métalliques) : cémentite Fe3C, Fe5C2
- carbonyles (composés covalents de fer 0): pentacarbonyle de fer ou Fe(CO)5, di-fer nonacarbonyle Fe2(CO)9, Fe3(CO)12 etc.
- silicates : métasilicate de fer FeSiO3, bronzite (Fe,Mg)(SiO3)2 ou hypersthène, silicate de fer abrasif Fe2SiO4 ou fayalite, silicate d'aluminium et de fer du type almandin Fe3Al2(SiO4)3 avec fer ferreux, silicate de calcium et de fer ferrique Ca3Fe2(SiO3)2 ou mélanite, silicate d'aluminium, de calcium et de fer ferrique comme l'épidote, silicate de fer et de magnésium, olivine (Mg,Fe)2SiO4, anthophyllite et autres pyroxènes, silicate de fer, de magnésium et d'aluminium, chamoisite, gadolinite, phyllosilicates comme la nontronite ou les biotites, tectosilicates comme la cordiérite ferreuse etc.
- siliciures : siliciure de fer FeSi, FeSi2 etc.
- borates : borate de fer(II) Fe3(BO3)2) ou vonsénite, borate de fer(III) FeBO3, métaborate de fer Fe2BO4
- borures (dérivés semi-métalliques) : hémiborure de fer Fe2B, borure de fer FeB
- aluminates : aluminate de fer(II) FeO.Al2O3, aluminate de fer(III) Fe2O3. Al2O3 etc.
- hydrures (composés covalents) : hydrure de fer FeH2, FeH3, hydrure de chlorobis(dppe)fer
- ferrocènes (idem) : ferrocène ou dicyclopentanediényl-fer C10H10Fe ou Fe(C5H5)2, tétrafluoroborate de ferrocénium

## Biochimie du fer et utilisation biochimique
Le fer est indispensable à la vie des végétaux et des animaux. Les molécules, composés à valence mixte, qui contiennent les deux états d'oxydation II et III du fer, sont très importantes dans le monde vivant. Elles participent au processus de transfert électronique, à l'instar des protéines fer-soufre présente dans la chaine respiratoire. La ferrédoxine est une simple protéine simple qui contient ou retient du fer et du soufre. Elle joue depuis l'origine de la vie un rôle fondamental dans les oxydations et réductions au sein de tous les êtres vivants, notamment au cours de la synthèse de la photosynthèse des plantes à chlorophylle, c'est-à-dire les plantes vertes. Des protéines compliquées peuvent aussi entreposer dans leurs cavités plusieurs milliers d'atomes de fer, sous forme d'hydroxydes ou de phosphates de fer.
Le fer est essentiel, pour les mammifères, au transport de l'oxygène et à la formation des globules rouges dans le sang. Il est un constituant essentiel des mitochondries, puisqu'il entre dans la composition de l'hème du cytochrome c. Il joue aussi un rôle dans la fabrication de nouvelles cellules, d'hormones et de neurotransmetteurs.

### Végétaux
Le fer intervient au cours de la synthèse de la chlorophylle ou encore de l'action des enzymes, prenant le rôle d'activateur. Les agronomes européens n'ont pris conscience des chloroses ferriques des végétaux cultivés à partir de la décennie 1840, entre 1843 et 1847. À la fin du XIXe siècle, les chimistes agronomes préconisent de veiller aux éléments indispensables à la vie des plantes, en dehors du carbone atmosphérique, à savoir N, P, K, Ca, S, Mg et Fe. Ce n'est qu'au cours du XXe siècle que le fer a pris place parmi les oligo-éléments.
Les cultures ne prélèvent pourtant dans les sols naturels, souvent riches en Fe, qu'au mieux un ou deux kilogrammes par hectare. Or sur les terres riches en calcaire actif, voire trop chaulées, l'absorption du fer par la plante peut être entravée, par un excès de chaux qui immobilise le fer, le rendant inassimilable. Cette carence conditionnée explique la perte de couleur verte, les organites prennent une teinte jaunâtre, signalement de la chlorose ferrique. La vigne, les arbres fruitiers comme le pêcher ou le poirier, le lupin, diverses plantes ornementales de jardin ou essences forestières y sont particulièrement sensibles. Une première solution technique est l'apport dans le sol de chélates, qui libèrent lentement pour les racines de la plantes le fer associé dans des combinaisons organiques. Cette solution s'est appliquée par une dispersion de chélates tous les deux ou trois ans en Champagne crayeuse, où la chlorose affectait souvent le vignoble et les vergers. Les pulvérisations foliaires donnent des résultats inégaux, signalons que les apports techniques de fer et d'azote soluble, délicats et coûteux, le plus souvent à renouveler et sujets à moult précautions d'application, peuvent être satisfaisants.

### Animaux
L'analyse chimique détecte le fer dans l'hémoglobine, la myoglobine, les tissus réserves du foie ou de la rate, de la moelle osseuse et des muqueuses intestinales. Le cation fer permet la fixation de l'oxygène au sein de l'hémoglobine et de la myoglobine, comme il demeure un activateur des enzymes d'oxydation que sont le cytochrome, la catalase et la peroxydase. La carence d'assimilation en fer provoque d'abord une anémie, par des troubles récurrents de la synthèse de l'hémoglobine, chez les animaux domestiques ou d'élevage. Le premier signal de l'anémie qui favorise les maladies infectieuses et parasitaires est la chute de la teneur en fer du plasma sanguin, qui est d'ordinaire située entre 100 et 200 mg pour 100 millilitres. Notons qu'il existe d'autres causes qu'une triviale déficience en fer : une carence en cuivre entrave la mobilisation de la réserve ferrique du foie, l'absence de cobalt est également cause d'une réaction catalytique déficiente lors de la synthèse d'hémoglobine, une alimentation lacunaire en acides aminés indispensables perturbe aussi cette synthèse.
L'alimentation lactée, des jeunes à la mamelle ou biberonnés, ne contient que 0,5 à 2 mg par litre. L'occurrence d'une anémie n'est point négligeable. Étudions le cas des porcelets, qui, à peine nés, n'ont qu'une réserve de fer limitée à 36 mg. Or la croissance rapide, avec un triplement du poids de naissance en trois semaines, nécessite des besoins en fer de l'ordre de 15 mg par jour, dépassant largement les apports naturelles du lait de truie équivalent à 0,9 mg par jour. Une potion ferrugineuse, contenant par litre 10 g de sous acétate de fer, 1 g de sulfate de cuivre et 0,1 g de nitrate de cobalt peut prévenir l'anémie, alors que le complément de fer dans l'alimentation maternelle ne contre point la carence, sachant au mieux que 6 à 11 % de la dose passe dans le lait. Les effets de la carence sont variables : débilitant ou mortels chez certaines espèces, ils étaient parfois recherchés chez les agnelets et veaux de lait, l'éleveur souhaitant une viande blanche.

### Fer oligo-élément de l'organisme humain, toxicologie du fer
Le fer est un élément indispensable au corps humain, un bioélément indispensable aux protoplasmas dans lesquels il joue un rôle de catalyseur ; il sert aussi au transport de l'oxygène. Le corps humain en contient environ 4,5 g, soit un clou fin de 7,5 cm de long. Le chimiste australien Ben Selinger s'accorde avec la large fourchette entre 3 et 5 g dans le corps. Une diminution de fer sérique signe sur le plan médical une anémie, alors qu'une augmentation dans le même sérum sanguin signale une hémochromatose.
Si du fer est excrété, à un rythme minimal de 1 à 2 mg/jour, par la bile du foie, les fèces et les urines, voire la sueur et les desquamations corporelles, de petites quantités de Fe(II) sont résorbées par l'intestin grêle, et mises en réserve sous forme de ferritine, à la fois dans la rate, le foie et la moelle osseuse. La moelle osseuse, où le fer apparaît aussi sous la forme d'hémosidérine, contribue à la création d'hématies ou globules rouges. Le fer actif est toutefois rapidement renouvelé, en particulier la totalité du fer sérique est renouvelée tous les trois heures dans l'organisme humain. Il faut impérativement compenser ces menues pertes fonctionnelles.
La dose journalière nécessaire oscille entre 12 mg et 15 mg,. Pour la femme en ménopause et l’homme adulte en général, les apports journaliers recommandés de fer sont a minima 10 mg ; ce besoin nutritionnel concernant la femme de sa puberté à la ménopause est a minima de 16 mg à 18 mg. Mais le corps humain peut consommer du fer et avoir besoin de 20 mg par jour de fer assimilable, pour produire exceptionnellement de nouveaux globules rouges pour le sang ou de la myoglobine musculaire. Dans les toutes premières années de la vie d'un enfant, les besoins en fer alimentaire sont très importants, sous peine de carence alimentaire provoquant une grave anémie ferriprive. Les femmes, à cause d'abondantes pertes menstruelles de sang lors de leurs règles, doivent compenser une perte rapide entre 20 mg et 30 mg de fer. Les séquences grossesse/accouchement/allaitement pourraient représenter un gramme. Les études actuelles prouvent que la population féminine en Europe occidentale est majoritairement légèrement anémiée, ou carencée en fer, avec des assimilations inférieures aux doses prescrites.
Par ailleurs, un surdosage ou excès en fer est également nocif pour la santé. En effet, une quantité chronique trop importante de fer augmenterait le risque d'hépatite, de cancer, et pourrait être impliquée dans la maladie de Parkinson. Le fer devient franchement toxique à partir d'une assimilation chronique de 200 mg par jour, alors que la dose létale se fixe suivant les individus entre 7 et 35 g. L'accumulation de fer dans l'organisme entraîne la mort cellulaire. Des chercheurs de l'Inserm suspectent que l'excès de fer pourrait être impliqué dans la dégénérescence des neurones chez les patients atteints de la maladie de Parkinson,. Certains composés de fer, facilement assimilables par inhalation ou contact de la peau et des muqueuses, sont toxiques : une limite autorisée de 8 mg/m³ est en général recommandée sur les lieux de travail exposés.

### Complexes du fer
Au cours des années 1980 et 1990, la synthèse de complexes du fer, effectuée dans divers buts biomimétiques, ouvrait le champ de la compréhension des structures et mécanismes réactionnels de centres actifs de métalloprotéines. Le fer intervient dans les processus essentiels de transport d'oxygène, de transport et de stockage du fer lui-même, sans oublier le transfert d'électrons. Les protéines dites « héminiques » dévoilent un environnement porphyrinique du fer ionisé, ainsi l'hémoglobine marqueur rouge du sang humain.
L'hémoglobine est une métalloprotéine constituée d'un complexe du fer(II). Ce complexe permet aux érythrocites ou hématies de transporter le dioxygène des poumons aux cellules du corps. La solubilité du dioxygène dans le sang est largement insuffisante pour alimenter efficacement les cellules. L'hémolymphe apparaît responsable des transferts de O2 dès que la taille du petit animal primitif ou actuel l'exige. La nécessité d'un transporteur efficace de gaz O2 est passé par un pigment respiratoire, facilement saturé à une pression partielle de gaz O2 faible, inférieure au milieu ambiant et qui libère O2 dans des régions de basses pressions. Il existe une gamme de pigments respiratoires associés au Fe, à savoir l'hémoglobine, la myoglobine utilisé pour les réserve d'oxygène dans les muscles, la chlorocruorine, l'haemérithrine, dévoilant des affinités variables pour O2. Ce n'est nullement un hasard si l'hémoglobine affichant la meilleure efficacité, à une teneur de 0,3 à 0,4 %, se retrouvent chez les homéothermes, animaux dont la vie cellulaire nécessite d'importants apports en O2. Ce groupement hème est constitué d'un cation Fe(II), capable de se combiner de façon réversible avec le dioxygène moléculaire et d'un protéine, la globine, constituée de deux paires de chaines polypeptidiques α et β composées de 141 et 146 acides aminés. Chaque paire est associée à une molécule d'hème, ce qui fait que chaque macromolécule d'hémoglobine, possédant quatre sites d'hèmes, peut fixer quatre molécules d'oxygène sur le fer. Le fer est complexé par quatre atomes d'une porphyrine et par l'azote d'un résidu histidine appartenant à la chaîne protéique. Le sixième site de complexation du fer est soit vacant, soit occupé par une molécule de dioxygène (apport d'oxygène) soit par une molécule de gaz carbonique (élimination de CO2). Il est notable que le fer(II) fixe réversiblement une molécule de dioxygène sans être oxydé. Cela est dû à l'encombrement structurel du fer.
Il existe une gamme d'hémoglobines qui s'observe par exemple chez le nourrisson des premiers jours, marqué par l'hémoglobine γ qualifiée d'hémoglobine fœtale. Un an après la naissance, le bébé accède à un profil d'hémoglobines proche de celui de l'adulte. L'hémoglobine α représente alors presque la moitié, suivi par l'hémoglobine β, alors que subsiste aussi l'hémoglobine δ plus rare.
Les protéines non héminiques offre un environnement au fer diffèrent. L'ion fer est entouré d'atomes d'oxygène, d'azote et de soufre appartenant aux chaines peptidiques. Les métalloprotéines insérées dans les protéines non héminiques se caractérisent par : un ou deux atomes de Fe lié à un de soufre, deux associés à deux de soufre Fe2S2, quatre à quatre de soufre Fe4S4 avec résidus de cystéine. Le fer y est oscillant entre Fe(II) et Fe(III).
Le fer de l'hémérythrine, métalloprotéine singulière des invertébrés, s'entoure d'atomes d'oxygène et d'azote, tantôt trois atomes azote de l'histidine, tantôt deux atomes d'azote, tout en restant lié à trois atomes d'oxygène.

### Dans l'alimentation
Le fer est un oligo-élément et fait partie des sels minéraux indispensables qu'on retrouve dans les aliments, mais peut être toxique sous certaines formes. Une carence en fer est, il faut le rappeler, source d'anémie qui peut avoir de graves conséquences. Elles peuvent affecter le développement cognitif et socio-émotionnel du cerveau de l'enfant. Elles peuvent compliquer diverses pathologies chroniques, aggraver les infections et exacerber les effets de certaines intoxications (saturnisme par exemple).
Pour ne pas colporter la légende du fer contenu dans un épinard suprême et roboratif, à l'usage d'un quelconque Popeye, mentionnons quelques aliments riches en fer assimilable. Un classement est ordonné de façon décroissante en accord avec la description diététique en teneurs optimales exprimées en mg de Fe pour 100 g d'aliment mentionné. Ainsi les moules contiennent 24 mg, le boudin noir 20, le foie animal entre 10 et 15 mg, les fèves 9, le pois chiche, production héritée du néolithique maghrébin 7,2 mg pour 100 g, les lentilles ou le jaune d'oeufs 6, les huîtres 5,5 mg pour 100 g, les noix de Cajou 5 mg pour 100 g.
Comme le bœuf, les insectes sont une bonne source de fer. Le fer contenu dans les végétaux (fer dit « non héminique ») Fe3+ ou fer ferrique est moins bien absorbé par l'organisme que celui contenu dans les aliments crus d'origine animale (fer « héminique ») Fe2+ ou fer ferreux. La cuisson des viandes transforme une partie du fer héminique en fer non héminique, moins biodisponible.
L'absorption du fer est favorisée si on le consomme avec certains nutriments, comme la vitamine C (présente par exemple dans les agrumes, le chou-fleur ou les poivrons rouges). Mettre du jus de citron sur ses aliments est donc une excellente habitude culinaire si l'on manque de fer ; par contre, un complément en vitamine C est inutile si l'on ne souffre pas de carence en vitamine C (la carence extrême est le scorbut), même si cela ne peut pas mener à une hypervitaminose puisque la vitamine C est hydrosoluble (et donc son surplus s'élimine par la sudation et la voie urinaire).
De même, cuisiner avec de l'ail et de l'oignon augmente la biodisponibilité du fer et du zinc présents dans le bol alimentaire.
En revanche son absorption est inhibée par la consommation de thé et/ou de café car les tanins (polyphénols) sont des chélateurs de fer. C'est pourquoi il est recommandé aux personnes à risques (adolescentes, femmes enceintes, femmes en âge de procréer, végétariens) et buveuses de thé ou de café d'en boire plutôt une heure avant le repas ou deux heures après.

### En pharmacie
Le fer est utilisé en tant que médicament. Il est utilisé dans les cas de carences en fer (dites « carence martiale ») pouvant provoquer une asthénie, voire une anémie ferriprive. Il peut être donné par voie orale ou en injection.

## Technologie: sidérurgie et métallurgie du fer
Le fer était connu dès le chalcolithique à travers les sites de fer telluriques et surtout les météorites de fer au fer souvent déjà allié de grande qualité, et il n'est pas assuré que sa métallurgie soit demeurée confidentielle comme on l'estime souvent jusqu'au XIIe siècle av. J.-C., époque qui marque, précisément, le début de l'âge du fer. Une épingle façonnée à partir de fer natif et datant de 3000 ans avant J.-C. a été mise au jour sur le site anatolien, autrefois hittite, d'Alacah Hüyük. Au XVIIIe siècle av. J.-C., des tablettes cunéiformes hittites retrouvées à Alalakh mentionnent la production d'armes en fer. Autour du XVe siècle av. J.-C. les Hittites en Anatolie développent une bonne maîtrise dans le travail du fer, leur tradition déterminant son origine dans la région du Caucase, et cette technique semble également avoir été connue assez tôt en Inde du nord, notamment dans l'Uttar Pradesh. Une missive du souverain hittite Hattousili, écrite entre 1275 et 1250 avant J.-C. indique la renommée du fer forgé produit dans le pays de Kizzouwatna. L'âge du fer débute au XIIIe siècle av. J.-C. en Anatolie, et progresse à la fin du XIe siècle av. J.-C. en couvrant l'ensemble de la Turquie actuelle et du Moyen-Orient jusqu'au nord de la péninsule arabique, sans oublier la Grèce au delà de la Thrace. Entre 1200 et 1000 avant notre ère commune, l'accroissement et la généralisation de l'industrie du fer paraît soudaine : d'abord en Iran, en Anatolie, en Syrie et en Palestine, puis en Mésopotamie, dans le Caucase, et dans les grandes îles de Méditerranée orientale, à Chypre et en Crête. La première métallurgie crétoise, assez singulière et fortement polluante, procède par le concassage et triage méticuleux à l'aide d'aimant, avant le grillage du minerai sulfuré à l'air qui émet du gaz dioxyde de soufre :
2 FeS2 (s) pyrite + 11/2 O2 oxygène de l'air  → Fe2O3 (s) + 4 SO2 gaz

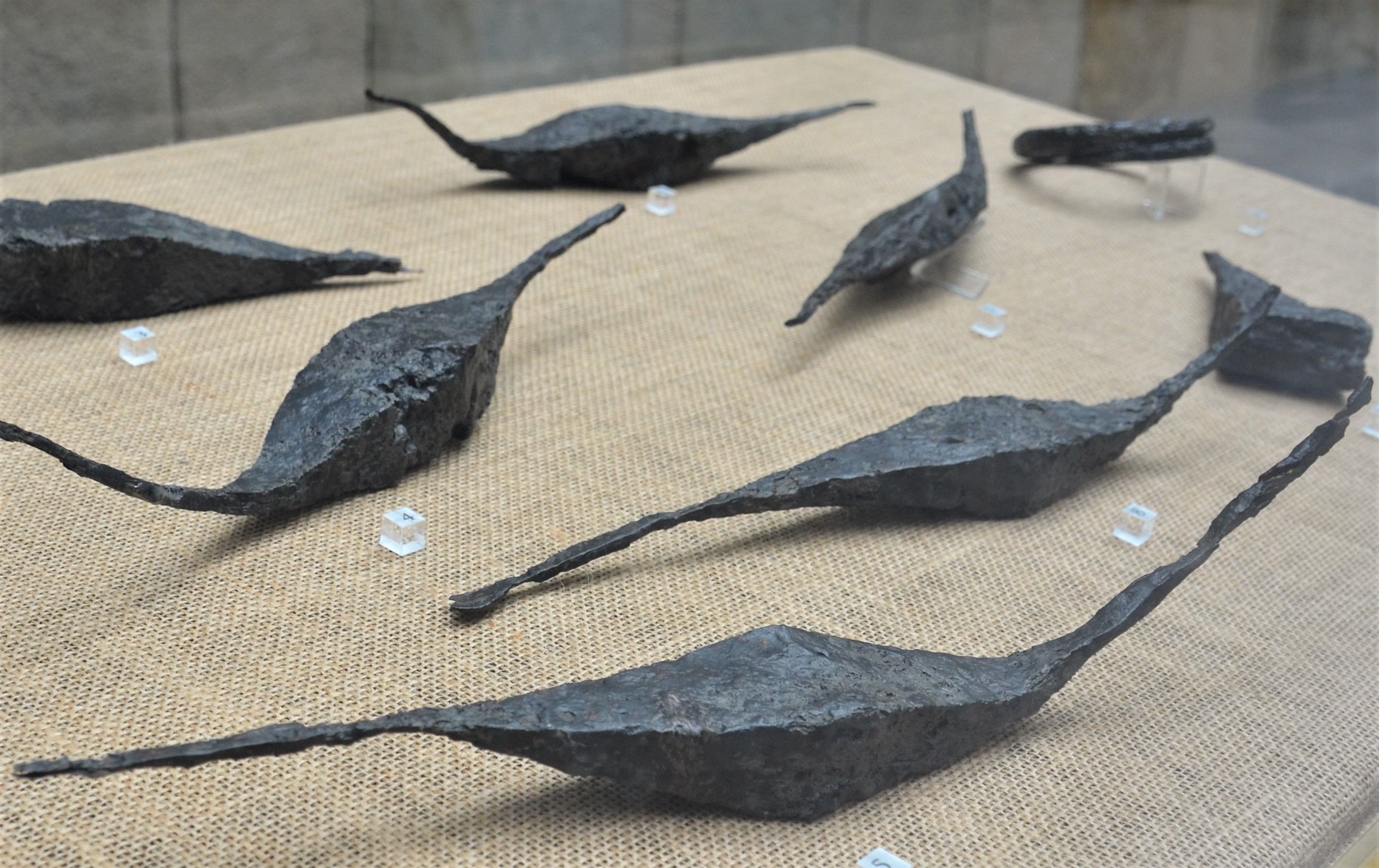
Lingot de Norique ou loupe de fer pointue,, période de Halstatt tardive de l'actuelle Pologne des Beskides.

Les techniques du fer se diffusent à la fin du Xe siècle av. J.-C. vers l'Italie, et gagnent vers le IXe siècle av. J.-C. le reste de l'Europe, atteignant au VIe siècle av. J.-C. l'essentiel de l'Asie orientale. En Europe occidentale médiane, grâce à l'exploitation de sites miniers rubanés relativement pauvres, la banalisation du matériau fer est acquise dès le milieu de l'époque marchande de La Tène. Les techniques de forge et de fonderie associées sont maîtrisées : soudure (simple ou autogène), brasure, rivetage, tréfilage, estampage et marquage, tour à métaux, moule de fonderie en pierre ou en sable, moules à grappes etc. Le catalogue des objets en fer à l'époque gallo-romaine est déjà vaste : marteaux, pinces, enclumes, forces, burins, mèches, bèches, houes, herminettes, scies, haches, planes, tarières, rabots, clés, gonds, charnières, équerres, clous et rivets, jantes, frettes, chaines, anneaux, attaches, crochets, mors, pièces de bride, crampons à glace, pitons, couteaux, fibules, pannes, épées, lances, boucliers (umbo), casques etc.

### Métallurgie du fer: une histoire technique a minima trimillénaire
Un constat thermochimique demeure : alors que les bronzes ou les mélanges de minerais de cuivre et d'étain fondent entre 900 °C et 1 000 °C soit à la température atteinte par un foyer protégé d'un feu de bois, il faut plus de 1 500 °C pour fondre le métal fer pur ou extraire sans artifice l'élément de ses minerais. L'art du feu et la maîtrise technologique, d'essence divine, des chaleurs intenses doivent être convoqués. Dans le monde hellénistique, le fer est l'attribut d'Héphaïstos, dieu grec de la métallurgie et des volcans. Chez les Romains, toujours forgé par Vulcain, avatar italique de Héphaïstos, il est un attribut princier de Mars. Selon le doxographe antique Théophraste, c'est Délas, un Phrygien, qui inventa le fer. Le mot grec σἵδηρος, ό c'est-à-dire sidèros désigne le fer (métal), mais aussi l'épée, la hache, la faux, la flèche, alors que le siderourgos σιδηρουρός représente notre febvre médiéval, l'ouvrier qui travaille le fer, le forgeron, le serrurier ou le taillandier, terme à l'origine de la sidérurgie de l'époque des Lumières. Les alchimistes donnèrent au fer le nom de Mars de la mythologie romaine, dieu de la guerre, cruel faisant couler le sang, par une insatiable dévastation par le feu et le fer.

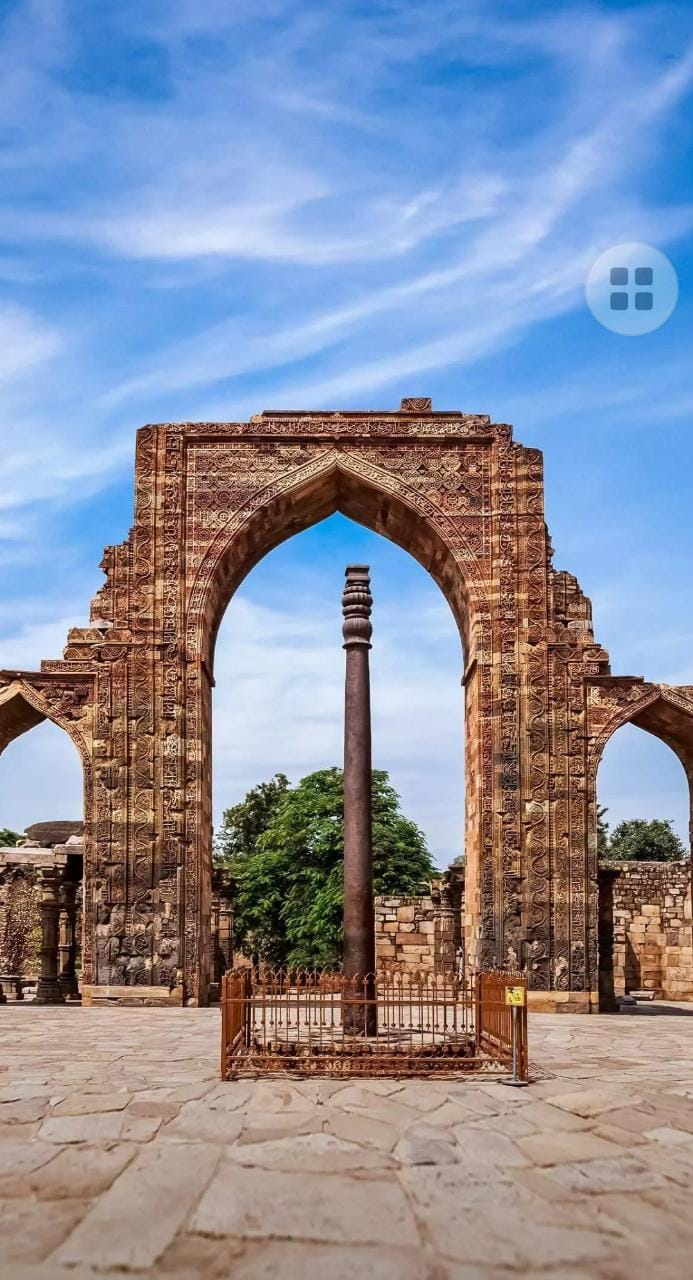
Colonne de fer de Delhi, érigée vers 420

Néanmoins quand une petite masse argileuse de minerai de fer concentré, intimement mélangé à des couches de fins charbons spécifiques, est chauffée par un feu de charbon de bois, deux réactions (1) et (2) apparaissent:
3 Fe2O3 (s) + 11 C (s) T > 950 °C → 2 Fe3C (s) cémentite + 9 COgaz
Au même moment se forme du fer pur dans une masse informe, dite loupe ou saumon, masse ou « massiot », une « éponge de fer » encore impure qui comprend diverses impuretés, en particulier les fondants à base de calcaire qui ont servi à mieux isolé les imposantes scories et parfois à les insérer dans un laitier fluide typique.
Fe2O3 (s)  + 3 C (s) couches chauffées vers 950 °C → 2 Fe (s) + 3 CO gaz
Nous pourrions réécrire ces réactions chimiques avec le monoxyde de carbone car la formation de ce composé d'insertion ou carbure de fer, ou du fer, est plus facile et directe avec le gaz réducteur chaud monoxyde de carbone CO. Le fer s'obtient en réduisant par le monoxyde de carbone (CO) provenant du charbon de bois les oxydes de fer contenus dans le minerai. Notons que la réaction chimique dite de "réduction complète" de l'oxyde de fer générique MO n'est franchement directe et rapide qu'à partir de 1 200 °C :
MO (s) + COgaz → M(s) métal + CO2gaz
et en particulier à partir de l'hématite ou minerai initial :
Fe2O3 (s) minerai + 3 COgaz →  2 Fe(s) métal + 3 CO2 gaz
Cette présentation reste simplifiée, car elle ne tient point compte des diverses réductions progressives qui changent la nature du minerai, soit à l'équilibre : l'hématite Fe2O3 α vers 400 °C, Fe2O3 γ vers 450 °C, magnétite aimantée Fe3O4 vers 700 °C, enfin la wüstite FeO vers 850 °C. D'autre part, la présence dans la colonne de chauffe de matières siliceuses à base de SiO2 explique la formation de scories à base de silicate de fer FeSiO4 en même proportion que le métal Fe, soit une perte de moitié en rendement ! 
Au VIIe siècle, un acier de cémentation superficielle, en réalité un feuilletage acier, est obtenu dans des fours de potiers améliorés, par juxtaposition alternée de feuilles de fer et de couches fines de charbons de bois, jouant le rôle de cément solide. L'assemblage à chaud de feuilles de fer et d'acier permet dès le VIe siècle de fabriquer en acier de Damas, des pièces résistantes, soient diverses lames d'épées, de poignards, de lance ou de piques hallebardes, ou encore des lames de scie. Ces objets artisanaux révèlent à nos yeux, par l'observation de leurs diverses structures, un summum de l'art de forger, de souder, de marteler, de torsader et d'étirer, de meuler et de polir etc. L'art de mordancer à l'acide, et conjointement de décorer par incrustation ou plaquage de métal précieux or ou argent, voire du cuivre sur un autre, qui se nomme damasquinage, également en vogue, ne doit pas être confondu avec le matériau damas.
Jusqu'au milieu du beau Moyen Âge et parfois encore au XVe siècle, l'Europe des ferrons produit par un procédé direct le fer au moyen de bas fourneaux, à partir de charbon de bois et de minerai de fer. L'affinage utilise divers procédés de martelage, de cinglage et de recuit. Les infimes changements dans les pièces de métal solide obtenues par le labeur physique du forgeron (martelage, réchauffement, alliages superficiels, etc.) peuvent paraître peu importants pour le chimiste, non initié aux phénomènes de surface et aux dislocations cristallines. La chimie du fer oublie en grande partie l'appréciation extrêmement fine des forgerons ou des maitres de forges au cours de la longue histoire technique du fer.
Remarquons le rôle dans la réduction progressive et irréversible des oxydes de fer par du gaz monoxyde de carbone, dans les parties plus hautes et donc moins chaudes du four ou bas fourneau:
3 Fe2O3 (s)  + CO gaz mélange chauffé à température inférieure à 590 °C → 2 Fe3O4(s) + CO2 gaz
Fe3O4(s) + CO gaz mélange chauffé à température supérieur à 590 °C → 3 FeO(s) + 3 CO2 gaz
Le dernier changement réducteur s'opère au cœur de l'optimum thermique du bas-fourneau :
FeO(s) + CO gaz mélange chauffé à température vers 950 °C → Fe(s) + CO2 gaz
Cette préparation directe, si on oublie le corroyage incluant l'intense martelage, consécutif, a pu être réalisée depuis l'âge du fer, et jusqu'au XIXe siècle dans certaines régions du monde, par réduction d'un minerai trié avec du charbon de bois dans diverses installations, nommées "bas fourneau" ou "bas-foyer" de forge. On obtient, sans passer par une phase liquide, une masse hétérogène de fer, d'acier, de carbure de fer mélangés avec des scories. Afin de rendre le métal propre à l'élaboration d'objets, la « loupe » peut être brisée et triée par type de teneur en carbone ou plus simplement être directement compactée à la forge. Un forgeron reste attentif à l'aspect visuel des pièces ou morceaux de fer. Le fer cendreux se caractérise par la présence résiduelle de petites piqûres noirâtres en surface, à base de substances étrangères, impuretés ou scories. Un martelage adroit et exigeant à chaud s'impose pour les extirper a minima.
C'est avec le développement des moulins et des prises de force hydraulique, après le XIe siècle et XIIe siècle, que la mécanisation du martelage se généralise vers 1200, la lignée technique du haut fourneau qui ne dépasse pas d'abord 4 à 5 mètre de hauteur peut se développer vers 1320 et s'est globalement imposée, avec l'affinage de la fonte, au détriment de celle du bas fourneau. L'addition de silice au minerai à gangue calcaire, ou du calcaire au minerai à gangue siliceuse, et autres techniques variées d'ajout de fondant ou d'agents de régulation des scories, déjà connues des ferrons ou fabricants de fer au bas-fourneau, caractérise aussi le haut fourneau : une proportion précise de silice et de calcaire donne un laitier facilement fusible qui se sépare naturellement de la fonte liquide.
À rebours de la vision minimaliste autour de l'an mil et parfois, à son corps défendant, misérabiliste du grand médiéviste Georges Duby, l'archéologie récente atteste la présence commune du fer dans les campagnes occidentales, en particulier par la collecte méticuleuse de minces particules ou petits morceaux cassés de fer, perdus à l'époque médiévale dans les champs labourés, atteignant au maximum entre 1 et 2 kg par ha et par an. Les communautés paysannes étaient bien armées en outils de fer qui coupent, tranchent, piquent etc. D'où une lente redécouverte du febvre ou ouvrier/artisan du fer, ainsi que des forges villageoises et minières de l'Occident médiéval.

### Sidérurgie moderne et contemporaine
L'obtention de la fonte nommée gueuse, est l'étape clef d'un procédé indirect, basée sur la technique du haut fourneau et sa coulée avec cette phase liquide si caractéristique. Cette technologie sidérurgique de fusion utilisant le fait que les phases du fer et de la cémentite Fe3C obtenue simultanément par les réactions précédentes (1) et (2) sont mutuellement solubles et forme un mélange eutectique à 4 % de carbone, fondant seulement vers 1 150 °C, ce qui permet l'obtention de fonte brute a été mise au point en Chine au milieu du Ve siècle av. J.-C. Mais, disposant de fours en terre réfractaire de plus au plus hauts, de moyens de souffleries plus efficaces, parfois mécanisées par la force hydraulique et non plus de simples soufflets manuels, les températures intérieures des fourneaux s'accroissent entre le XIIe siècle et le XIVe siècle, ce qui intensifie l'action réductrice du fluide gazeux CO et l'usage plus pratique du haut fourneau se banalise en Europe occidentale dès le milieu du XVe siècle. L’Occident aurait réinventé indépendamment la technique de fusion plus d'un millier d'années après la Chine impériale. Les chaleurs communes provoquent l'évacuation des fondants, des autres matières ajoutées et surtout des impuretés des minerais, souvent associés sous forme de scories vitreuses fusibles. Une fois atteintes les plages thermiques entre 1 200 °C et 1 300 °C, la réduction du minerai par le monoxyde de carbone, en excès de carbone ou charbon de bois, provoque immanquablement la formation de métal Fe et de cémentite Fe3C.
La fonte solidifiée, après la coulée à chaud qui lui donne son nom, n'est pas un simple alliage de fer et de carbone, mais un mélange de cristaux métalliques de fer et de cristaux non métalliques de cémentite, ce qui en fait à froid une matière lourde et dure, fragile et cassante. Mais au-dessus de 250 °C, la gueuse redevient malléable à cause des possibilités de dislocation ou de mobilité des grains cristallins.

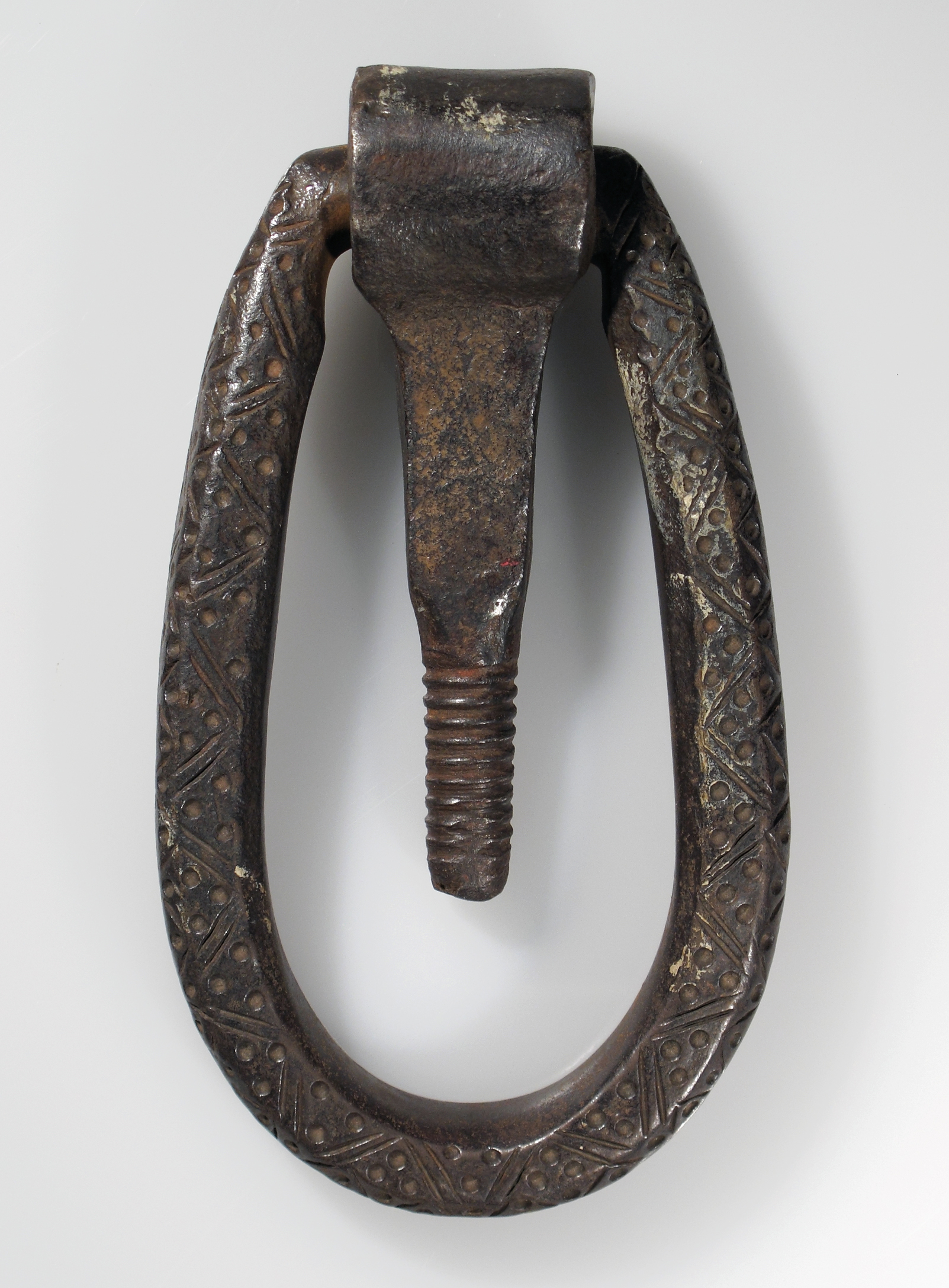
Heurtoir urbain, marteau de porte d'entrée, muni de pas de vis libre, ferronnerie d'Europe occidentale, environ 20 cm, The Cloisters collection, Metropolitan Museum of Art.

Vers 1525, l'Europe occidentale assure une production de 100 000 tonnes de fer. La France des Valois n'en produit que 10 000 t, l'Espagne du Nord 15 000 t, l'Allemagne 30 000 t, la petite province de Liège de 8 000  à   9 000 t, idem pour la Styrie alors que l'Angleterre ne fabrique alors que 6 000 t. La multiplication des forges à fer en France va de pair avec une dévastation croissante des forêts, déplorée par le poète Ronsard ou l'homme de l'art Bernard Palissy. En 1543, François Ier ordonne une réduction du nombre pléthorique de forges, estimé à plus de 460, et impose un contrôle régalien de leurs développements, jusqu'alors anarchiques et réservés à la noblesse libre d'imposition. Dans la seconde milieu du beau siècle, elles s'installent dans les marges forestières, en Champagne, du Massif central et en Bretagne, à côté de hauts fourneaux disposant de souffleries hydrauliques, chaque installation atteignant 50 tonnes de fonte par an. L'emploi du métal fer est croissant : si les gens aisés mangent avec des fourchettes, ils possèdent des horloges et des montres, des taques, des portes ou coffres de fer, des verrous, des ferrures de portes et circulent dans des carrosses, qui, assemblés par les charrons en bois et en fer, possèdent des avant-trains mobiles et une suspension. À côté du bronze, l'artillerie appelle la fabrication de fonte résistante. Mais le fer est nécessaire pour l'armement, les parties métalliques des machines, les nombreux dispositifs de l'art mécanique y compris ceux de l'arquebuse, et une foule d'objets domestiques toujours plus communs ou consommés, épingles, clous, rasoirs d'acier, ciseaux, serrures et clefs, etc. sans oublier les fers des outils des artisans.
Jusqu'à la fin du XVIIIe siècle et même encore parfois au début du XIXe siècle pour des impératifs de qualité, les hauts fourneaux ont fonctionné au charbon de bois. Le coke, plus dur et plus abondant, moins cher et à l'emploi concurrent au charbon de terre, en tant que source de carbone et combustible, est utilisé par le quaker Abraham Darby, ce qui a permis d'élaborer des hauts fourneaux de forme carrée, d'une dizaine de mètres, chauffés de trois côtés, en Angleterre des Lumières mais produisant une fonte, certes abondante et moins coûteuse, mais souvent chargée en soufre ou autres éléments indésirables, comme le phosphore et le silicium, dégradant les qualités de la fonte, du fer ou de l'acier. Avantage indéniable, le coke réducteur de bonne qualité présente une résistance mécanique durable durant sa combustion, il ne se ramollit pas à chaud, et ne colmate pas le haut fourneau, comme le pouvaient autrefois certaines couches de charbons de bois. Le fer libéré ruisselle sur le coke et se charge en carbone, donnant la matière en fusion qu'est la "fonte" recueillie en prélèvements réguliers, dans le creuset, formant la base du haut fourneau. Le mâchefer qui se forme en cours de fabrication est enlevé à intervalles réguliers. Le gaz chaud qui se dégage du haut fourneau peut être utilisé pour préchauffer des fours ou d'autres hauts fourneaux.
D'un point de vue thermochimique rétrospectif, la principale différence dans ce procédé en deux étapes est que la réduction des oxydes de fer se fait en même temps que la fusion. Le métal est produit en phase liquide sous forme de fonte ou gueuse qui a absorbé une partie du carbone et qui fond plus facilement que le fer, à température de fusion plus basse, d'environ 400 °C soit 1 150 °C. Mais la fonte doit ensuite être transformée, affinée en fer par décarburation complète ou en acier par décarburation partielle. Grâce à l'invention brevetée du puddlage par Peter Onions en 1783, Henry Cort initie dès l'année suivant les premières techniques au four à réverbère, chauffé à moindre coût au coke, qui permettent de brûler l'essentiel du carbone, et de faire disparaître les cristaux de cémentite, de la fonte, et d'obtenir, après un pénible labeur, du fer ou acier puddlé.
Autrefois la fonte chauffée entre 800 °C et 900 °C était affinée, par martelage, cinglage ou forgeage. Cette action mécanique à chaud élimine la plupart des scories et impuretés solides restantes, tout en brûlant la plupart du carbone. Le fer continûment chauffé forme à sa surface une couche d'oxyde FeO. Quand le fer est battu et plié comme de la pâte, la couche de surface réagit avec le matériau sous-jacent, soit : 
Fe3C (s)  + FeO couche de surface chauffé 850 °C → 4 Fe (s) + CO gaz

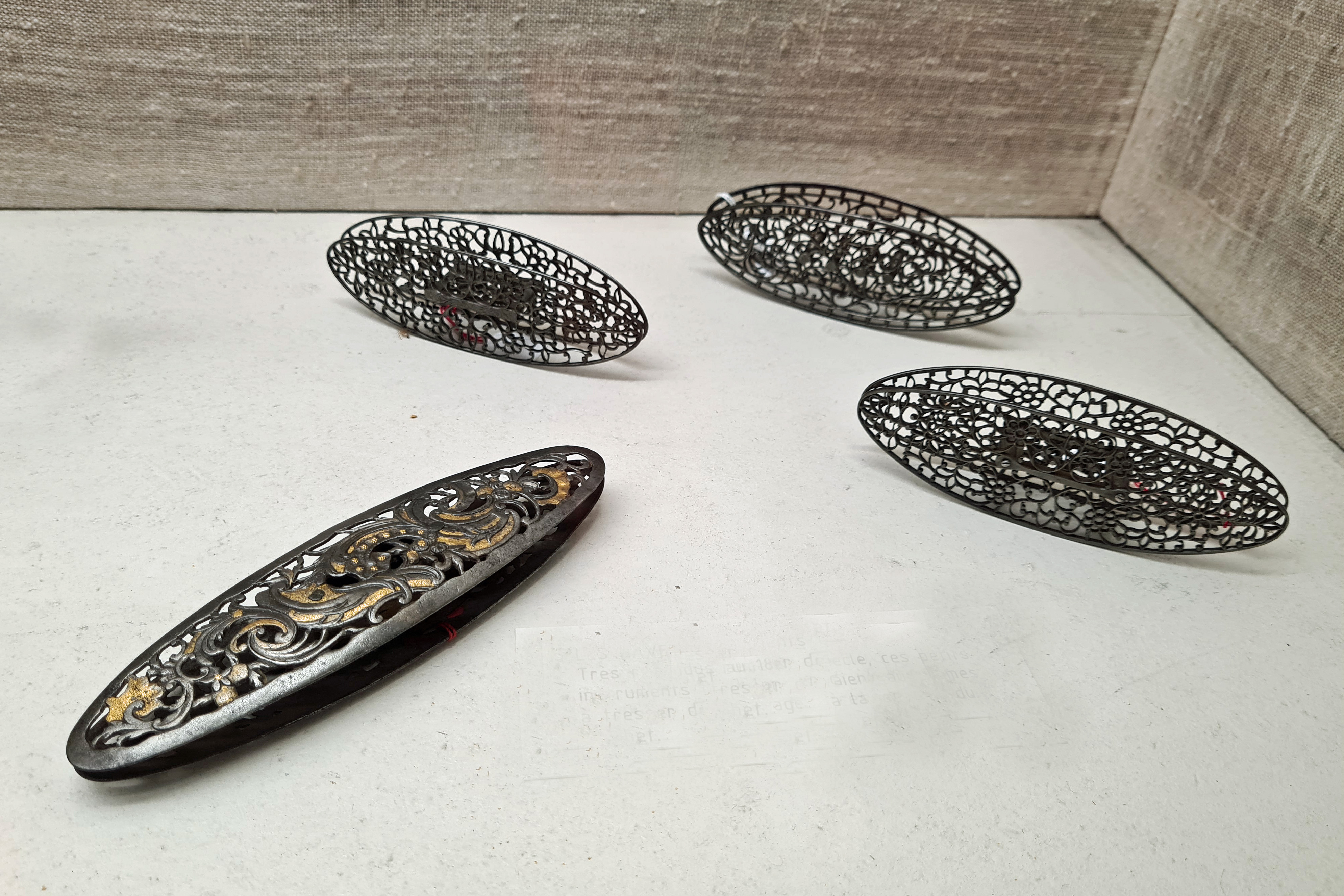
Navettes en fer forgé des tissages rouennais,, musée Le Secq des Tournelles, mai 2022.

Ce martelage répété des milliers de fois, autrefois par une intense activité manuelle longue et laborieuse associé à un foyer de forge, a laissé ensuite la place à un affinage progressivement mécanisé par les énorme marteaux des forges et des platineries, puis par les marteaux-pilons, presses hydrauliques, laminoirs industriels etc. associé à des fours de plus en plus efficaces peut produire un fer forgé, aux motifs ondulés, retenant un minimum d'inclusions d'impuretés ou de scories. En coutellerie ou pour fabriquer des armes blanches de qualité, ce fer doit être durci par une cémentation contrôlée, ce qui implique la rétention d'une certaine quantité de carbone, seulement à la surface ainsi aciérée.
Pour une meilleure stabilisation, l'acier obtenu était trempé par refroidissement brusque dans un liquide. La chimie atomique initiée au long du XIXe siècle par des groupes savants marginaux rassemblés autour des précurseurs Dalton, Berzélius etc. a permis notamment, par la connaissance de l'empilement des sphères et le lent développement de la cristallographie, de comprendre cet efficace durcissement martensitique. Le mathématicien allemand Gauss a déterminé en 1831 le taux d'occupation en volume d'une empilement de sphères compactes de taille unitaire soit π/3{\displaystyle {\sqrt {2}}}, soit environ 74,05 % en volume. Pour chaque sphère de la structure cristalline, un repérage géométrique prouve qu'il y a huit petits espaces ou trous de rayon 0,155, deux trous de rayon 0,225 et un trou de rayon 0,414. Or les chimistes atomistes étaient convaincus que les atomes de carbone, plus légers, étaient aussi plus petits que les atomes de fer, formant la structure cristalline. Les atomes de carbone peuvent être régulièrement piégés entre les atomes de fer, ce qui facilite la formation de composés d'insertion comme le carbure de fer ou cémentite. Si la température ou l'agitation s'accroît, il est possible d'insérer plus d'atomes de carbone dans la structure. La description du corps simple fer nous a fait connaître la structure austénitique, nullement magnétique, du fer à maille cubique faces centrées entre 910 °C et 1 400 °C. En dessous de cette plage de températures, la structure allotropique du fer est ferritique de maille cubique centrée. Une structure austénitique à hautes températures peut retenir plus d'atomes de carbone que la structure ferritique de basses températures. Décrivons d'abord le refroidissement lent d'un acier austénitique, une structure résistante et solide en bandes ou couches successives de ferrite (fer) et de cémentite se met en place. Mais l'acier de surface ne devient hélas point dur. Mais si l'acier austénitique est refroidi rapidement, sa structure devenue brusquement ferritique est marquée par son histoire, les atomes de C étant bloqués dans des trous restreints, car les atomes de carbone n'ont pas eu pas le temps de migrer et de réagir avec les atomes de fer pour former du carbure de fer. La dureté de surface après la trempe s'explique par l'empêchement structurel des dislocations.
Des liquides biologiques, traditionnellement de l'urine ou des eaux souillées, sont d'ailleurs préférables à une eau pure pour la trempe. Si de l'eau est dispersée sur du fer chauffé au rouge, de la vapeur d'eau est aussitôt formée, et celle-ci empêche le reste du liquide de toucher le métal, alors que la quantité de chaleur échangée entre le métal vers l'eau demeure faible. L'urée en contact avec le métal réagit avec le fer pour former des aiguilles cristallines de nitrure de fer FeN2, ce qui facilite la migration de l'élément azote qui peut pénétrer dans les interstices du réseau atomique, à l'instar du carbone, et ainsi bloquer toute dislocation. La facile fixation de matière azotée lors des trempes est à mettre en parallèle avec les traitements thermiques du fer de longue durée, ici plusieurs jours, par des vapeurs d'ammoniac ou d'urée. Un lent recuit modéré de l'acier entre 220 °C et 450 °C, plage de températures de revenu, permet l'oxydation du carbone de surface, ce qui ramollit l'acier de surface et le rend plus ductile. L'art du forgeron qui savait alterner trempe et recuit autant de fois qu'il le fallait, permettait d'ajuster les propriétés de surface, entre dureté nécessaire, par exemple au tranchant, et souplesse/ductilité, selon l'application requise.

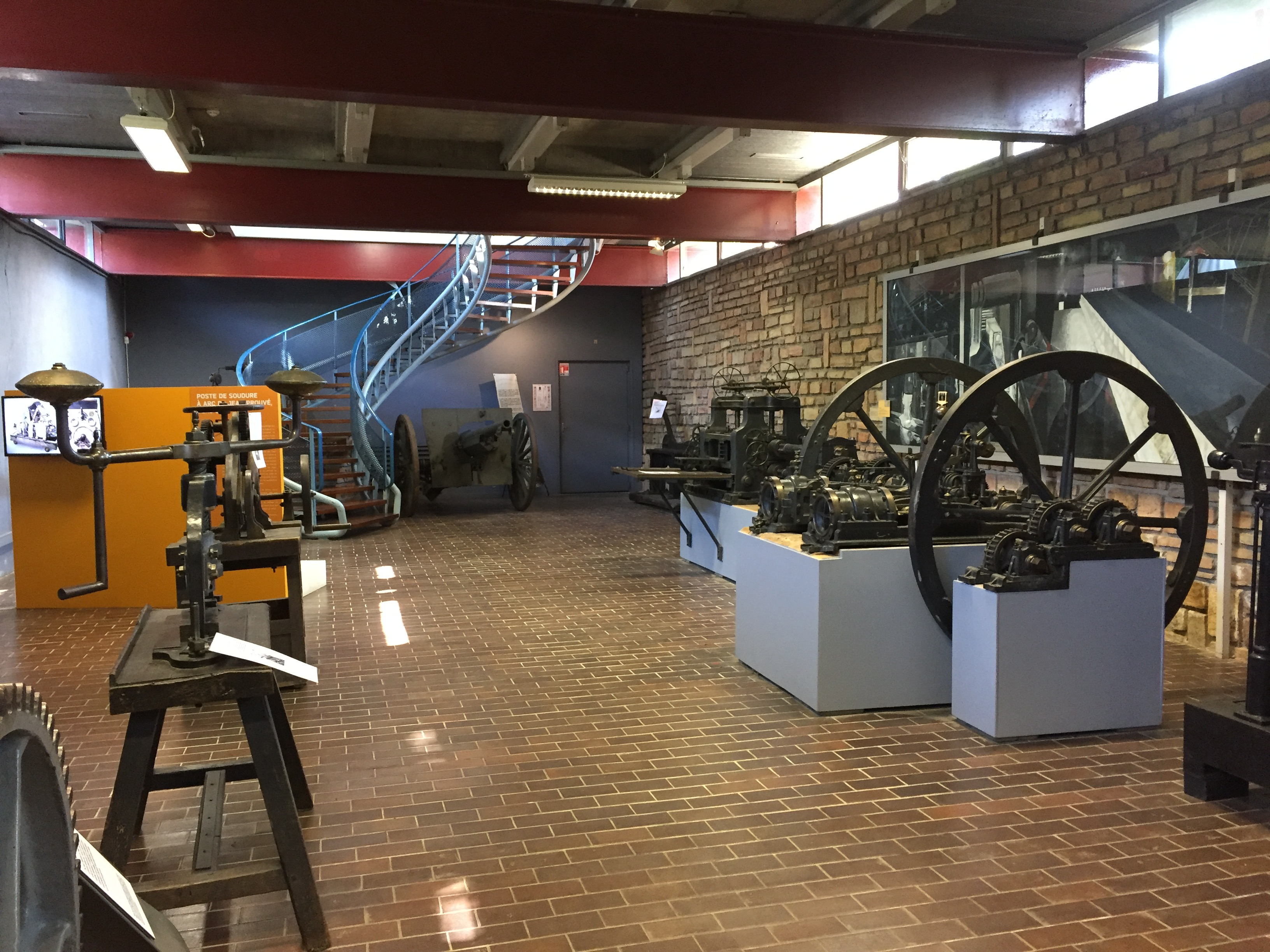
salle des pièces d'appareillage, musée de l'histoire du fer à Jarville, 2018.

Le rôle des matériaux ferreux, ainsi que l'amélioration de leurs qualités et de leurs productions, reste considérable dans l'histoire militaire trimillénaire, comme dans l'essor des techniques industrielles au début et au milieu du XIXe siècle. Le matériau fer est employé à la confection de tôles, de feuillets ou plaques, de barres, de poutrelles, de boulons ou de rivets, de vis, de fils, de tubes, de roues dentées en acier, de roues d'inertie en fonte, etc. mais aussi d'outils et de machines, d'armes et de canons, d'armature et de blindage, de chaudières et de moteurs à vapeur, de matériels ferroviaires et de navires etc. L'industrie mécanique, la construction navale, le bâtiment et les chemins de fer sont depuis ce temps pionnier de l'industrie, amplement redevables à la sidérurgie. De la fin du XVIIIe siècle aux années 1830, la Grande Bretagne impose son leadership sidérurgique, l'exploitation voisine du charbon et des minerais de fer créant les pays noirs des Midlands et du Yorkshire, plus tard suivis par ceux autour de Pittsburgh, du Nord-Pas de Calais en France ou de la Ruhr en Allemagne rhénane.
Décrivons le laminage du fer et de l'acier, une activité fort importante dans les années 1830 en France. Á proximité des laminoirs sont installés des fourneaux à réverbère, servant à chauffer le fer et l'acier, sous forme de "bidons", ayant l'aspect de "tronçons" ou d'épaisses "barres", destinés à être laminés ou aplatis pour produire différentes tôles. Sortant de la bouche chaude des fours, les bidons glissent, maintenus par des tenailles de fer, sur des plans inclinés structurés par de larges barres de fer. Les opérateurs n'emploient point directement les fers et aciers marchands, jugés insuffisamment travaillés ou pas assez purs. Un forgeage au martinet afin de les affiner et les rendre homogènes dans leurs parties s'impose de manière à former préalablement un "bidon" spécifique à un type de tôle souhaité. Une tonne de fer produit 600 feuilles de tôles à tuyaux d'un quart de ligne, sur 16 pouces de large et 36 à 40 pouces de longueur. Les tôles fortes, moins onéreuses, sont fabriquées à partir de fers nerveux, laissant un taux de déchets de l'ordre de 10 % en masse. Le fer récupéré avec les rognures de tôles peut être d'excellente qualité, un fois forgé au charbon de bois. Une laminerie double, fonctionnant jour et nuit, alimentée en bidons par trois fours, peut produire par semaine 10 tonnes de tôles fines et 16 tonnes de tôles épaisses. Le laminage de l'acier est beaucoup plus long et contraignant que celui du fer, il nécessite des passages beaucoup plus fréquents aux fours, d'autant que la feuille intermédiaire à laminer est plus mince et étendue.

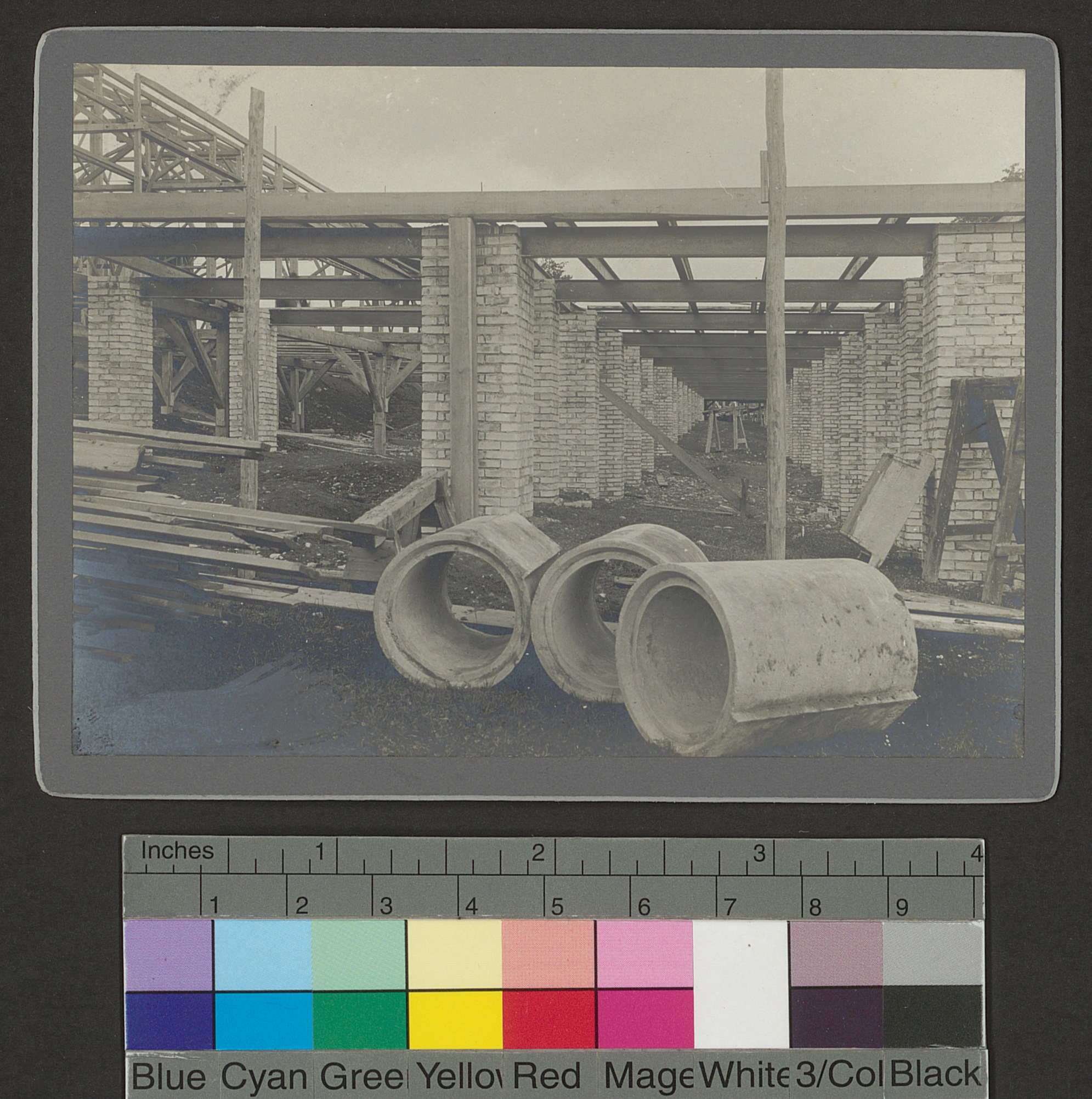
Fondation technique de bâtiment : cave avec poutrage en fer, cliché de l'ingénieur et photographe zurichois Robert Breitinger, 1907.

#### Progrès sidérurgiques
Pour obtenir un métal forgeable ou acceptable à la forge, on peut aussi affiner la fonte par de multiples moyens. Le carbone est enlevé dans les convertisseurs Bessemer, ou divers fours, comme les fours à soles ouvertes, les fours électriques, comprenant autrefois les fours à réverbère qui produisait du fer puddlé. Henry Bessemer a l'idée lumineuse, empruntée à la chimie pneumatique, de souffler de l'air à travers la fonte pour ôter le carbone excédentaire et autres impuretés sous forme d'oxydes et de convertir rapidement, en parvenant à atteindre 1 600 °C, le fer en acier, dans son usine de Sheffield disposant de puissantes souffleries. L'ajout de manganèse, conformément au brevet du métallurgiste Robert Forester Mushet, assure le succès de cette proposition, car sinon, les impuretés à base de soufre forment rapidement du sulfure ferreux FeS qui peut facilement se dissoudre dans la phase de fer fondue, tout en recristallisant de manière lente et séparée dans le solide ferreux, pour demeurer invariablement aux interfaces des cristaux de fer, ennoyant les joints de grains, ce qui explique la grande fragilité du métal obtenu. Le fer rouverin, "mauvais fer" caractérisé par une présence indésirable de soufre et d'oxygène excédentaire, était justement détesté des anciens forgerons, qui ne pouvaient point le forger. Or les fers contenant du manganèse ne pouvaient point devenir mauvais ou être qualifié de "rouverin", comme l'avait remarqué le maître de forge écossais, David Mushet, le père de Robert. L'addition de manganèse dans le milieu transforme FeS en MnS en libérant le fer, et en évacuant le soufre indésirable, puisque ce sulfure de manganèse MnS étant insoluble dans le fer liquide se retrouve piégé avec les scories.

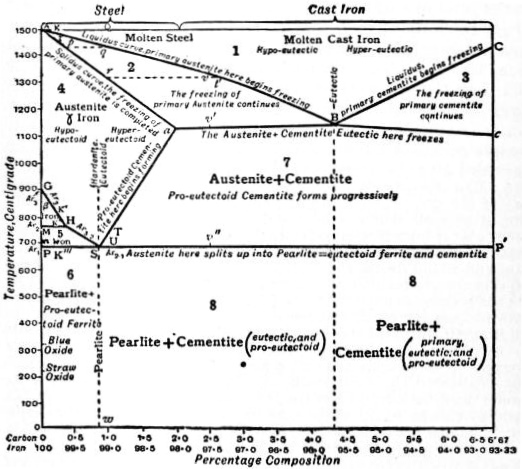
Diagramme de phases, teneur en C en % dans le fer versus températures, Encyclopædia Britannica éditée en 1911.

En 1857, l'emploi de générateurs d'air chaud est une autre étape décisive, l'air étant préchauffé par la chaleur dégagé pendant la combustion. La diversification des techniques sidérurgiques est notoire pendant les décennies qui suivent. En 1877, Percy Gilchrist et son cousin Sidney Gilchrist Thomas brevettent un revêtement basique, à base de chaux, pour faciliter le convertissage des fontes phosphoreuses. Il faudra attendre néanmoins 1900 pour que l'acier, issu du procédé Thomas, l'emporte définitivement sur le fer puddlé en France. En 1914, les 133 hauts fourneaux, déjà d'une trentaine de mètres de hauteur, en exploitation en France produisent presque quatorze fois plus que les 462 haut fourneaux de 1840, de taille plus modestes. Les entreprises nippones de la fin de l'ère Meiji ont inventé avant 1900 la première sidérurgie littorale, les matières premières (coke ou minerai de fer) étant déchargées à partir des bateaux minéraliers sur les grands ports maritimes. Vers 1930, les aciéries électriques, fours à arc puissant entre électrodes, permettent de recycler fer et acier, à partir de la récupération de ferrailles.
Cette étape d'affinage, réalisée aujourd'hui dans une aciérie dans la lignée des procédés Kaldo ou L.D. mis au point en 1950, consiste essentiellement à décarburer la fonte pour obtenir un alliage plus faible en carbone : fer ou acier. La fonte est transformée en acier inférieure à 1,5 % de C en masse au convertisseur. Dans cette cuve, on souffle de l'oxygène au sein de la masse de fonte ou gueuse fondue pour en éliminer le carbone. Les déchets sont les laitiers, couche liquide de silice, silicates (et aluminates) de chaux, ainsi que les oxydes de manganèse, oxydes de fer ferreux et ferrique qui surnagent, et qui sont soutirés à part.
Le soufre, élément nuisible, diminue la coulabilité de la fonte et la rend dure, fragile et poreuse. L'élément phosphore, entre 0,05 % en masse et 1,5 % en masse dans la fonte, peut être toléré car il améliore la fluidité et coulabilité des fontes. Mais la présence de 0,1 % en masse de P forme un eutectique avec le fer, ce qui apporte au matériau fer ou acier, porosité et de grande difficulté d'usinage. Le silicium, de 1 % en masse à 3 % en masse est un graphitisant puissant. La présence de 2 % en masse de Si modifie le diagramme fer-carbone, déplaçant l'eutectique de 4,3 % en masse à 3,7 % en masse de C et augmentant sa température. Si l'élimination du carbone par combustion avec l'oxygène est l'étape principale dans l'affinage ou convertissage de la fonte, l'aciériste peut également par exemple :
- éliminer le soufre venant du coke chargé dans le haut fourneau ; en injectant du carbure de calcium, du magnésium et/ou de la soude, le soufre forme des sulfures qui viennent flotter parmi le laitier de la fonte ; ce laitier sera alors enlevé à l'aide d'un racloir ; La présence de Mn dans la fonte maintenue à une température suffisante permet aussi de neutraliser le soufre en formant le sulfure de manganèse MnS. La teneur minimale de Mn à employer équivaut à un excès de 1,7 (teneur en % de S) + 0,3, exprimé en % en masse.
- brûler le silicium dissous dans la fonte ; cette combustion est la première réaction chimique qui se produit dans un convertisseur ; elle est suivie immédiatement par la combustion du carbone ;
- éliminer le phosphore venant du minerai ; comme le soufre, cet autre élément fragilisant, on procède par réaction avec de la chaux CaO dans le convertisseur, pour former du P2O5 qui, en allant dans le laitier, sera éliminé par séparation d'avec le fer liquide ; la réaction de déphosphoration est la troisième et dernière réaction chimique recherchée dans le convertisseur.

À l'orée des années 2000, un haut fourneau en activité représente une grande tour creuse en matériaux réfractaires à structure renforcée, haute de 80 mètres, chauffée à 1 600 °C en son cœur, chargée en couches alternées de minerais purifiés et de coke, d'une contenance avoisinant 5 000 mètres carrés. Une production continue de 10 000 tonnes par jour peut alors être assurée, la durée de l'édifice est de l'ordre d'une dizaine d'années.

#### Procédés directs contemporains
Entre 1850 et 1890, divers procédés par "réduction directe" sont mis au point, par exemple par les ingénieurs américains Renton ou Ross Yates ou les français Adrien Chenot ou François-Félix Verdié, permettant l'obtention d'une éponge de fer solide à partir de réducteurs gazeux et de minerais de fer. Des métallurgistes comme Eugène Flachat ou John Percy, y perçoivent vers un nouveau monde du fer et de l'acier haut de gamme, sans coke, et ne les dénigrent malgré la généralisation massive des hauts fourneaux au coke et des coulées de fontes, qu'ils observent. Le massot de fer obtenu très poreux, du fait de la perte de l'élément oxygène, échappé à l'état de gaz, garde l'apparence du minerai, et n'est qu'un premier intermédiaire de fabrication. Au sens chimique, une "réduction directe" n'a pas de sens plus précis qu'une simple réduction : il s'agit d'ailleurs d'une réaction hétérogène, on réduit l'oxyde de fer par du gaz, comme dans un haut fourneau !
Dans certains cas au XXe siècle, l'abondance de gaz naturel, l'absence de coke ou la difficulté d'adapter le minerai de fer au haut fourneau, a favorisé le retour de la filière dite de « réduction directe ». Le principe consiste à réduire le fer présent dans les minerais sans passer par l'étape primordial de fusion (comme au haut fourneau), en utilisant des gaz réducteurs obtenus à partir d'hydrocarbures ou de charbon. Un grand nombre de procédés a été développé, dont le procédé Midrex partant du gaz naturel ou méthane. En 2000 comme en 2010, environ 5 % de l'acier mondial produit sont issus de fer obtenu par réduction directe.

### Recyclage
La plupart des métaux ferreux (à base de fer) sont magnétiques. Cette propriété simplifie leur tri. Dans la deuxième moitié du XXe siècle, le faible coût des ferrailles rend les aciéries électriques plus compétitives que les hauts fourneaux, ce qui explique la croissance spectaculaire du groupe américain Nucor.
thumb|upright=1.3|Schéma simplifié de l'approvisionnement de la sidérurgie mondiale en millions de tonnes de fer contenu en 2012.
Depuis la fermeture des dernières mines de fer de Lorraine en 1997, la France, outre les installations de sidérurgie portuaire à Dunkerque et à Fos appelant des importations de minerais, a principalement recourt aux ferrailles comme matière première pour sa sidérurgie.

## Industrie du fer: une économie du minerai à l'acier
Depuis la fin du XIXe siècle, la consommation de métaux apparaît en hausse constante. Le fer, à l'instar du cuivre ou du lithium, n'échappe point à la règle. La consommation mondiale de fer n'atteignait pas encore 100 Mt par an avant 1900. Aujourd'hui elle avoisine 2,5 milliards de tonnes. Parmi ces débouchés, la production d'acier est largement prépondérante.
Les experts en économie des matériaux estiment que 98 % en masse du Fe des minerais de fer rejoint le marché très diversifié des aciers, auquel on peut adjoindre le fer doux. Les quelque deux pour cent restant se partagent entre quatre activités notables :
- la poudre de fer pour composer des ferroalliages, fabriquer les aimants, les noyaux haute fréquence, concevoir divers catalyseurs et réaliser des pièces automobiles par frittage etc.
- les poudres de composés bleu ferrique, incorporés dans les peintures, les encres d'imprimerie, les papiers peints, les lessives, les engrais, voire dans l'industrie plasturgique et l'industrie cosmétique (fards à paupière),
- l'oxyde de fer noir, pour les encres magnétiques etc.
- le fer radioactif pour la recherche biochimique et métallurgique.

En 2024, la production d'acier est estimée à 1751 Mt. Elle est en baisse de 0,9 %, une baisse faible mais continue depuis trois années, du fait de la réduction de la production manufacturière mondiale, en particulier de la mutation du secteur automobile, et de la déprise généralisée du marché immobilier (moins de logement, d'équipements etc.), cette réduction n'étant pas étrangère aux incertitudes géopolitiques et aux situations économiques inflationnistes.
La république populaire de Chine reste en tête avec 819 Mt, malgré une demande intérieure, depuis quelques décennies motrice, mais qui faiblit désormais, en dépit des programmes de grands travaux ou d'infrastructures. Les gigantesques conglomérats sidérurgiques, China Baowu Steel Group avoisinant 130 Mt, Ansteel 56 Mt ou HBIS Group 41 Mt, soit le premier, troisième et cinquième groupe à l'échelle mondiale en 2023, gardent des coûts de production faibles, tout en continuant des investissements de longue haleine. La Chine qui compterait 27 grandes entreprises productrices sur les cinquante premières mondiales garde aussi la première place pour ses activités extractives du minerai de fer. La Chine avait déjà produit 60 % du fer métallique mondial en 2010, soit environ 600 millions sur 1 milliard de tonnes. Ce qui représentait 45 % de l'acier mondial, soit environ 630 millions sur 1,4 milliard de tonnes), devant le Japon (8,2 % du fer et 7,9 % de l'acier produits dans le monde).
L'Union indienne occupe la seconde position en 2024, avec 140,7 Mt. L'acier indien est toujours en croissance. Du fait de l'appel du secteur de la construction, les aciéries modernisées augmentent leurs capacités de production, en restant attractives auprès des investisseurs sur le marché financier. La progression du second groupe international ArcelorMittal illustre cette ambition, suivie par Tata Steel et JSW Steel Limited.
Troisième, la sidérurgie nippone demeure dans la compétition, avec 86,9 Mt. Le Japon reste une référence autant pour ses champs d'innovation que la qualité des productions traditionnelles. Nippon Steel traitant 44 Mt en quatrième position et JFE Holdings 25 Mt à la quatorzième place du classement mondial, les géants du secteur continuent d'investir dans les aciers à haute résistance et les procédés de fabrication plus écologiques.
Les États-Unis garde un rang stabilisé avec 81,3 Mt en 2024. Les investissements croissants récents imposent une efficacité énergétique, corrélée à une modernisation des installations. La politique protectionniste a entravé largement la chute sidérurgique, mais la réduction de l'empreinte carbone ne semble une préoccupation soutenue. Les géants Nucor leader à la 15e position mondiale, voire Cleveland-Cliffs et U.S. Steel se sont imposés, malgré des parcours industriels différents, la première ayant émergée au tournant des fours électriques et du recyclage des matériaux ferreux.
La fédération de Russie affiche 76 Mt, produisant un acier compétitif de qualité : le monde de l'acier russe, bénéficiant des vastes ressources en minerais de fer, encore accru par les récents accaparements territoriaux, mais aussi en gaz ou pétrole, a indéniablement gardé son expertise technique. La république de Corée du Sud occupe la sixième place avec 66,6 Mt, elle ne cesse de développer des innovations technologiques, en produisant notamment des aciers spéciaux de haute qualité. POSCO Holdings et Hyundai Steel occupent en 2023 respectivement avec 38, 5 Mt et 19,2 Mt la septième place et la dix-huitième place dans le classements mondial des entreprise sidérurgiques.
Les marchés de l'acier en 2024 ne sont nullement moroses car trois demandes fortes et pérenne, à savoir les réseaux électriques mondiaux (20 Mt par an), les équipements d'énergie (40 Mt par an), les véhicules légers à venir peuvent être entrevues, à défaut des équipements militaires. La stagnation du marché mondial semble pourtant une réalité : à la domination large de la Chine répond la montée inexorable de l'Inde, et la stabilité du Japon, des États-Unis, de la Russie et de la Corée du Sud.

### Extraction et préparation des minerais de fer
L'extraction des minerais de fer, souvent montrée par une mise en action de gigantesques engins aux mécanismes surdimensionnés, est suivie d'un concassage et d'un broyage, suivi d'un premier triage, opérations industrielles discrètes, sources de diverses pollutions par la manipulation d'une matière poudreuse et dispersable dans l'eau, y compris les rejets stériles. Un broyage fin ouvre en particulier la voie aux procédés de flottation, ce qui permet un enrichissement du minerai tout en se débarrassant de la gangue ou matière stérile. Parfois, une agglomération pour former des blocs plus ou moins friables, par exemple par agglutination avec du charbon pulvérulent, s'impose avant le transport de ce pondéreux vers le centre sidérurgique, le plus souvent proche ou attenant à la zone portuaire. Notez qu'une étape de grillage intermédiaire est nécessaire pour les autres minerais à base de carbonates ou de sulfures de fer.
Rares sont les pays producteurs de minerais de fer ayant diminué leurs activités extractives et(ou) préparatives, entre 2010 et 2017. L'Ukraine est passée de 78,5 Mt à 60,5 Mt à cause des guerres civiles amenant insécurité et occupation dissidente de ses districts miniers de l'Est, l'Inde de 207 Mt à 201 Mt. Si les États-Unis sont passés de 63 Mt en 2000 à 49,5 Mt en 2010 avant d'être recalés à la dixième place mondiale en 2017 avec 46,3 Mt, le Canada lui a vendu son petit excédent, car ce pays voisin a assuré une production croissante entre 2010 et 2017, de 37 à 49 Mt. La croissance est impérative pour garder son rang, ainsi la Chine conforte son leadership : partie de 224 Mt en 2000, elle parvient à 1078 Mt en 2010 et 1229 Mt en 2017. L'Australie partant de 171 Mt affiche 433 Mt en 2010 puis 885 Mt en 2017, ce qui lui assure haut la main le second rang. La production du Brésil se laisse distancer dans cette course impitoyable, de 210 Mt lui permettant une seconde place en 2000, à 372 Mt en 2010 pour arriver troisième à 435 Mt en 2017. L'Inde minière avait honoré une ambition de croissance pendant la première décennie après 2000, de 81 Mt en 2000 à 207 Mt, assurant une quatrième position, avant de se contracter à 201 Mt en 2017. La Russie assure au mieux un rythme constant, de 87 Mt en 2000 à 95,5 Mt en 2010 avant de replonger en 2017 à 95 Mt. En retrait par rapport aux grands pays producteurs épris de croissance, l'Afrique du Sud gère plus lentement son importante ressource minière, passant de 34 Mt en 2000 à 59 Mt en 2010 pour fournir 75 Mt en 2017. Elle se fait pratiquement rejoindre à sa sixième place par l'Iran affichant 74 Mt en 2017, dont la production était partie pourtant de plus bas, 12 Mt en 2000 soit au delà de la dixième place, puis 36 Mt en 2010.

#### Production mondiale des minerais de fer
En 2017, la production mondiale de minerais de fer a atteint a minima 2,2 milliards de tonnes, soit une cadence de 70 tonnes extraites par seconde. Il existe diverses données minières anglo-saxonnes, notamment canadiennes, qui contredisent les classements mondiaux, à partir de la prise en compte de l'extraction brute avérée et non du minerai de fer concentré, utilisable, après préparation industrielle. La Chine est assurément le premier importateur mondial, le premier raffineur et utilisateur de minerai brut au monde. Mais sa place au niveau de l'extraction serait nettement plus limitée, par exemple, en 2020, derrière l'Australie caracolant en tête avec 900 Mt et 37,5 % de l'extraction mondiale, le Brésil à 400 Mt et 17 %. La Chine, troisième pays minier pour le fer, en 2020 n'extrait de son sous-sol que 340 Mt d'équivalent minerai. Son minerai du Liaoning, du Sichuan, du Hebei, du Shanxi ou de Mongolie intérieure est d'ailleurs plus pauvres, de l'ordre moyen de 30 % en masse, que ceux d'autres pays miniers, dépassant allègrement 60 % en masse. L'Inde arrive en quatrième place assurant 230 Mt soit 10 % en masse de la production mondiale, devant la Russie extrayant 95 Mt.
La production mondiale de minerai de fer (extrait ou préparé après réception) se serait élevée à 2,4 milliards de tonnes en 2010, assurée en grande partie par la Chine (37,5 %), devant l'Australie (17,5 %), le Brésil (15,4 %), l'Inde (10,8 %), la Russie (4,2 %) et l'Ukraine (3,0 %) . En 2007, si la république populaire de Chine produisait un tiers de l'acier mondial, elle réalisait aussi 50 % des exportations de minerai de fer transformé. En 2009, les trois plus grands pays miniers exportateurs bruts sont, par ordre, l'Australie, le Brésil et l'Inde.
Les principaux pays producteurs de minerais de fer en 2013 sont :
|               | Pays           | Minerai (millions tonnes) | % monde minerai fer | Fer contenu (millions tonnes) | % monde fer contenu |
| ------------- | -------------- | ------------------------- | ------------------- | ----------------------------- | ------------------- |
| 1             | Chine          | 1 450,0                   | 45,9                | 436,0                         | 29,5                |
| 2             | Australie      | 609,0                     | 19,3                | 377,0                         | 25,5                |
| 3             | Brésil         | 386,27                    | 12,2                | 245,67                        | 16,6                |
| 4             | Inde           | 150,0                     | 4,7                 | 96,0                          | 6,5                 |
| 5             | Russie         | 105,0                     | 3,3                 | 60,7                          | 4,1                 |
| 6             | Afrique du Sud | 71,53                     | 2,3                 | 45,7                          | 3,1                 |
| 7             | Ukraine        | 81,97                     | 2,6                 | 45,1                          | 3,0                 |
| 8             | États-Unis     | 53,0                      | 1,7                 | 32,8                          | 2,2                 |
| 9             | Canada         | 42,8                      | 1,4                 | 26,0                          | 1,8                 |
| 10            | Iran           | 50,0                      | 1,6                 | 24,0                          | 1,6                 |
| 11            | Suède          | 26,04                     | 0,8                 | 17,19                         | 1,2                 |
| 12            | Kazakhstan     | 25,5                      | 0,8                 | 14,5                          | 1,0                 |
| 13            | Chili          | 17,11                     | 0,5                 | 9,09                          | 0,6                 |
| 14            | Mauritanie     | 13,0                      | 0,4                 | 7,8                           | 0,5                 |
| 15            | Mexique        | 14,5                      | 0,5                 | 7,53                          | 0,5                 |
| 16            | Venezuela      | 10,58                     | 0,3                 | 6,58                          | 0,4                 |
| 17            | Malaisie       | 10,0                      | 0,3                 | 5,7                           | 0,4                 |
| 18            | Pérou          | 6,79                      | 0,2                 | 4,55                          | 0,3                 |
| 19            | Mongolie       | 6,01                      | 0,2                 | 3,79                          | 0,3                 |
| 20            | Turquie        | 4,45                      | 0,1                 | 2,98                          | 0,2                 |
| Total mondial | Total mondial  | 3 160                     | 100                 | 1 480                         | 100                 |

Les principales sociétés productrices de minerais de fer dans le monde étaient en 2008 :
- BHP Billiton et Rio Tinto (39,6 % du marché mondial estimé en 2008, en cas de fusion de ces entreprises présentes dans le Pilbara) ;
- Vale, ex-CVRD, connue pour l'exploitation de la mine de Carajas au Brésil (35,7 %) ;
- Rio Tinto (24 % seul) ;
- BHP Billiton (16 % seul) ;
- Fortescue (5,4 %) ;
- Kumba (5,2 %) ;
- autres (LKAB, SNIM, CVG Ferrominera, Hierro Peru, Kudremukh, CAP) (13,7 %).
- National Mineral Development Corporation, société étatique en Inde

### Déplacements de la production sidérurgique auXXesiècle
En 1929, si 29 pays producteurs d'acier étaient aptes à exporter, 90 % de l'acier mondial sortait des installations d'Amérique du Nord et d'Europe. En 1974, six géants, à savoir USA, Japon, France, Royaume-Uni, Allemagne et Union soviétique rassemblaient encore 62,5 % de la production mondiale, mais seulement une faible majorité de 52,5 % avec la Russie mais sans l'Ukraine, en 1994. La production de minerai de fer, assurée par une quarantaine d'états extracteurs, avoisinent après 1995 600 Mt. La concentration extractive s'amplifie a contrario, car seulement huit pays, Brésil, Australie, Russie, Ukraine, Chine, Inde, Canada et États-Unis fournissent 70 % du minerai de fer mondial. Si la Suède demeurait le seul producteur européen notable, la France voyait pendant cette fin de décennie disparaître sa production, autrefois importante.
En 2000, l'activité sidérurgique était encore mieux répartie à l'échelle mondiale, devenue plus diffuse, malgré la prégnance de la Chine, premier producteur mondial d'acier avec 123 Mt, devant les Etats-Unis 97 Mt et le Japon 94 Mt. Suivent d'autres pays émergents, le Brésil, la Corée du Sud et l'Inde, assurant ensemble 10 % de la production mondiale, loin devant la France encore onzième avec 20 Mt.

#### Autres productions anciennes: produits magnétiques
Le fer métallique et ses oxydes sont utilisés depuis des décennies pour fixer des informations analogiques ou numériques sur des supports appropriés (bandes magnétiques, cassettes audio et vidéo, disquettes). L'usage de ces matériaux est cependant désormais supplanté par des composés possédant une meilleure permittivité, par exemple dans les disques durs.